# Liste der Biografien/Spe
Liste der Biografien |
Portal Biografien |
Personensuche
# |
A |
B |
C |
D |
E |
F |
G |
H |
I |
J |
K |
L |
M |
N |
O |
P |
Q |
R |
S |
T |
U |
V |
W |
X |
Y |
Z |
?
 
Sa |
Sb |
Sc |
Sd |
Se |
Sf |
Sg |
Sh |
Si |
Sj |
Sk |
Sl |
Sm |
Sn |
So |
Sp |
Sq |
Sr |
Ss |
St |
Su |
Sv |
Sw |
Sy |
Sz
 
Spa |
Spe |
Sph |
Spi |
Spl |
Spo |
Spr |
Spu |
Spy
Die Liste der Biografien führt alle Personen auf, die in der deutschsprachigen Wikipedia einen Artikel haben. Dieses ist eine Teilliste mit 1130 Einträgen von Personen, deren Namen mit den Buchstaben „Spe“ beginnt.

## Spe

### Spea
- Speaight, Brenda (* 1906), englische Badmintonspielerin
- Speak, Jeroen (* 1969), neuseeländischer Komponist
- Speake, Graham (* 1946), britischer Altphilologe und Byzantinist
- Speake, Martin (* 1958), britischer Jazzmusiker
- Speake, Wendy, Schauspielerin
- Speaker, Tris (1888–1958), US-amerikanischer Baseballspieler und -manager
- Speakes, Larry (1939–2014), US-amerikanischer Journalist und Sprecher des Weißen Hauses
- Speaks, John C. (1859–1945), US-amerikanischer Politiker
- Speaks, Margaret (* 1994), US-amerikanische Volleyballspielerin
- Speaks, Nimrod, US-amerikanischer Jazzmusiker
- Spear, Allan (1937–2008), US-amerikanischer Politiker
- Spear, Bill (1916–1979), US-amerikanischer Autorennfahrer
- Spear, Chloe († 1815), Sklavin und Autorin
- Spear, Hans (1918–2009), US-amerikanischer Unternehmer und Mitglied der Ritchie Boys
- Spear, Laurinda Hope (* 1950), US-amerikanische Architektin und Landschaftsarchitektin
- Spear, Mónica (1984–2014), venezolanisch-US-amerikanische Schauspielerin und Schönheitskönigin
- Spear, Percival (1901–1982), englischer Historiker
- Spear, Walter Eric (1921–2008), britischer Physiker
- Spearing, James Z. (1864–1942), US-amerikanischer Politiker
- Spearing, Jay (* 1988), englischer Fußballspieler
- Spearman, Brandon (* 1991), US-amerikanischer Basketballspieler
- Spearman, Charles (1863–1945), britischer Psychologe
- Spearman, Frank Hamilton (1859–1937), US-amerikanischer Schriftsteller
- Spearman, Glenn (1947–1998), amerikanischer Tenorsaxophonist des Free Jazz
- Spearman, Patricia (* 1955), US-amerikanische Theologin und Politikerin
- Spearmon, Wallace (* 1984), US-amerikanischer Leichtathlet
- Spearow, Ralph (1895–1980), US-amerikanischer Stabhochspringer
- Spearritt, Hannah (* 1981), britische Sängerin und SchauspielerinHannah Spearritt (* 1981)

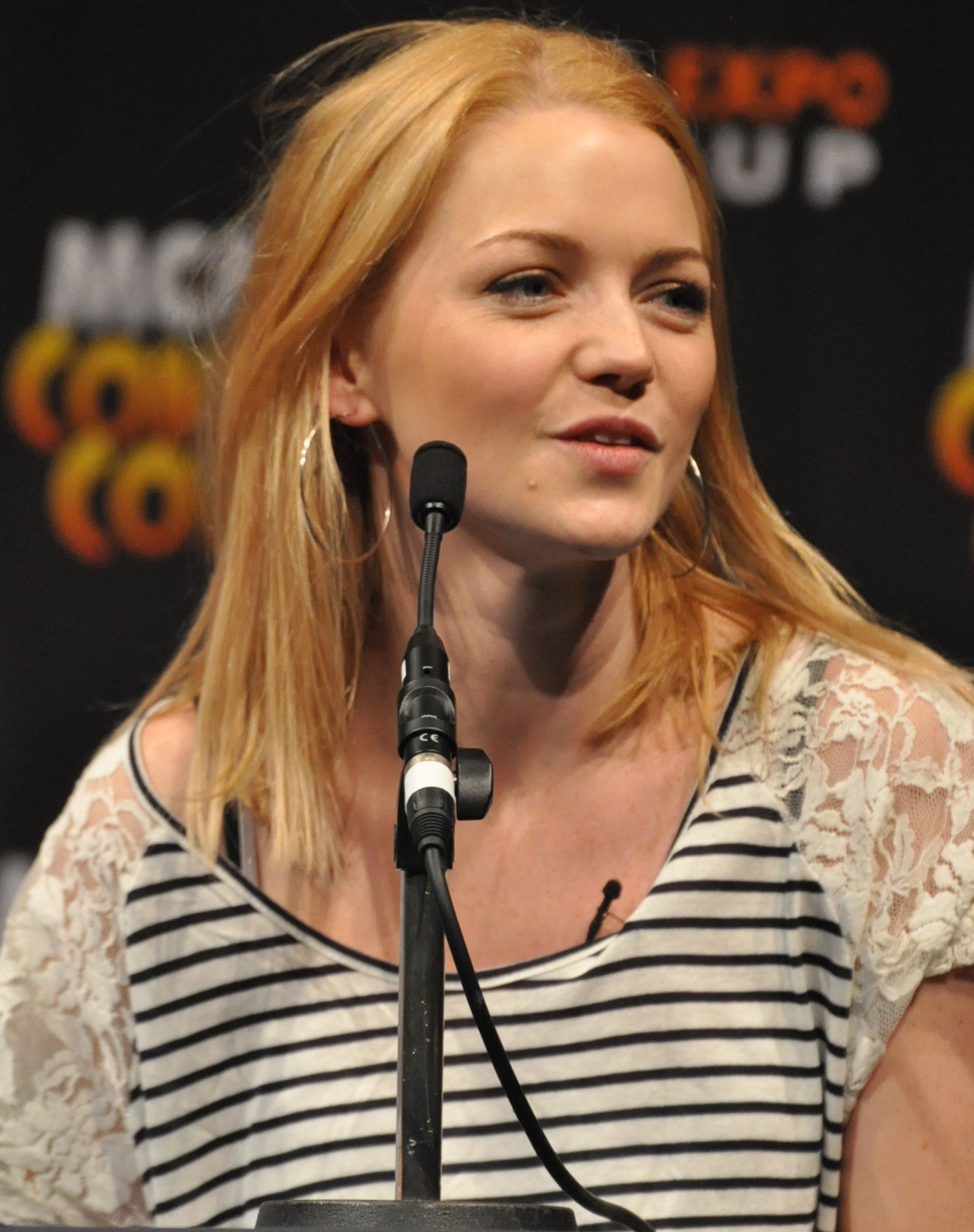
Hannah Spearritt (* 1981)

- Spears Hultgreen, Kara (1965–1994), US-amerikanische Pilotin, erste weibliche F-14-Pilotin der US Navy
- Spears, Aaron (1976–2023), US-amerikanischer Schlagzeuger
- Spears, Aaron D. (* 1971), US-amerikanischer Schauspieler
- Spears, Abigail (* 1981), US-amerikanische Tennisspielerin
- Spears, Aries (* 1975), US-amerikanischer Schauspieler und Komiker
- Spears, Basil (1921–2004), US-amerikanische Jazz- und Bluesmusikerin (Gesang, Piano, Orgel)
- Spears, Billie Jo (1937–2011), US-amerikanische Country-Sängerin
- Spears, Britney (* 1981), US-amerikanische PopsängerinBritney Spears (* 1981)

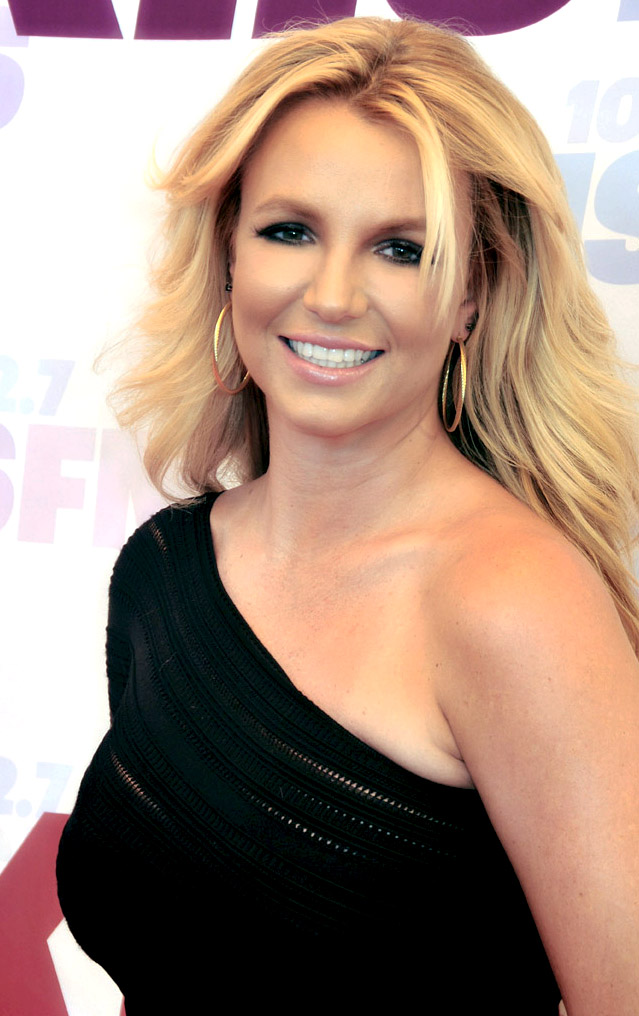
Britney Spears (* 1981)

- Spears, Glenn, US-amerikanischer Offizier, Generalleutnant der US Air Force
- Spears, Jamie Lynn (* 1991), US-amerikanische Sängerin und Schauspielerin
- Spears, Ken (1938–2020), US-amerikanischer Trickfilmzeichner, Autor, Fernsehproduzent und Toningenieur
- Spears, Louie (* 1935), US-amerikanischer Jazzmusiker
- Spears, Mark, US-amerikanischer Musikproduzent und Songschreiber
- Spears, Maurice, US-amerikanischer Posaunist und Kopist
- Spears, Michael (* 1977), US-amerikanischer Schauspieler und Sänger
- Spears, Peter, US-amerikanischer Schauspieler und Filmproduzent
- Spears, Randy (* 1961), US-amerikanischer Pornodarsteller
- Spears, Robert (1893–1950), australischer Radrennfahrer
- Spears, Ross (* 1947), US-amerikanischer Dokumentarfilmer
- Spears, Shawn (* 1981), kanadischer WrestlerShawn Spears (* 1981)

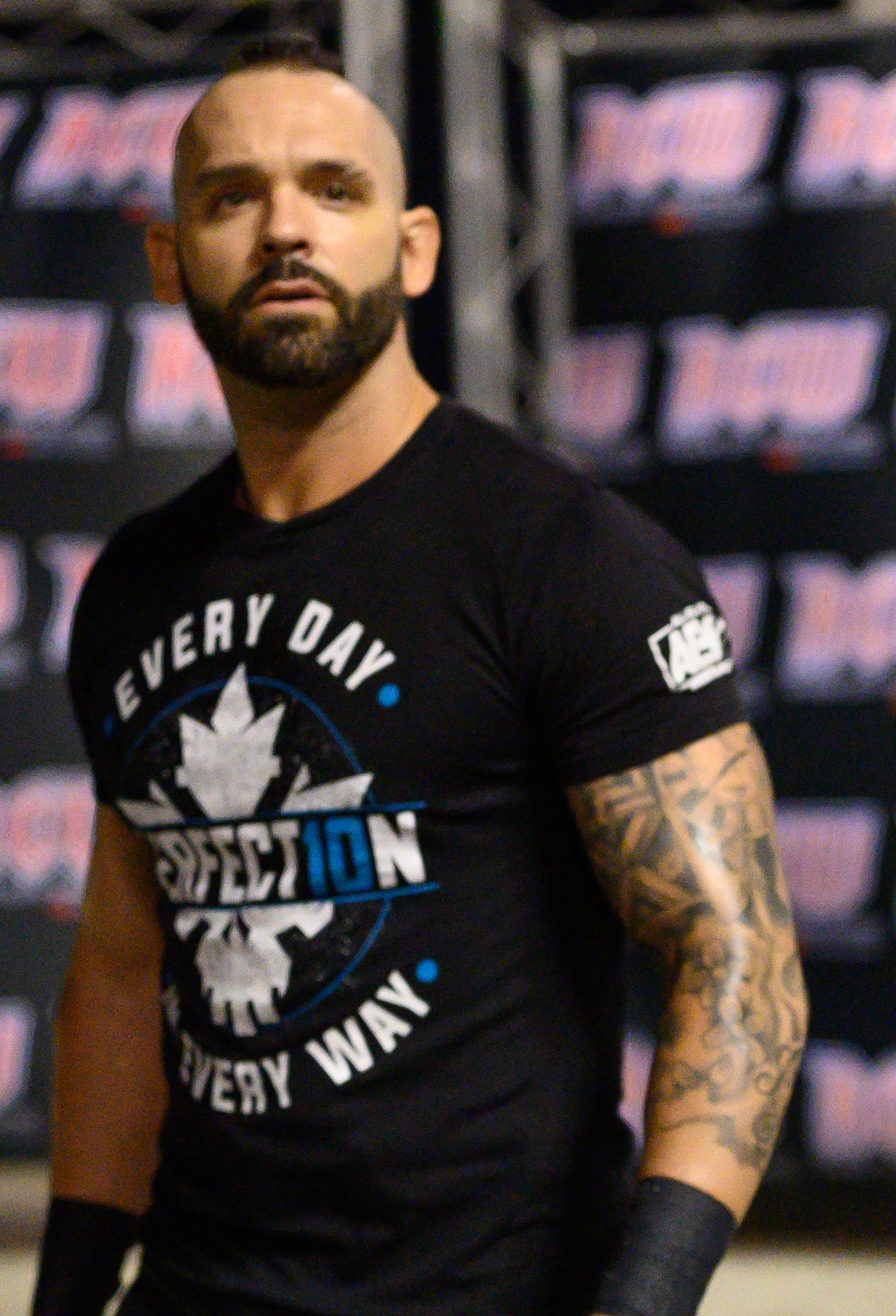
Shawn Spears (* 1981)

- Spears, Zak (* 1965), US-amerikanischer Pornodarsteller

### Spec
- Spec, Werner (* 1958), deutscher Politiker
- Specchi, Alessandro (1666–1729), römischer Architekt und Grafiker
- Speccot, John, englischer Politiker, Mitglied des House of Commons
- Speccot, John († 1705), englischer Politiker, Mitglied des House of Commons
- Speccott, John († 1644), englischer Adliger und Politiker
- Speccott, Paul, englischer Politiker, Mitglied des House of Commons
- Speccott, Peter († 1655), englischer Politiker, Mitglied des House of Commons
- Spech-Salvi, Adelina (1811–1886), italienische Opernsängerin (Sopran)
- Spechenhauser, Luca (* 2000), italienischer Shorttracker
- Specht, André (* 1972), deutscher Politiker (CDU), MdL
- Specht, August (1849–1923), deutscher Lithograf und Illustrator
- Specht, Bruno, deutscher Architekt
- Specht, Cecelia (* 1967), US-amerikanische Schauspielerin
- Specht, Christian, deutscher Filmproduzent
- Specht, Christian (1647–1706), deutscher evangelischer Theologe
- Specht, Christian (* 1966), deutscher Politiker (CDU)Christian Specht (* 1966)

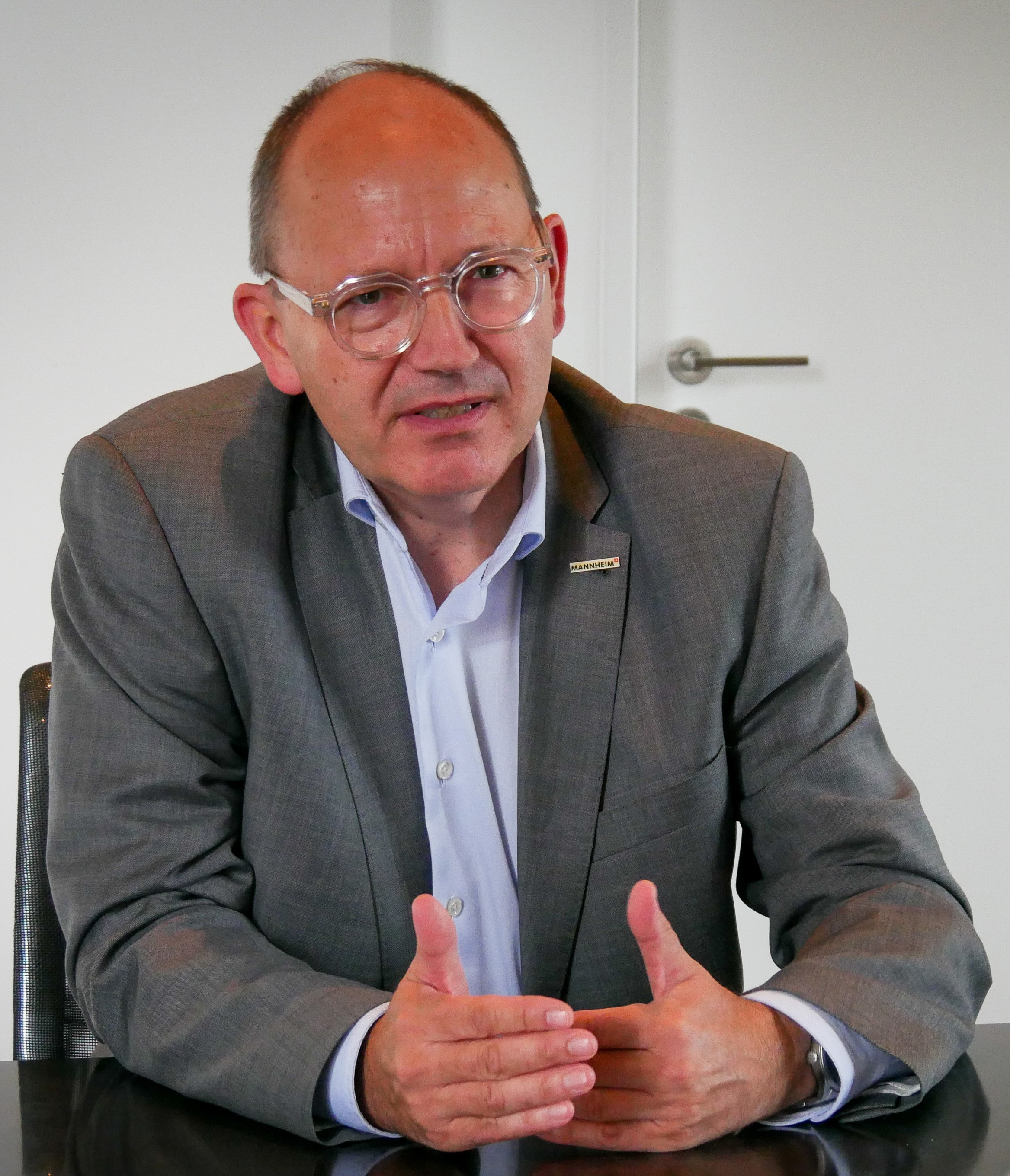
Christian Specht (* 1966)

- Specht, Christoph (1938–2019), deutscher Motocrossfahrer
- Specht, Christoph (* 1961), deutscher Arzt, Medizinjournalist und Filmemacher
- Specht, Edith (* 1943), österreichische Althistorikerin
- Specht, Elisabeth (1912–2002), deutsche evangelische Pfarrerin
- Specht, Emil (* 1910), deutscher Tontechniker
- Specht, Ernst Christian (1739–1803), deutscher Maler, Silhouettenschneider und Entomologe
- Specht, Felix (* 1850), deutscher Reichsgerichtsrat
- Specht, Franz (1888–1949), deutscher Sprachwissenschaftler
- Specht, Franz (1891–1964), deutscher Politiker der SPD
- Specht, Friedrich (1808–1865), oberpfälzer Orgelbauer
- Specht, Friedrich (1839–1909), deutscher Tiermaler, Bildhauer und Lithograf
- Specht, Friedrich (1924–2010), deutscher Psychiater
- Specht, Friedrich Karl von (1793–1877), deutscher Offizier
- Specht, Friedrich von (1803–1879), hessischer Generalmajor, preußischer Generalleutnant, Autor
- Specht, Fritz (1890–1972), deutscher HNO-Arzt, Hochschullehrer und Rektor der Universität Erlangen
- Specht, Fritz (1891–1975), niederdeutscher Schriftsteller
- Specht, Gerhard (* 1943), deutscher Journalist und freier Autor
- Specht, Gert (1925–2018), deutscher Chirurg
- Specht, Günter (* 1940), deutscher Ökonom und Hochschullehrer
- Specht, Gustav (1860–1940), deutscher Psychiater und Hochschullehrer
- Specht, Gustav (1885–1956), deutsch-baltischer Schriftsteller, Dichter und Übersetzer
- Specht, Hanns (1888–1985), deutscher Verwaltungsjurist
- Specht, Hans Joachim (1936–2024), deutscher PhysikerHans Joachim Specht (1936–2024)

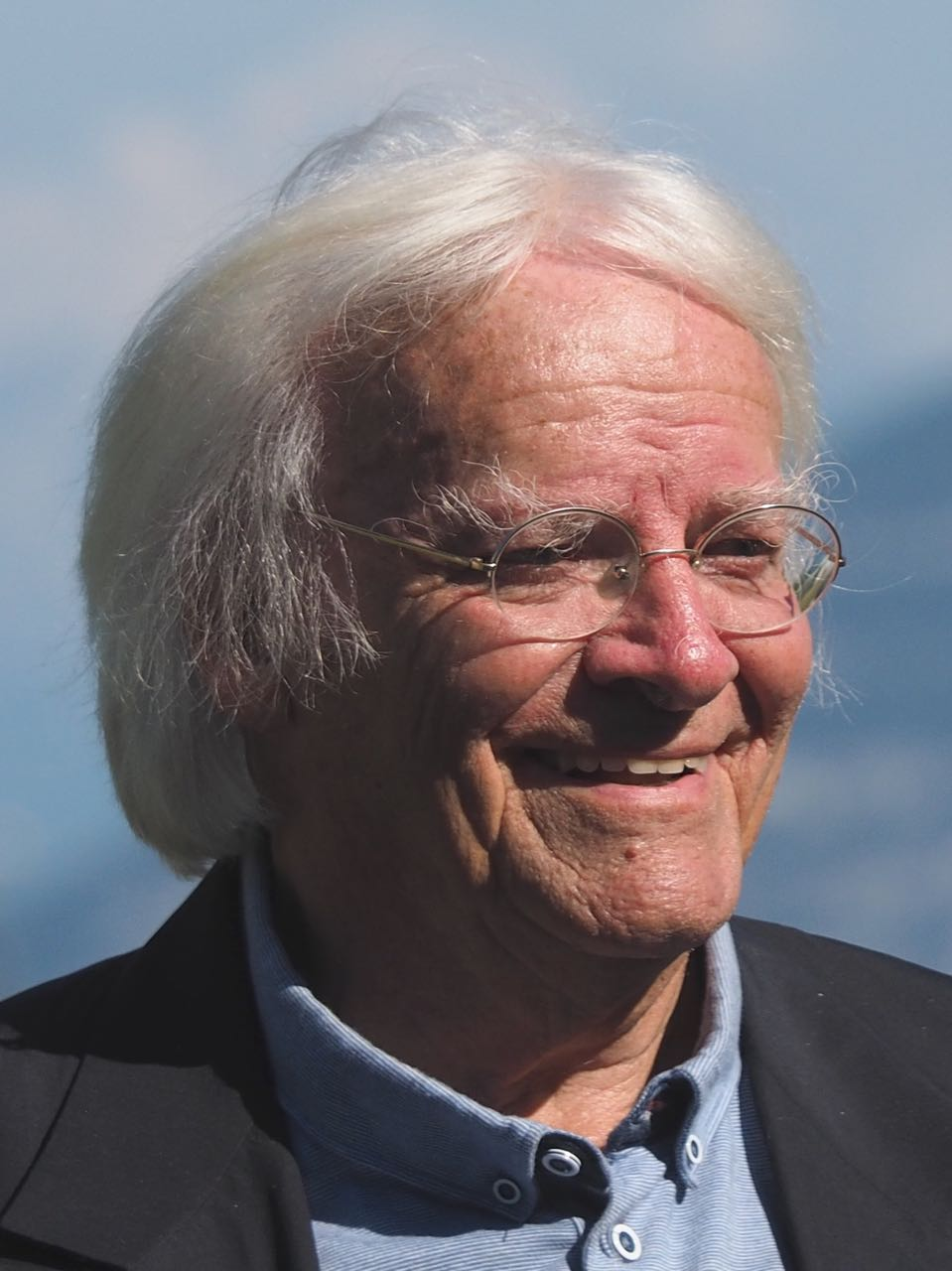
Hans Joachim Specht (1936–2024)

- Specht, Hans von (1825–1913), braunschweigischer Offizier, in den USA Farmer, Fuhrmann, Postmeister
- Specht, Hans-Georg (* 1940), deutscher Politiker (CDU), Oberbürgermeister von Mülheim an der Ruhr (1994–1999)
- Specht, Harald (* 1951), deutscher Chemiker, Lebensmittelingenieur und Autor
- Specht, Heike (* 1974), deutsche Autorin
- Specht, Heinrich (1885–1952), deutscher Politiker (SPD), MdL
- Specht, Hellmut von (* 1941), deutscher Physiker und Hochschullehrer
- Specht, Hermann (1892–1968), deutscher Jurist und Politiker
- Specht, Jaques von (1807–1878), hessischer Landrat
- Specht, Joachim (1931–2016), deutscher Schriftsteller
- Specht, Johann Georg (1721–1803), Baumeister am Ende der Barockzeit
- Specht, Johann von (1791–1850), kurhessischer Offizier und Generalauditor
- Specht, Josef Anton (1828–1894), deutscher Alpinist und Unternehmer
- Specht, Jule (* 1986), deutsche Psychologin
- Specht, Karl Gustav (1916–1980), deutscher Soziologe
- Specht, Karl von (1822–1899), deutscher Reichsgerichtsrat
- Specht, Karl Wilhelm (1894–1953), deutscher General der Infanterie im Zweiten WeltkriegKarl Wilhelm Specht (1894–1953)

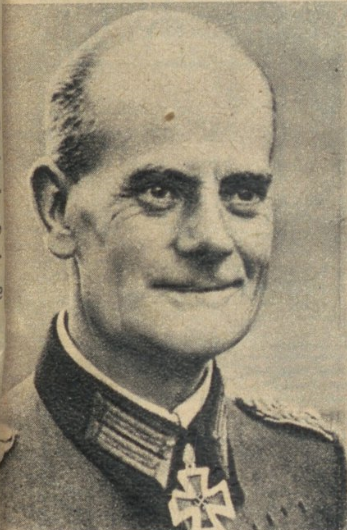
Karl Wilhelm Specht (1894–1953)

- Specht, Kerstin (* 1956), deutsche Bühnenautorin
- Specht, Léonard (* 1954), französischer Fußballspieler
- Specht, Lorenz (1931–2016), deutscher Motorradsportler
- Specht, Lotte (1911–2002), deutsche Fußballpionierin
- Specht, Michael (* 1976), deutscher Schauspieler
- Specht, Michaela (* 1997), deutsche FußballspielerinMichaela Specht (* 1997)

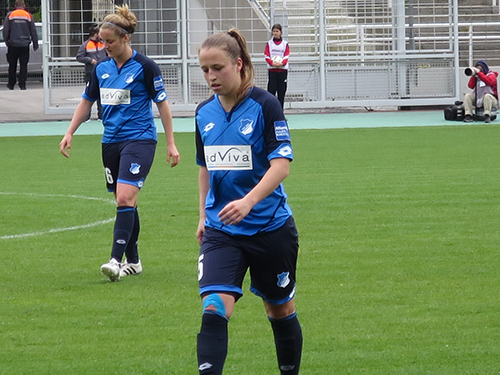
Michaela Specht (* 1997)

- Specht, Minna (1879–1961), deutsche Pädagogin und Mitgründerin und Vorsitzende des ISK
- Specht, Paul (1895–1954), US-amerikanischer Bandleader
- Specht, Philipp Ludwig (1796–1872), deutscher Landwirt und Abgeordneter
- Specht, Rainer (* 1930), deutscher Philosoph
- Specht, Raymond (1924–2021), australischer Botaniker
- Specht, Reinhold (1893–1960), deutscher Archivar
- Specht, Richard (1870–1932), österreichischer Musikkritiker, Lyriker, Dramatiker und Schriftsteller
- Specht, Roland (* 1968), deutscher Tischtennis- und Pokerspieler
- Specht, Susanne (* 1958), deutsche Bildhauerin
- Specht, Sylvia (* 1966), deutsche Tischtennisspielerin
- Specht, Thomas (1847–1918), deutscher Priester
- Specht, Tim (* 1975), deutscher Eishockeyspieler
- Specht, Walter (1907–1977), deutscher Chemiker und Kriminologe
- Specht, Walter von (1855–1923), schaumburg-lippischer Kammerherr, preußischer Generalmajor
- Specht, Walther (1938–2021), deutscher Erziehungswissenschaftler
- Specht, Werner (* 1942), deutscher Maler, Liedermacher und Autor
- Specht, Wilhelm (1874–1945), deutscher Psychiater und Kriminalpsychologe
- Specht, Wilhelm (1907–1985), deutscher Mathematiker und Hochschullehrer
- Specht, Wilhelm (1910–1986), deutscher Unternehmer und Verbandsfunktionär
- Specht, Wilhelm von (1838–1910), preußischer Generalmajor
- Specht, Wolfgang (1926–2020), deutscher Arzt und Anatom
- Specht-Riemenschneider, Louisa (* 1985), deutsche Rechtswissenschaftlerin und HochschullehrerinLouisa Specht-Riemenschneider (* 1985)

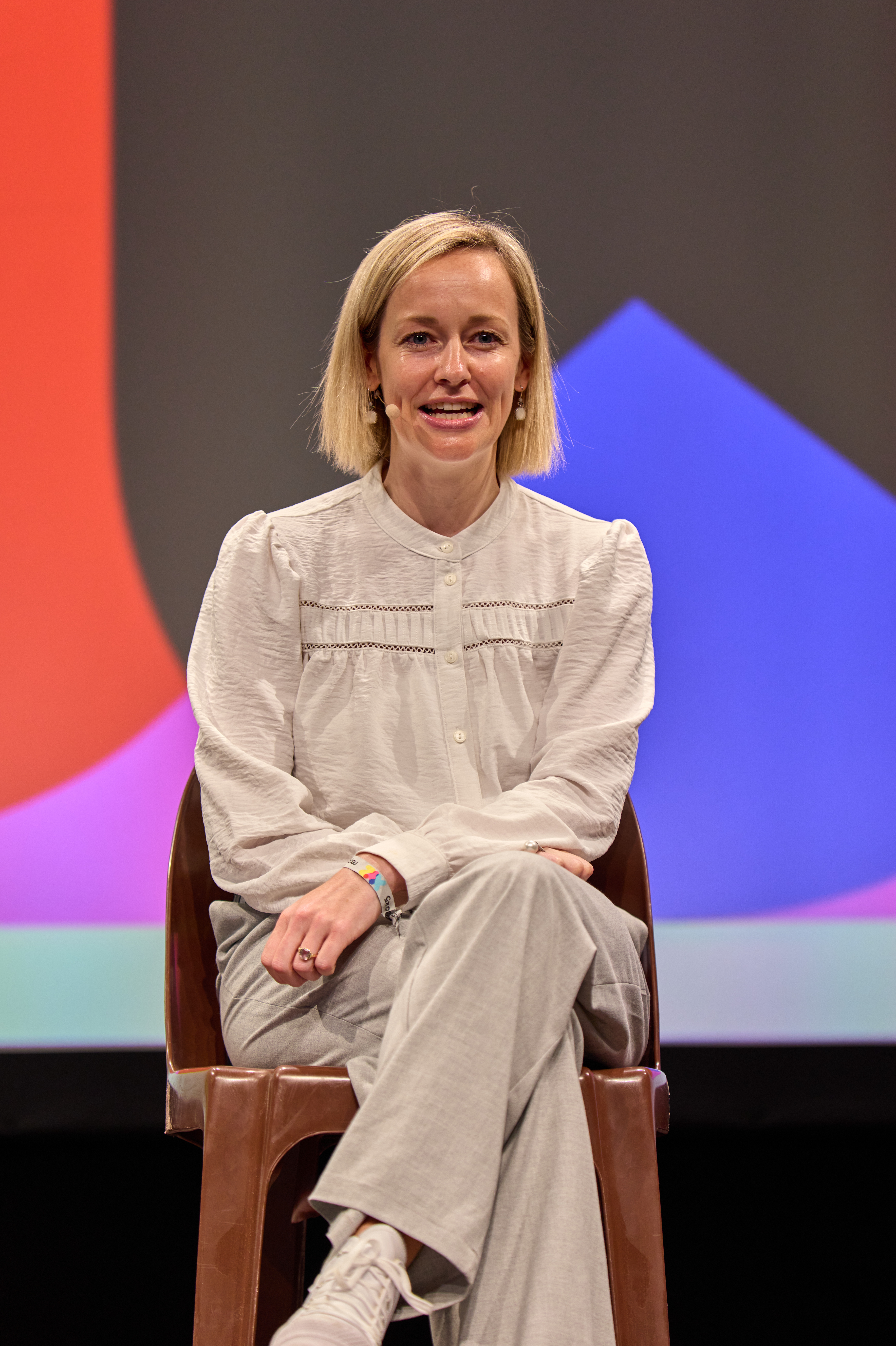
Louisa Specht-Riemenschneider (* 1985)

- Specht-Tomann, Monika (* 1950), österreichische Psychologin, Psychotherapeutin und Fachbuchautorin
- Spechtl, Andreas (* 1984), österreichischer Musiker
- Spechtl, Claus (* 1956), österreichischer Jazzgitarrist
- Spechtl, Rainer (* 1951), österreichischer Schauspieler und Sänger
- Spechtl, Viktor (1906–1977), österreichischer Fußballspieler
- Spechtler, Franz Viktor (* 1938), österreichischer Germanist
- Special D. (* 1980), deutscher DJ
- Speciale, Pietro (1876–1945), italienischer Fechter
- Speciano, Cesare (1539–1607), italienischer Bischof und Diplomat
- Speck von Sternburg, Hermann (1852–1908), deutscher Diplomat und Kunstsammler
- Speck von Sternburg, Maximilian (1776–1856), deutscher Kaufmann und Unternehmer
- Speck von Sternburg, Wolf-Dietrich (* 1935), deutscher Hotelier und Kunstmäzen
- Speck, Anselm Franz (1728–1798), Glockengießer in Heidelberg
- Speck, Artur (1877–1960), deutscher Straßenbauingenieur in Sachsen und Ministerialrat in Dresden
- Speck, Bruno (1934–1998), Schweizer Mediziner
- Speck, Carl Bernhard (1831–1905), deutscher konservativer Politiker, MdL (Königreich Sachsen)
- Speck, Christian (1937–2005), Schweizer Politiker
- Speck, Daniel (* 1969), deutscher DrehbuchautorDaniel Speck (* 1969)

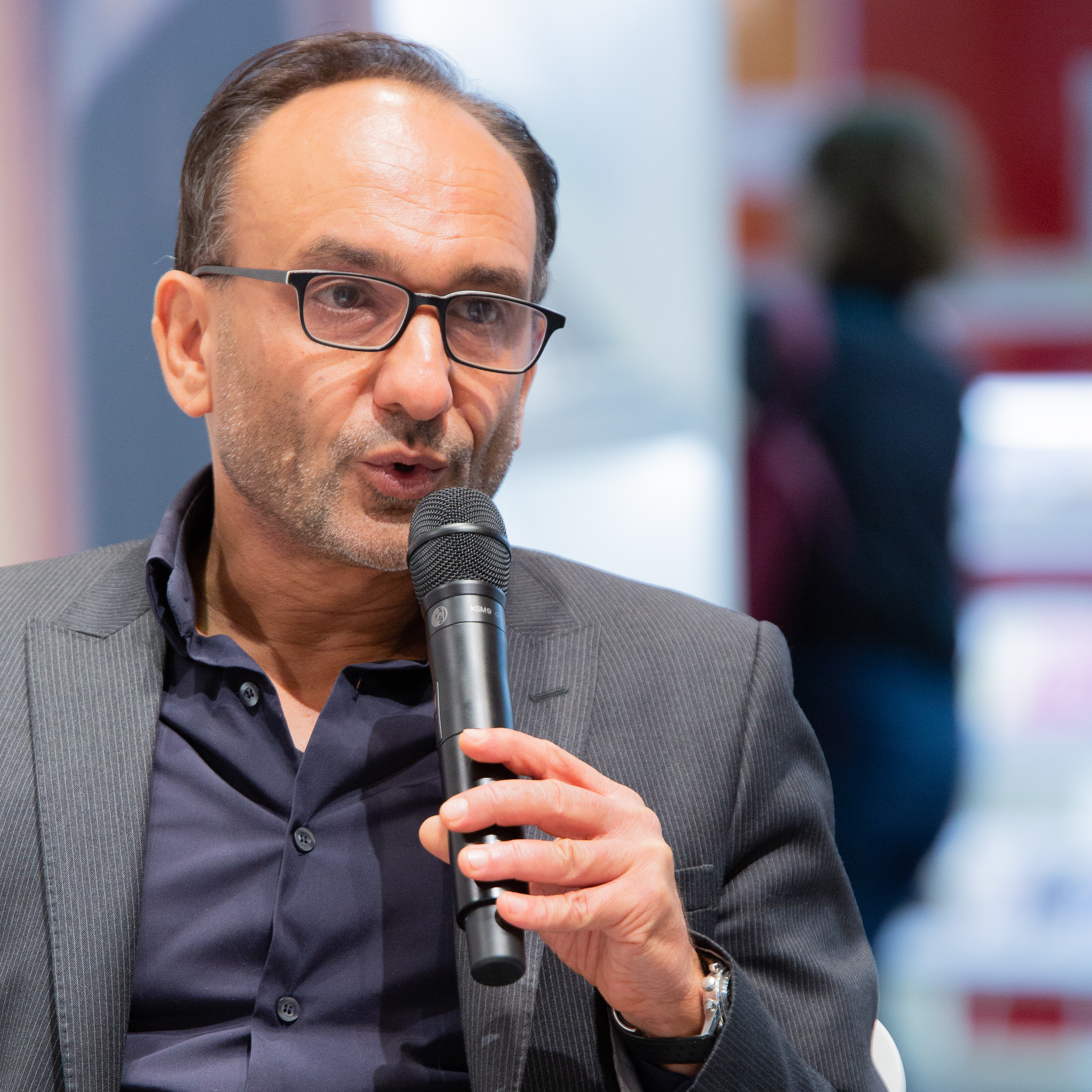
Daniel Speck (* 1969)

- Speck, Dieter (* 1958), deutscher Historiker und Archivar
- Speck, Dimitri, deutscher Finanzanalyst und Autor
- Speck, Dutch (1886–1952), US-amerikanischer American-Football-Spieler
- Speck, Eduard (1884–1973), österreichischer Politiker, Landtagsabgeordneter
- Speck, Frank (1881–1950), amerikanischer Anthropologe
- Speck, Georg Andreas (1904–1978), deutscher Maler
- Speck, Hermann von (1888–1940), deutscher Offizier, zuletzt General der Artillerie im Zweiten Weltkrieg
- Speck, Holger, deutscher Dirigent und Professor an der Hochschule für Musik Karlsruhe
- Speck, Jean (1860–1933), deutsch-schweizerischer Kino Unternehmer und Filmverleiher
- Speck, Joachim (1930–2016), deutscher Fußballspieler
- Speck, Johann Gabriel (1720–1792), deutsch-schweizerischer französisch-reformierter Prediger und Professor
- Speck, Josef (1927–2003), deutscher Philosoph
- Speck, Karl (1828–1916), deutscher Mediziner
- Speck, Karl Friedrich (1862–1939), deutscher Beamter, Staatsminister und Politiker (BVP, Zentrum), MdR
- Speck, Karsten (* 1960), deutscher Entertainer, Schauspieler und SängerKarsten Speck (* 1960)

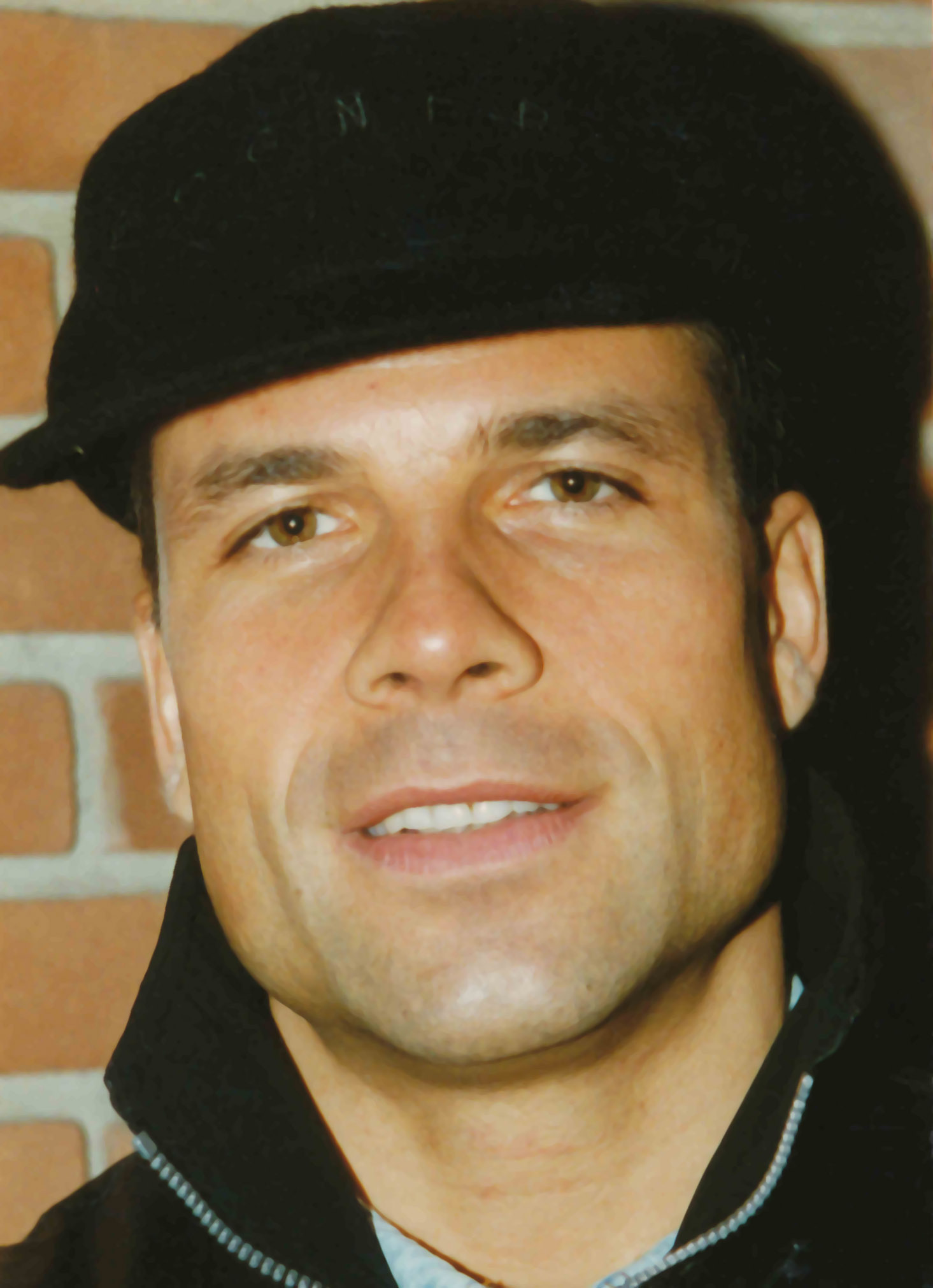
Karsten Speck (* 1960)

- Speck, Lucas (1755–1819), Glockengießer in Heidelberg
- Speck, Manfred (1946–2023), deutscher Verwaltungsbeamter und Staatssekretär
- Speck, Oskar (1850–1922), deutscher Historiker, Stadtschreiber in Pirna
- Speck, Oskar (1907–1993), deutscher Abenteurer
- Speck, Otto (1926–2023), deutscher Pädagoge
- Speck, Paul († 1557), deutscher Steinmetz, Bildhauer, Werkmeister und Baumeister
- Speck, Paul (1896–1966), Schweizer Keramiker, Bildhauer und Plastiker
- Speck, Paul (1928–2003), deutscher Byzantinist
- Speck, Richard (1941–1991), US-amerikanischer Serienmörder
- Speck, Sarah (* 1981), deutsche Sozialwissenschaftlerin und Hochschullehrerin am Institut für Sozialforschung der Johann Wolfgang Goethe-Universität in Frankfurt (Main)
- Speck, Wieland (* 1951), deutscher Programmleiter der Sektion Panorama der Berlinale
- Speck, Wilhelm (1861–1925), deutscher Schriftsteller, Dichter, Pastor und Gefängnisseelsorger
- Speck, Will, US-amerikanischer Regisseur
- Speck, Wolfgang (* 1947), deutscher Polizist und Gewerkschafter
- Speckbacher, Josef (1767–1820), Tiroler FreiheitskämpferJosef Speckbacher (1767–1820)

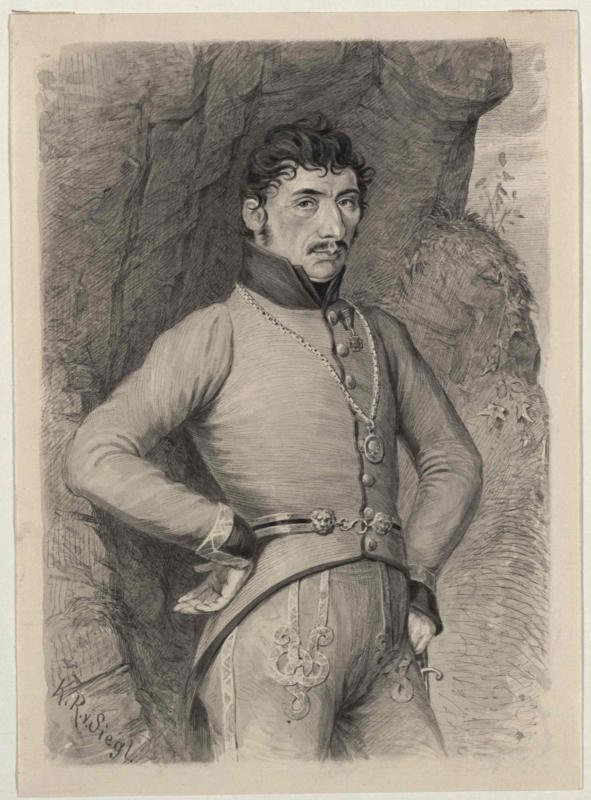
Josef Speckbacher (1767–1820)

- Specken, Jakob von der, Drost der Grafschaft Oldenburg
- Speckenbach, Jan (* 1970), deutscher Filmregisseur, Drehbuchautor und Videokünstler
- Specker, Ernst (1920–2011), Schweizer Mathematiker
- Specker, Hans Eugen (* 1937), deutscher Historiker und Archivar
- Specker, Heidi (* 1962), deutsche Künstlerin
- Specker, Tobias (* 1971), deutscher Jesuit und Theologe
- Speckert, George A. (* 1951), US-amerikanischer Komponist, Musiklehrer, Schulleiter, Musikschriftsteller Violist und Pianist
- Speckert, Sandra (* 1972), deutsche Politikerin (CDU), MdBB
- Specketer, Heinrich (1873–1933), deutscher Chemiker und Manager
- Speckhahn, Anna Maria (1883–1944), deutsche römisch-katholische Märtyrin
- Speckhahn, Holger (* 1974), deutscher Fernsehmoderator, Model, Schauspieler und Berufsgolfer
- Speckhan, Statius (1599–1679), Bremer Bürgermeister
- Speckhardt, Wilhelm (* 1959), deutscher Politiker (CDU)
- Speckhart, Gustav (1852–1919), deutscher Uhrmacher, Erfinder und Uhrensammler
- Speckhewer, Dietrich († 1666), deutscher Schöffe und Bürgermeister der Reichsstadt Aachen
- Speckhewer, Dietrich Joseph († 1714), Bürgermeister der Reichsstadt Aachen
- Speckle, Ignaz (1754–1824), letzte Abt der Benediktiner Reichsabtei St. Peter auf dem Schwarzwald
- Speckled Red (1892–1973), US-amerikanischer Blues- und Boogie Woogie Pianist und Sänger
- Specklin, Daniel (1536–1589), elsässischer Festungsbaumeister, Ingenieur und Kartograph
- Speckmann, Bettina (* 1972), deutsche Informatikerin und Hochschullehrerin
- Speckmann, Diedrich (1872–1938), deutscher Schriftsteller
- Speckmann, Erwin-Josef (* 1939), deutscher Neurophysiologe und Bildhauer
- Speckmann, Hermann (* 1937), deutscher Sachbuchautor, Sozialarbeiter und Pädagoge
- Speckmann, Jan-Eric (* 1995), deutscher Handballspieler
- Speckmann, Paul (* 1963), US-amerikanischer Metal-Sänger und BassistPaul Speckmann (* 1963)

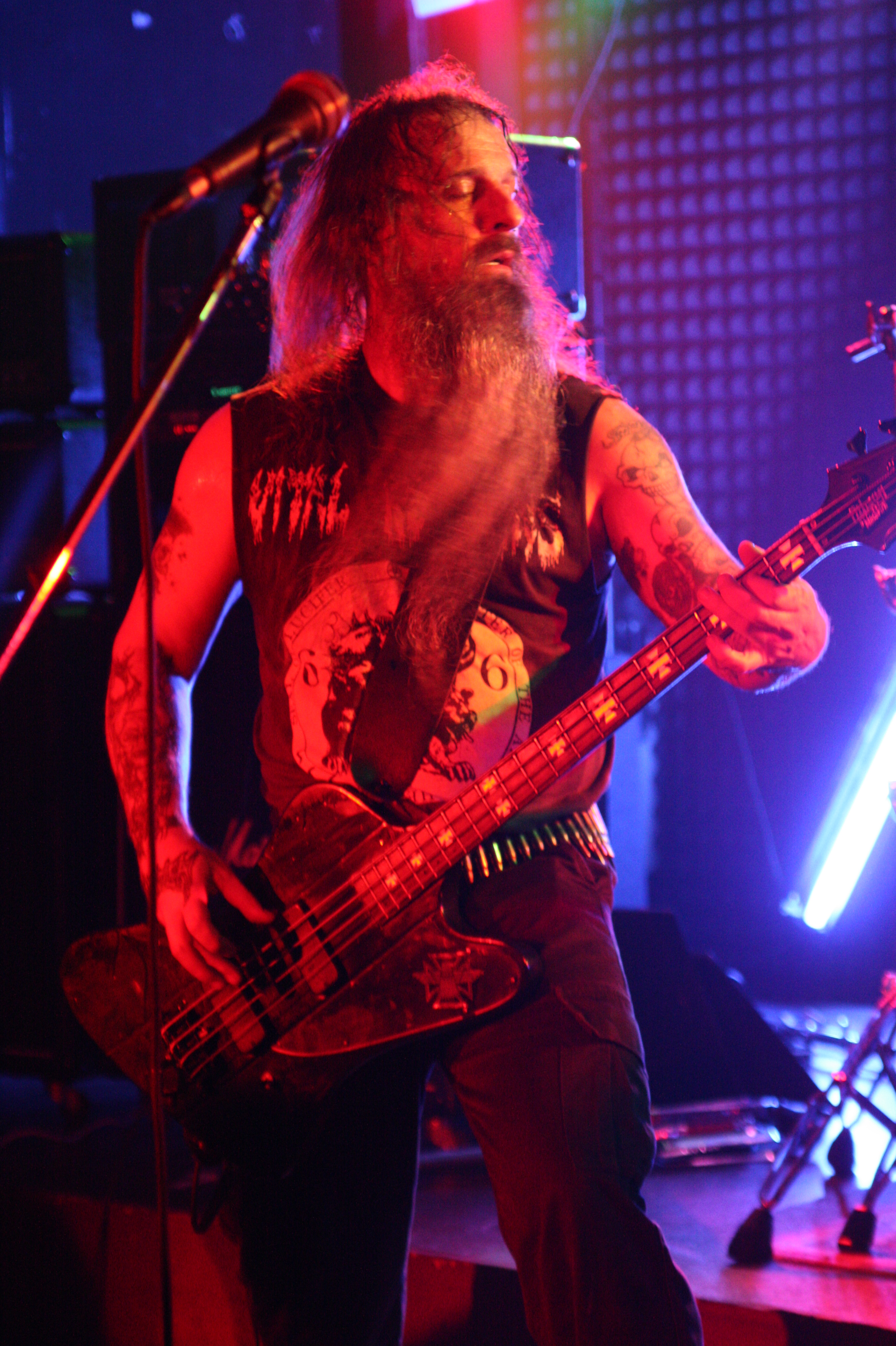
Paul Speckmann (* 1963)

- Speckmann, Rolf (1918–1995), deutscher Politiker (FDP), MdBB, Senator in Bremen und Bankkaufmann
- Speckmann, Sonja (* 1989), deutsche Fußballspielerin
- Speckmann, Werner (1913–2001), deutscher Schachkomponist
- Speckner, Anna Barbara (1902–1995), deutsche Cembalistin, Pianistin, Musik-Bearbeiterin und Musik-Herausgeberin
- Speckner, Hubert (* 1958), österreichischer Offizier und Historiker
- Speckner, Rolf (* 1949), deutscher Schriftsteller und Dozent an anthroposophischen Einrichtungen
- Speckter, Erwin (1806–1835), deutscher Maler
- Speckter, Hans (1848–1888), deutscher Illustrator, Zeichner und Autor
- Speckter, Hans (1901–1967), deutscher Architekt und Ingenieur
- Speckter, Johannes Michael (1764–1845), deutscher Lithograf, Unternehmer und Grafiksammler
- Speckter, Otto (1807–1871), deutscher Zeichner und Radierer
- Specogna, Heidi (* 1959), Schweizer Filmregisseurin
- Specote, Humphrey, englischer Politiker, Abgeordneter des House of Commons
- Specter Berlin (* 1975), deutscher Grafiker, Art Director, Regisseur und Labelbetreiber
- Specter, Arlen (1930–2012), US-amerikanischer Politiker
- Specter, Rachel (* 1980), US-amerikanische Schauspielerin und Drehbuchautorin
- Specter, Ronnie, Maskenbildnerin
- Spector, Jonathan (* 1986), US-amerikanischer Fußballspieler
- Spector, Laura (* 1987), US-amerikanische Biathletin
- Spector, Maurice (1898–1968), kanadischer kommunistischer Politiker
- Spector, Morgan (* 1980), US-amerikanischer SchauspielerMorgan Spector (* 1980)

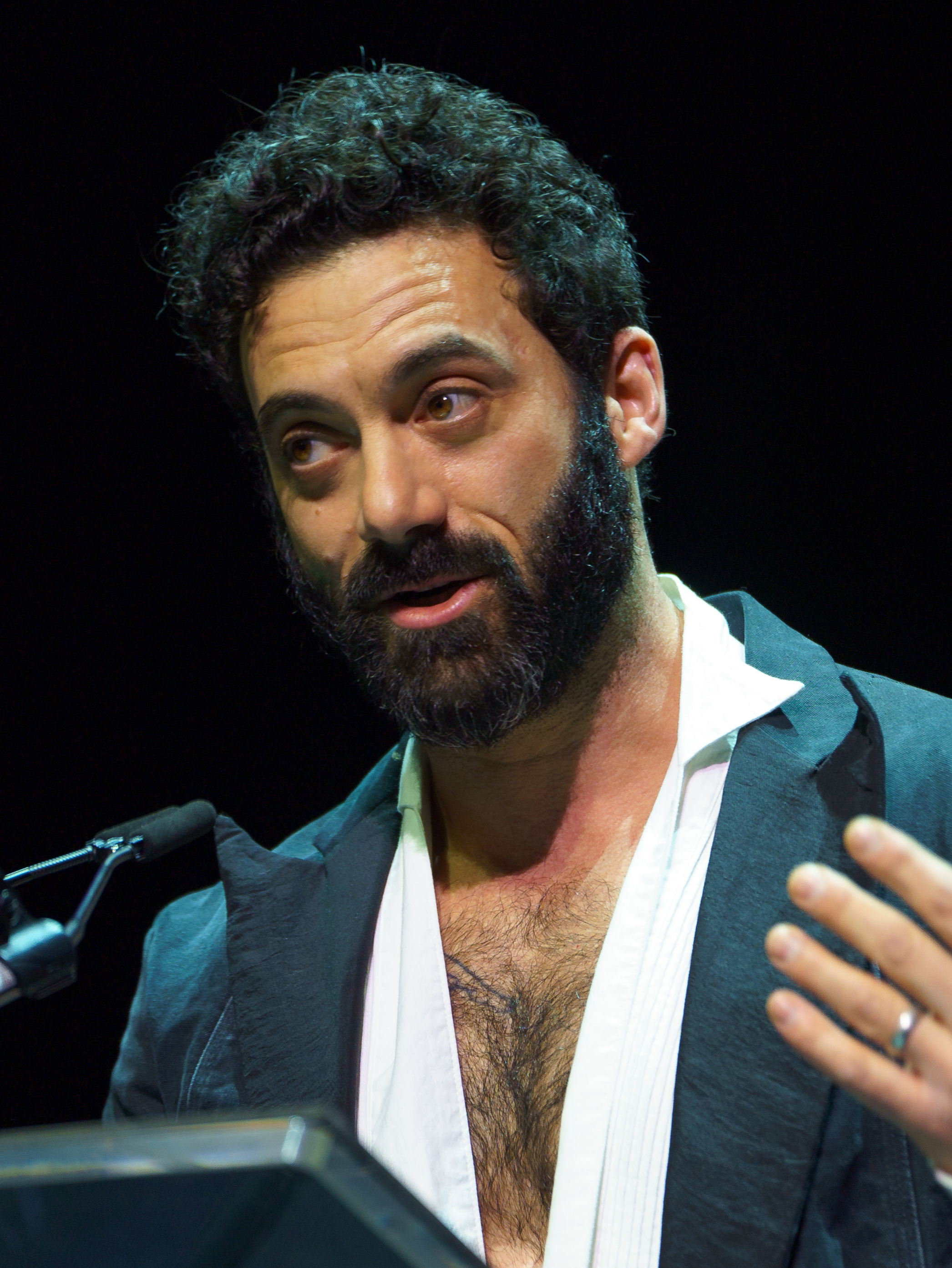
Morgan Spector (* 1980)

- Spector, Norman B. (1921–1986), US-amerikanischer Romanist und Mediävist
- Spector, Phil (1939–2021), US-amerikanischer MusikproduzentPhil Spector (1939–2021)

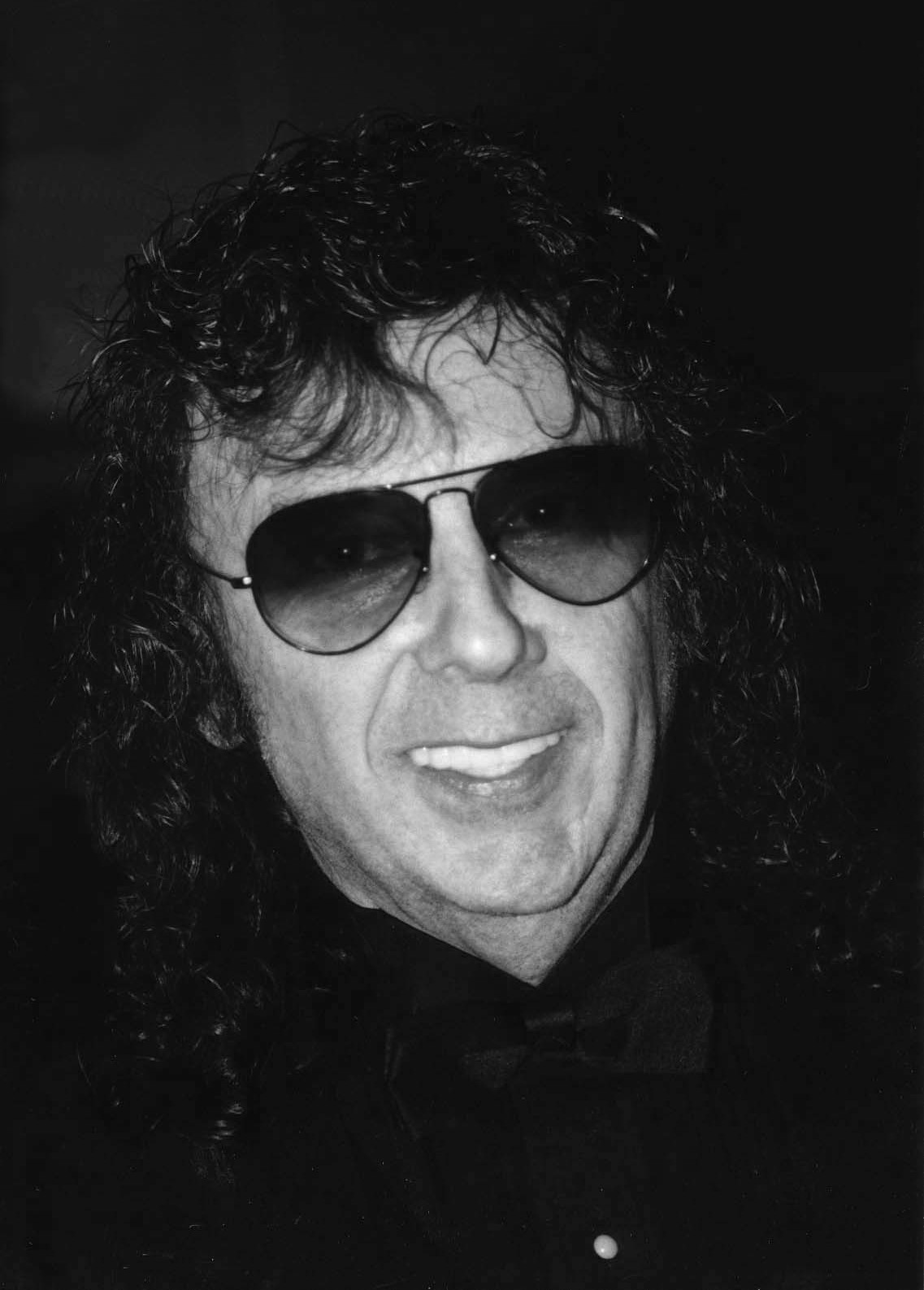
Phil Spector (1939–2021)

- Spector, Ronald H. (* 1943), US-amerikanischer Militär- und Marinehistoriker
- Spector, Ronnie (1943–2022), US-amerikanische Sängerin
- Spector, Warren (* 1955), US-amerikanischer Computerspiel-Entwickler
- Specx, Jacques (1585–1652), Generalgouverneur von Niederländisch-Indien
- Specx, Sara († 1636), Tochter des Kaufmanns Jacques Specx, Generalgouverneur der Niederländischen Ostindien-Kompanie (VOC), und seiner japanischen Konkubine

### Sped
- Spedale, Rhodes (1937–2022), US-amerikanischer Jazzmusiker (Piano, Komposition)
- Spedaletti, Jorge Américo (1947–2022), argentinisch-chilenischer Fußballspieler
- Spedalieri, Nicola (1740–1795), italienischer Priester und Philosoph
- Spedding, Alison (* 1962), britische Anthropologin und Autorin
- Spedding, Charlie (* 1952), englischer Langstreckenläufer
- Spedding, Chris (* 1944), englischer Rock- und Fusiongitarrist
- Spedding, David (1943–2001), britischer Geheimagent, Leiter des SIS (MI6)
- Spedding, Frank (1929–2001), britischer Komponist und Musiktheoretiker

### Spee
- Spee, Ambrosius Franziskus von (1730–1791), kurpfälzischer Geheimrat und Kammerherr, Schlossherr
- Spee, Anna Katharina (* 1590), Opfer eines Hexenprozesses in Erpel
- Spee, August von (1813–1882), deutscher Hofbeamter, Rittergutsbesitzer und Ritterschaftsfunktionär
- Spee, Carl-Wilhelm von (1758–1810), kurkölnischer Geheimrat, pfalz-bayerischer Kammerherr, Schlossherr
- Spee, Clarissa von (* 1967), deutsche Kunsthistorikerin, spezialisiert auf chinesische Kunst
- Spee, Degenhard Bertram von (1681–1736), kurpfälzischer Generalleutnant und Geheimrat, Schlossherr
- Spee, Ferdinand von (1855–1937), deutscher Anatom
- Spee, Franz von (1781–1839), preußischer Landrat und Gutsbesitzer
- Spee, Franz von (1841–1921), deutscher Hofbeamter, Rittergutsbesitzer und Politiker
- Spee, Friedrich (1591–1635), deutscher Jesuit, Moraltheologe, Lyriker und geistlicher SchriftstellerFriedrich Spee (1591–1635)

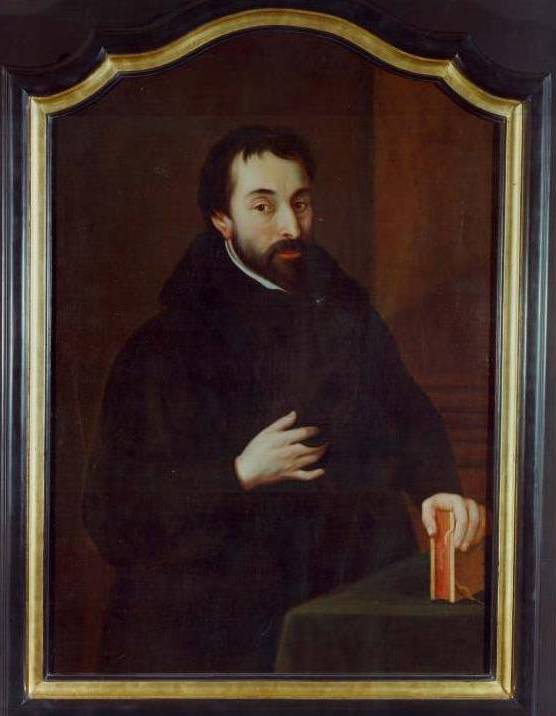
Friedrich Spee (1591–1635)

- Spee, Friedrich von (1882–1959), preußischer Landrat
- Spee, Josef von (1876–1941), preußischer Landrat des Kreises Schleiden (1916–1933)
- Spee, Leopold von (1818–1882), deutscher Geistlicher und Politiker (Zentrum), MdR
- Spee, Leopold von (1858–1920), preußischer Landrat des Kreises Rees
- Spee, Madita (* 1984), deutsche Fußballspielerin
- Spee, Maximilian von (1861–1914), deutscher Admiral der Kaiserlichen MarineMaximilian von Spee (1861–1914)

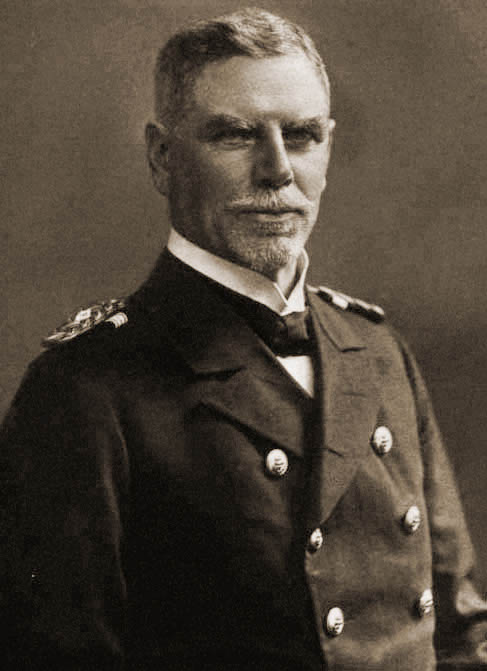
Maximilian von Spee (1861–1914)

- Spee, Stephan Graf von (* 1944), deutsches Mitglied der Malteser
- Spee, Stephan von (1866–1956), deutscher Politiker und preußischer Landrat im Kreis Borken
- Spee, Wilderich von (1830–1890), preußischer Verwaltungsjurist und Landrat des Landkreises Düsseldorf
- Spee-Mirbach, Wilderich Graf von (1926–2013), deutscher Politiker (CDU) und Bürgermeister der nordrhein-westfälischen Stadt Korschenbroich im Rhein-Kreis Neuss
- Speech, Symone (* 1997), US-amerikanische Volleyballspielerin
- Speeckaert, Glynn (* 1964), belgischer Kameramann
- Speed, Ameer (* 1999), US-amerikanischer American-Football-Spieler
- Speed, Chris (* 1967), US-amerikanischer Saxophonist und Klarinettist
- Speed, Doris (1899–1994), britische Schauspielerin
- Speed, Gary (1969–2011), walisischer Fußballspieler und -trainer
- Speed, James (1812–1887), US-amerikanischer Jurist und Politiker
- Speed, Scott (* 1983), US-amerikanischer Formel-1-Rennfahrer
- Speed, Thomas (1768–1842), US-amerikanischer Politiker
- Speedie, David (* 1960), schottischer Fußballspieler
- Speedie, Mac (1920–1993), US-amerikanischer American-Football-Spieler und -Trainer
- Speedman, Scott (* 1975), kanadischer Schauspieler und Schwimmer
- Speedy (* 1979), puerto-ricanischer Musiker, Reggaeton-Sänger
- Speelman, Cornelis (1628–1684), Generalgouverneur von Niederländisch-Indien (1681–1684)
- Speelman, Jonathan (* 1956), englischer Schachmeister
- Speelman, Sive (* 1995), südafrikanischer Skirennläufer
- Speelman, Wim (1919–1945), niederländischer Widerstandskämpfer
- Speelmans, Hermann (1902–1960), deutscher Schauspieler und Hörspielsprecher
- Speer, Albert (1905–1981), deutscher Architekt, Politiker (NSDAP), MdR und hoher Funktionär während der Zeit des NationalsozialismusAlbert Speer (1905–1981)

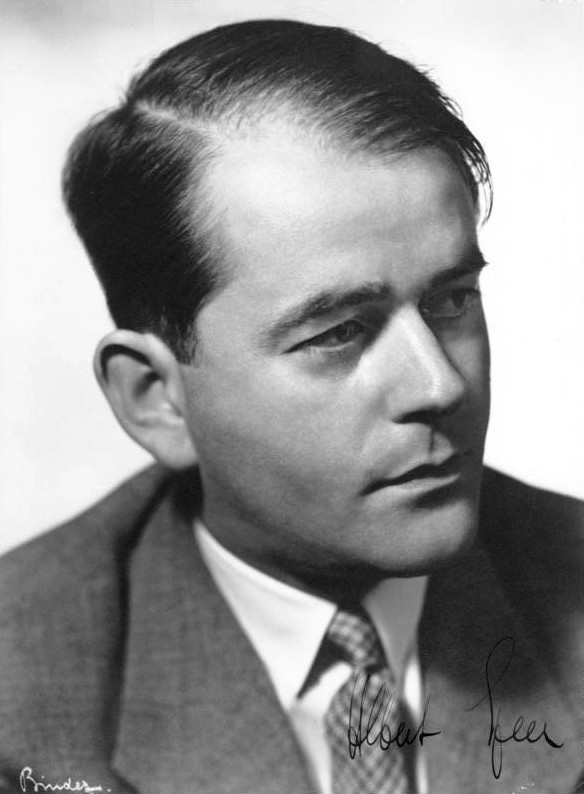
Albert Speer (1905–1981)

- Speer, Albert (1934–2017), deutscher Architekt und Stadtplaner
- Speer, Albert Friedrich (1863–1947), deutscher Architekt
- Speer, Andreas (* 1957), deutscher Philosophieprofessor; Direktor der Thomas-Instituts
- Speer, Anton (* 1958), bayerischer Kommunalpolitiker (Freie Wähler)
- Speer, Ben (1930–2017), US-amerikanischer Sänger des Southern Gospel
- Speer, Christian (* 1952), deutscher Mediziner
- Speer, Christian (* 1975), deutscher Historiker
- Speer, Christina (* 1987), US-amerikanische Volleyballspielerin
- Speer, Daniel († 1707), deutscher Komponist und Schriftsteller
- Speer, Dieter (* 1942), deutscher Biathlet
- Speer, Emory (1848–1918), US-amerikanischer Jurist und Politiker
- Speer, Ernst (1889–1964), deutscher Psychiater und Psychotherapeut
- Speer, Eugen (1887–1936), deutscher Politiker (NSDAP); Bürgermeister von Radolfzell am Bodensee
- Speer, Eugene (* 1943), US-amerikanischer Mathematiker und Hochschullehrer
- Speer, Florian (1953–2012), deutscher Historiker und Archivar
- Speer, Fridtjof (* 1923), US-amerikanischer Physiker und Weltraumflugexperte
- Speer, Gotthard (1915–2005), deutscher Musikpädagoge
- Speer, Helmut (1906–1996), deutscher Archivar
- Speer, Helmuth (1921–1992), deutscher LDPD-Funktionär
- Speer, Julius (1905–1984), deutscher Forstwissenschaftler und Wissenschaftsorganisator
- Speer, Kim-Sarah (* 1993), deutsche Politikerin (CDU), MdL Hessen
- Speer, Klaus (* 1944), deutscher Boxpromotor, West-Berliner Halbweltgröße
- Speer, Marion (* 1945), US-amerikanischer Autorennfahrer
- Speer, Martin (1702–1765), Maler der Barock- bzw. Rokokozeit
- Speer, Martin (* 1986), deutscher Autor und Aktivist
- Speer, Mary (1906–1966), US-amerikanische Mathematikerin und Hochschullehrerin
- Speer, Norbert (* 1946), deutscher Hörspielregisseur, Hörspielsprecher und Schauspieler
- Speer, Ortwin (1938–1995), deutscher Schauspieler und Synchronsprecher
- Speer, Peter Moore (1862–1933), US-amerikanischer Politiker
- Speer, Rainer (* 1959), deutscher Politiker (SPD), MdL, Landesminister in Brandenburg
- Speer, Robert Milton (1838–1890), US-amerikanischer Politiker
- Speer, Rudi (* 1930), deutscher Fußballtrainer
- Speer, Rudolph (1849–1893), deutscher Architekt und Hochschullehrer
- Speer, Rut (1936–2019), deutsche Journalistin
- Speer, Thomas J. (1837–1872), US-amerikanischer Politiker
- Speer, Wilhelm Franz (1823–1898), deutscher Komponist, Organist und Chorleiter
- Speer, Wolf (* 1980), deutscher Computerspiel-Journalist, Redakteur und Moderator
- Speers, Blake (* 1997), kanadischer Eishockeyspieler
- Speers, Jerrold (* 1942), US-amerikanischer Politiker
- Speeter, Merrill E. (1918–2006), US-amerikanischer Chemiker (Organische Chemie, Biochemie)
- Speeth, Peter (1772–1831), deutscher Baumeister und Kupferstecher

### Speg
- Spegazzini, Carlos Luis (1858–1926), italienisch-argentinischer Botaniker und Mykologe
- Spegel, Haquin (1645–1714), schwedischer Theologe und Dichter
- Spegele, Cölestin (1761–1831), deutscher katholischer Theologe und Hochschullehrer
- Špegelj, Martin (1927–2014), kroatischer Politiker, Verteidigungsminister, Generalinspekteur der kroatischen Armee
- Spegg, Horst (1928–1994), deutscher Apotheker
- Spegnas, Gion Not (1888–1971), Schweizer Dramatiker und Lyriker in rätoromanischer Sprache

### Speh
- Speh, Birgit (* 1949), US-amerikanische Mathematikerin
- Speh, Jürgen, deutscher Comiczeichner und Illustrator
- Špehar, Dino (* 1994), kroatischer Fußballspieler
- Špehar, Robert (* 1970), jugoslawischer bzw. kroatischer Fußballspieler
- Spehl, Harald (* 1940), deutscher Volkswirtschaftler und Hochschullehrer
- Spehr, Christoph (* 1963), deutscher Autor und Politiker (Die Linke)
- Spehr, Christopher (* 1971), deutscher evangelischer Theologe und Hochschullehrer
- Spehr, Ferdinand (1811–1881), deutscher Historiker
- Spehr, Friedrich Wilhelm (1799–1833), deutscher Mathematiker, Geodät und Hochschullehrer
- Spehr, Johannes (* 1965), deutscher Bildhauer und Maler
- Spehr, Leonie, deutsche Leichtathletin und Behindertensportlerin, Teilnehmerin an Special Olympics World Games
- Spehr, Michael (* 1964), deutscher Journalist
- Spehr, Reinhard (* 1938), deutscher Prähistoriker
- Speht, Silvanus (1611–1646), deutscher Benediktinerabt

### Spei
- Speich Chassé, Daniel (* 1969), Historiker
- Speich, Emil (1881–1945), deutscher Politiker (SPD, USPD)
- Speich, Jean-Marie (* 1955), französischer römisch-katholischer Geistlicher, Erzbischof und Diplomat des Heiligen Stuhl
- Speich, Johann Heinrich (1813–1891), Schweizer Alpinist
- Speich, Mark (* 1970), deutscher politischer Beamter (CDU)Mark Speich (* 1970)

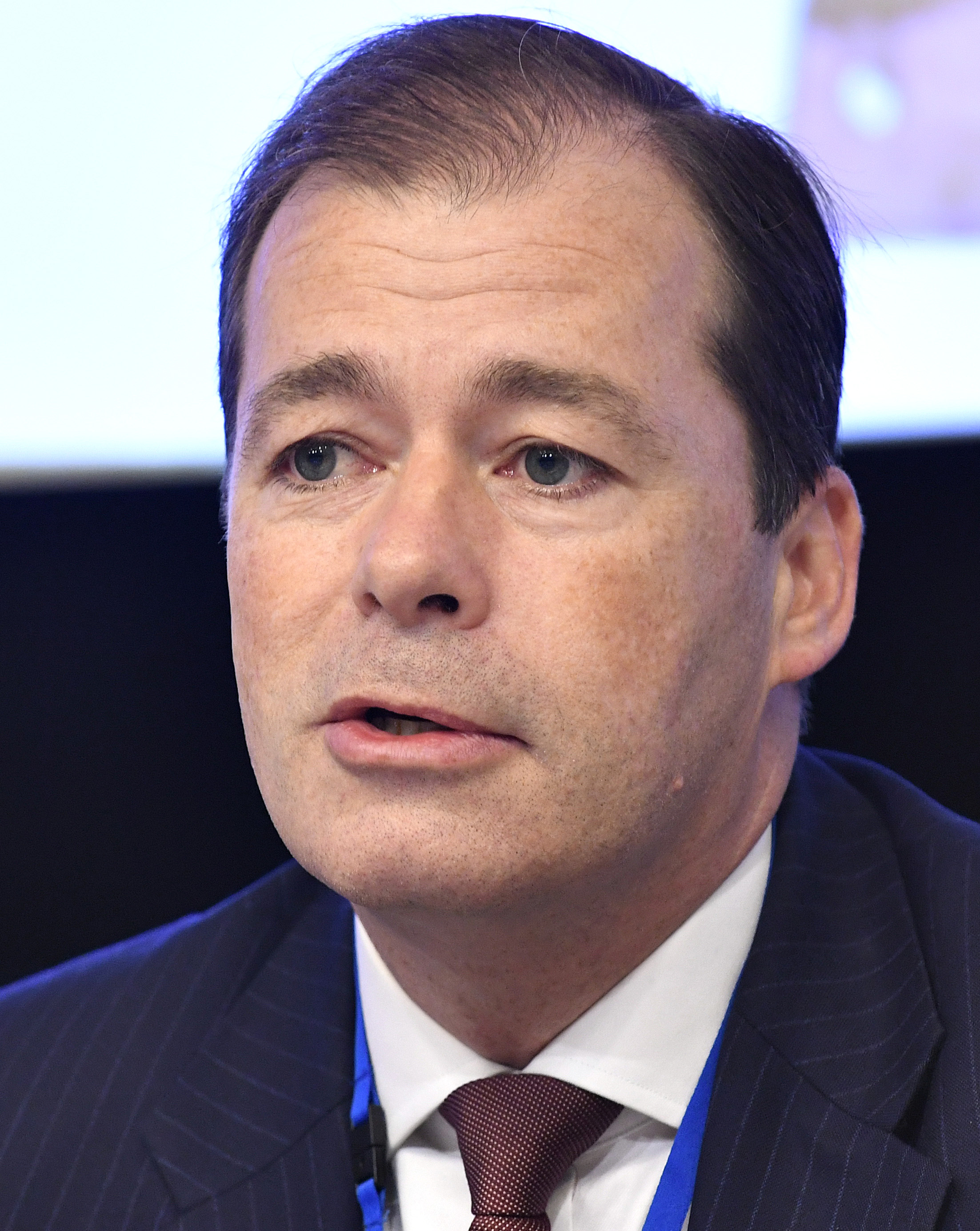
Mark Speich (* 1970)

- Speich, Sabrina (* 1964), deutsch-italienische Ozeanografin und Klimawissenschaftlerin
- Speicher, Andreas (* 1963), deutscher Chemiker
- Speicher, Georges (1907–1978), französischer Radrennfahrer
- Speicher, Hans (* 1952), deutscher Skilangläufer
- Speicher, Johann Michael (1649–1724), deutscher Amtsschultheiß
- Speicher, Klaus (1935–2003), deutscher Ornithologe und Naturschützer
- Speicher, Marc (* 1984), deutscher Politiker (CDU)
- Speicher, Martin (* 1951), deutscher Politiker (CDU), Bürgermeister von Püttlingen
- Speicher, Martin (* 1958), deutscher Jazz- und Improvisationsmusiker (Saxophon, Klarinette, Komposition)
- Speicher, Roland (* 1960), deutscher Mathematiker
- Speicher, Rosine (1884–1967), deutsche Frauenrechtlerin und Redakteurin
- Speicher, Scott (1957–1991), US-amerikanischer Militär, Kampfpilot der Marine der Vereinigten Staaten
- Speichert, Sandra (* 1971), deutsche SchauspielerinSandra Speichert (* 1971)

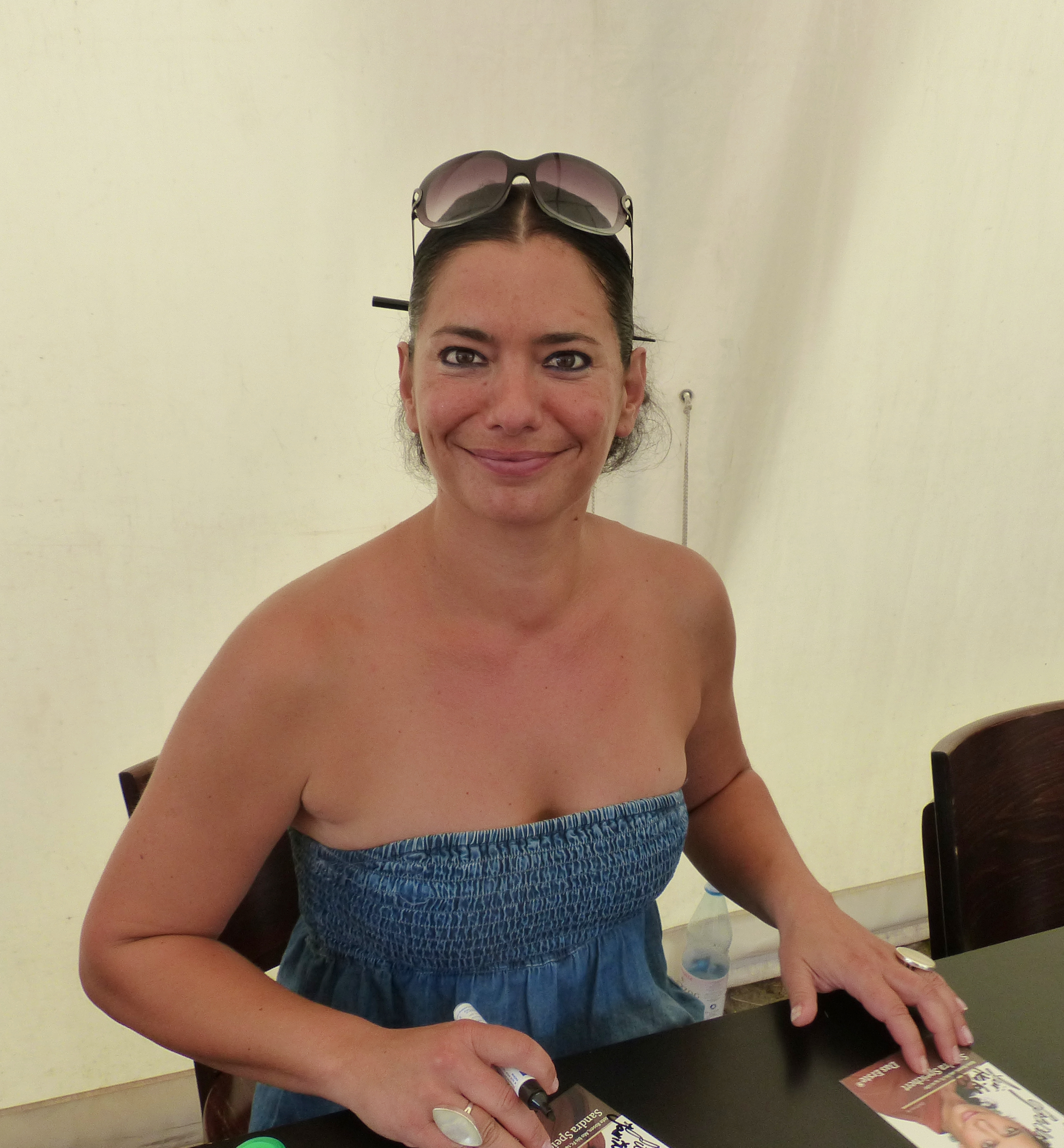
Sandra Speichert (* 1971)

- Speichler, Karl (1838–1889), deutscher Opernsänger (Bass)
- Speidel, Berthold (1912–1988), deutscher Grünlandsoziologe
- Speidel, Emil (1859–1938), deutscher Forstwissenschaftler
- Speidel, Ernst (1879–1957), deutscher Politiker (NSDAP), MdR
- Speidel, Friedrich (1868–1937), deutscher Bergbauunternehmer in Griechenland
- Speidel, Gerhard (1923–1992), deutscher Forstwissenschaftler
- Speidel, Hans (1895–1976), deutscher Maler und Grafiker
- Speidel, Hans (1897–1984), deutscher General
- Speidel, Hans (1900–1984), deutscher Jurist und Kommunalpolitiker
- Speidel, Hans Helmut (* 1938), deutscher Brigadegeneral a. D.
- Speidel, Hubert (* 1934), deutscher Psychosomatiker, Nervenarzt und Psychoanalytiker
- Speidel, Joachim (* 1947), deutscher Ingenieur und Professor für Nachrichtenübertragung
- Speidel, Jutta (* 1954), deutsche Schauspielerin, Autorin, Hörbuch- sowie Hörspielsprecherin und SynchronsprecherinJutta Speidel (* 1954)

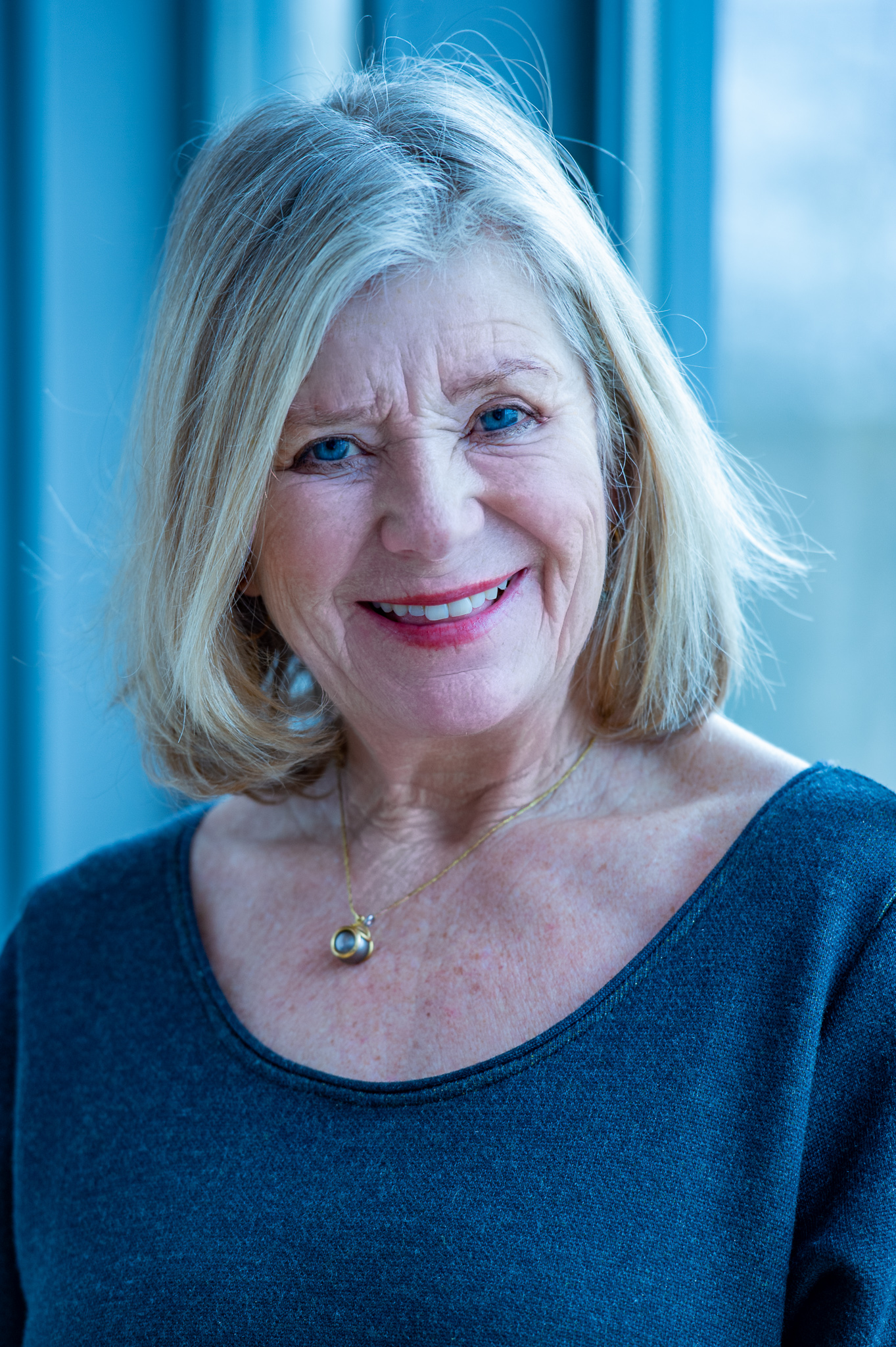
Jutta Speidel (* 1954)

- Speidel, Ludwig (1830–1906), deutscher Schriftsteller, Musik-, Theater- und Literaturkritiker
- Speidel, Manfred (* 1938), deutscher Architekt, Architekturtheoretiker und Hochschullehrer
- Speidel, Maximilian von (1856–1943), bayerischer General der Kavallerie, Staatsrat
- Speidel, Michael Alexander (* 1963), Schweizer Althistoriker
- Speidel, Michael P. (* 1937), US-amerikanischer Althistoriker deutscher Herkunft
- Speidel, Otto (1895–1957), deutscher Politiker (NSDAP), MdL Württemberg
- Speidel, Otto (1896–1968), deutscher Maler, Grafiker und Restaurator
- Speidel, Rosa (* 1943), deutsche Autorin von Lyrik und Prosa
- Speidel, Sontraud (* 1944), deutsche Pianistin und Pädagogin
- Speidel, Stefanie (* 1978), deutsche Medizininformatikerin und Hochschullehrerin
- Speidel, Uwe (* 1971), deutscher Fußballspieler
- Speidel, Wilhelm (1826–1899), deutscher Pianist, Komponist und Hochschullehrer
- Speidel, Wilhelm (1895–1970), deutscher General der Flieger im Zweiten Weltkrieg
- Speidel, Wilhelm Adolf (1850–1891), württembergischer Oberamtmann
- Speidelin, Hans († 1526), Akteur des Bauernkriegs
- Speidl, Zoltán (1880–1917), ungarischer Leichtathlet und Fußballschiedsrichter
- Speier, Hans (1905–1990), deutsch-amerikanischer Soziologe
- Speier, Hermine (1898–1989), deutsche Klassische Archäologin
- Speier, Jackie (* 1950), US-amerikanische PolitikerinJackie Speier (* 1950)

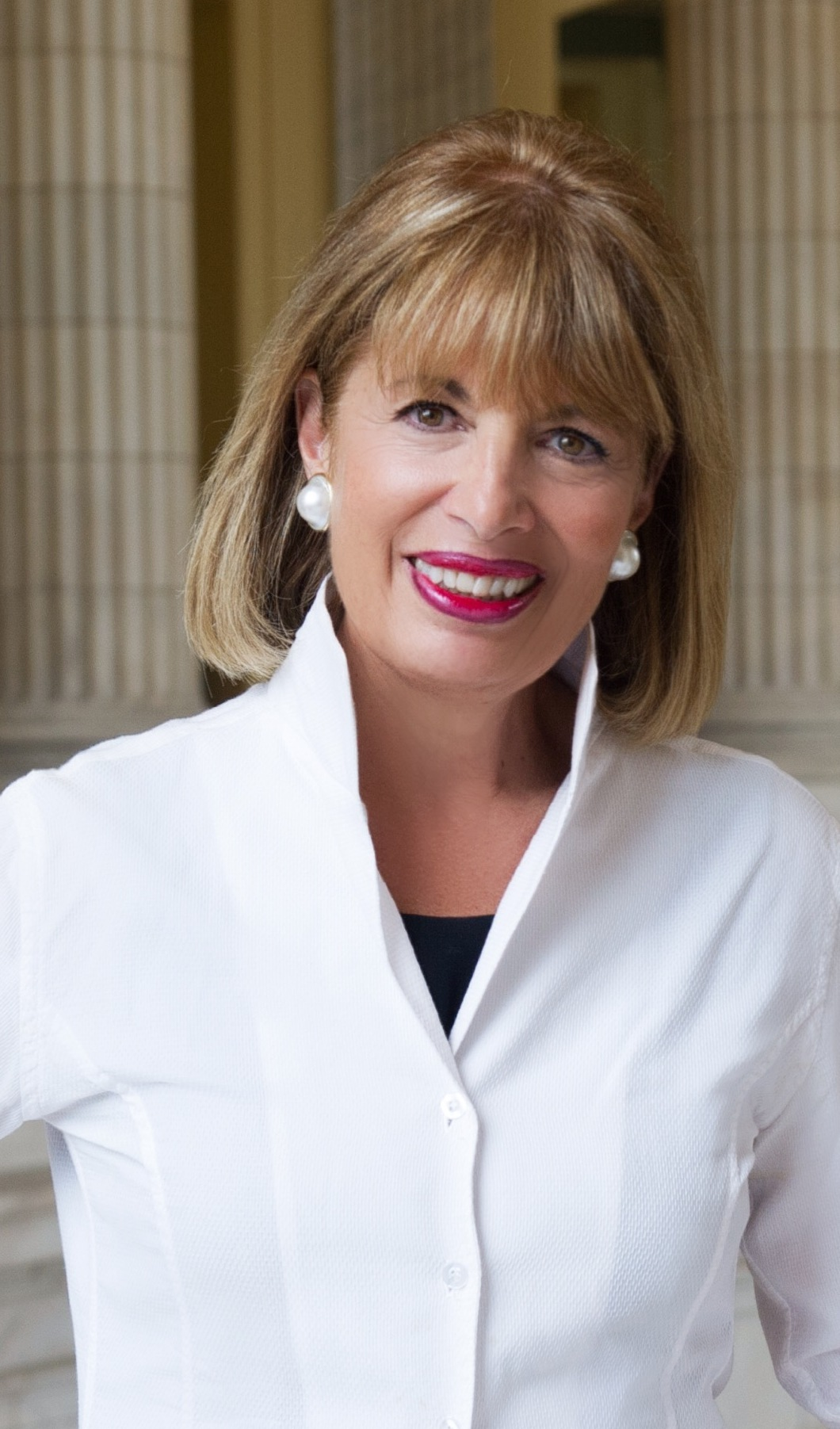
Jackie Speier (* 1950)

- Speier, Kristofer (* 1981), US-amerikanisch-deutscher Basketballspieler
- Speier, Michael (* 1950), deutscher Autor und Lyriker
- Speight, Andrew (1964–2022), australischer Jazzmusiker (Saxophon)
- Speight, Jesse (1795–1847), US-amerikanischer Politiker
- Speight, John J. († 1954), US-amerikanischer Jurist und Richter bei mehreren der Nürnberger Nachfolgeprozesse (1946–1948)
- Speight, Johnny (1920–1998), britischer Drehbuchautor
- Speight, Richard (1838–1901), Eisenbahnkommissar
- Speight, Richard Jr. (* 1970), US-amerikanischer Film- und Fernsehschauspieler und RegisseurRichard Speight Jr. (* 1970)

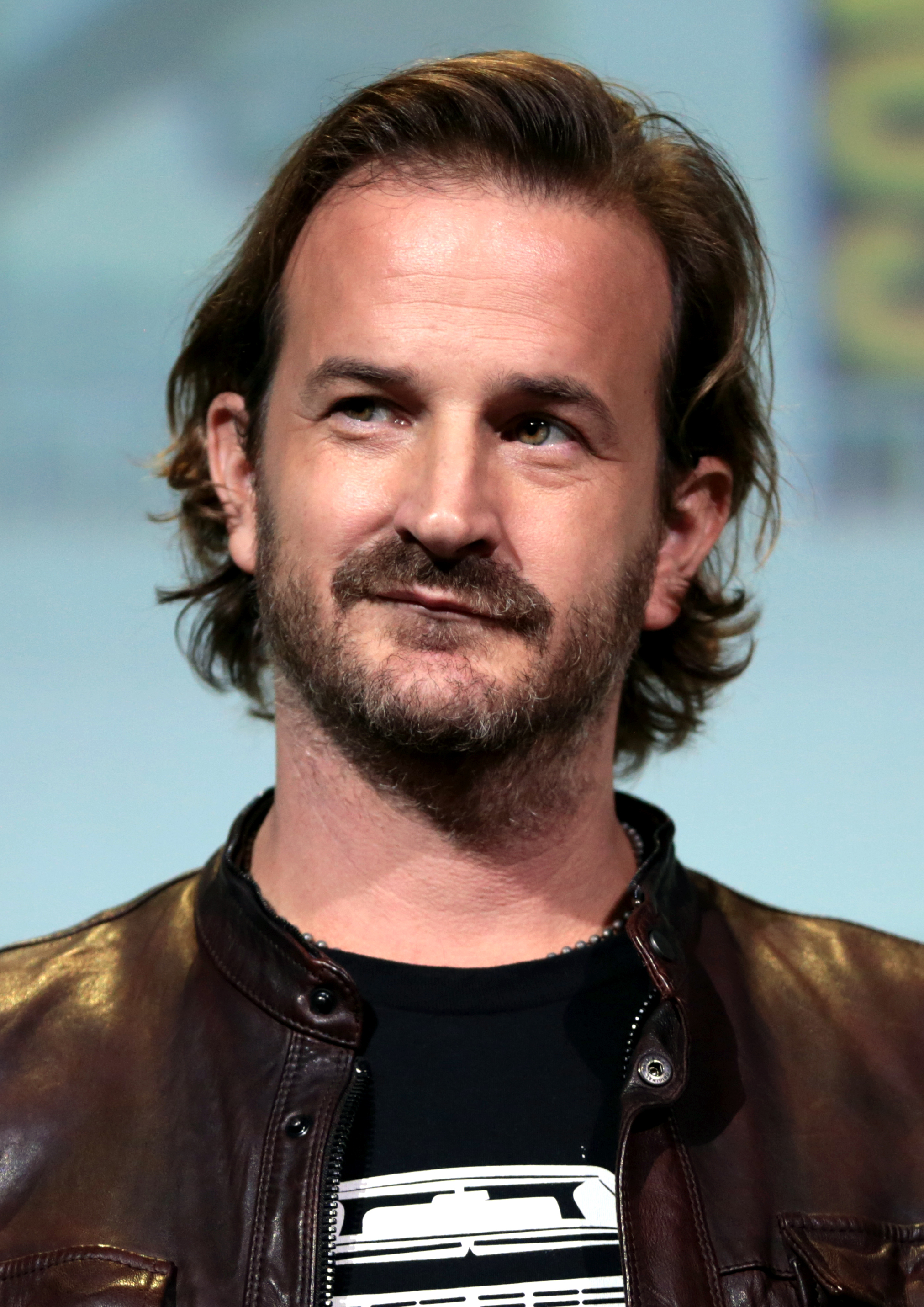
Richard Speight Jr. (* 1970)

- Speights, Marreese (* 1987), US-amerikanischer Basketballspieler
- Speiginer, Louis (1915–1982), US-amerikanischer Rhythm-&-Blues- und Jazzmusiker (Gitarre)
- Speigl, Jakob (1933–2023), deutscher römisch-katholischer Geistlicher und Kirchenhistoriker
- Speijer, Abraham (1873–1956), niederländischer Schachmeister
- Speir, Dona (* 1964), US-amerikanische Schauspielerin, Playmate und Autorin
- Speir, H. C. (1895–1972), US-amerikanischer Talentscout des Delta Blues
- Speirmann, Carl (1805–1870), Verwaltungsbeamter und Abgeordneter im Fürstentum Waldeck
- Speirmann, Christian (1773–1825), Verwaltungsbeamter und Abgeordneter im Fürstentum Waldeck
- Speirs, Annie (1889–1926), britische Freistil-Schwimmerin
- Speirs, Brett (* 1983), neuseeländischer Eishockeyspieler
- Speirs, Ronald (1920–2007), US-amerikanischer OffizierRonald Speirs (1920–2007)

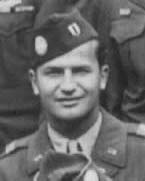
Ronald Speirs (1920–2007)

- Speirs, Steve (* 1965), walisischer Schauspieler und Drehbuchautor
- Speisebecher, Marianne, deutschsprachige Kinderbuchautorin
- Speiseder, Regina, deutsche Schauspielerin
- Speiser, Ambros (1922–2003), Schweizer Informatiker
- Speiser, Andreas (1885–1970), Schweizer Mathematiker und Philosoph
- Speiser, David (* 1980), deutscher Snowboarder
- Speiser, Eliahu (1930–2009), israelischer Politiker
- Speiser, Ephraim Avigdor (1902–1965), US-amerikanischer Assyriologe
- Speiser, Ernst (1889–1962), Schweizer Politiker (FDP)
- Speiser, Felix (1880–1949), Schweizer Ethnologe
- Speiser, Johann Jakob (1813–1856), schweizerischer Textilkaufmann und Manager
- Speiser, Johannes Kassian (1583–1640), deutscher Benediktinerabt
- Speiser, Karl (* 1914), deutscher Diplomat, Botschafter der DDR
- Speiser, Kitty (* 1947), österreichische Schauspielerin
- Speiser, Marie (1901–1986), Schweizer Pfarrerin
- Speiser, Martin (* 1983), österreichischer Basketballspieler
- Speiser, Noémi (* 1926), britisch-schweizerische Textilwissenschaftlerin und Textilkünstlerin
- Speiser, Paul (1846–1935), Schweizer Politiker
- Speiser, Paul (1877–1947), österreichischer Politiker (SDAP), Landtagsabgeordneter, Abgeordneter zum Nationalrat, Mitglied des Bundesrates
- Speiser, Peter Paul (1921–2013), Schweizer Pharmazeut und Hochschullehrer
- Speiser, Rosi (* 1951), deutsche Skiläuferin
- Speiser, Werner (1908–1965), deutscher Kunsthistoriker mit dem Schwerpunkt ostasiatische Kunstgeschichte
- Speiser, Wilhelm (1838–1927), deutscher Maschinenbau-Unternehmer und Politiker (DtVP, VP)
- Speiser, Wolfgang (1909–1994), österreichischer Erwachsenenbildner
- Speit, Andreas (* 1966), deutscher Diplom-Sozialwirt, Journalist und BuchautorAndreas Speit (* 1966)

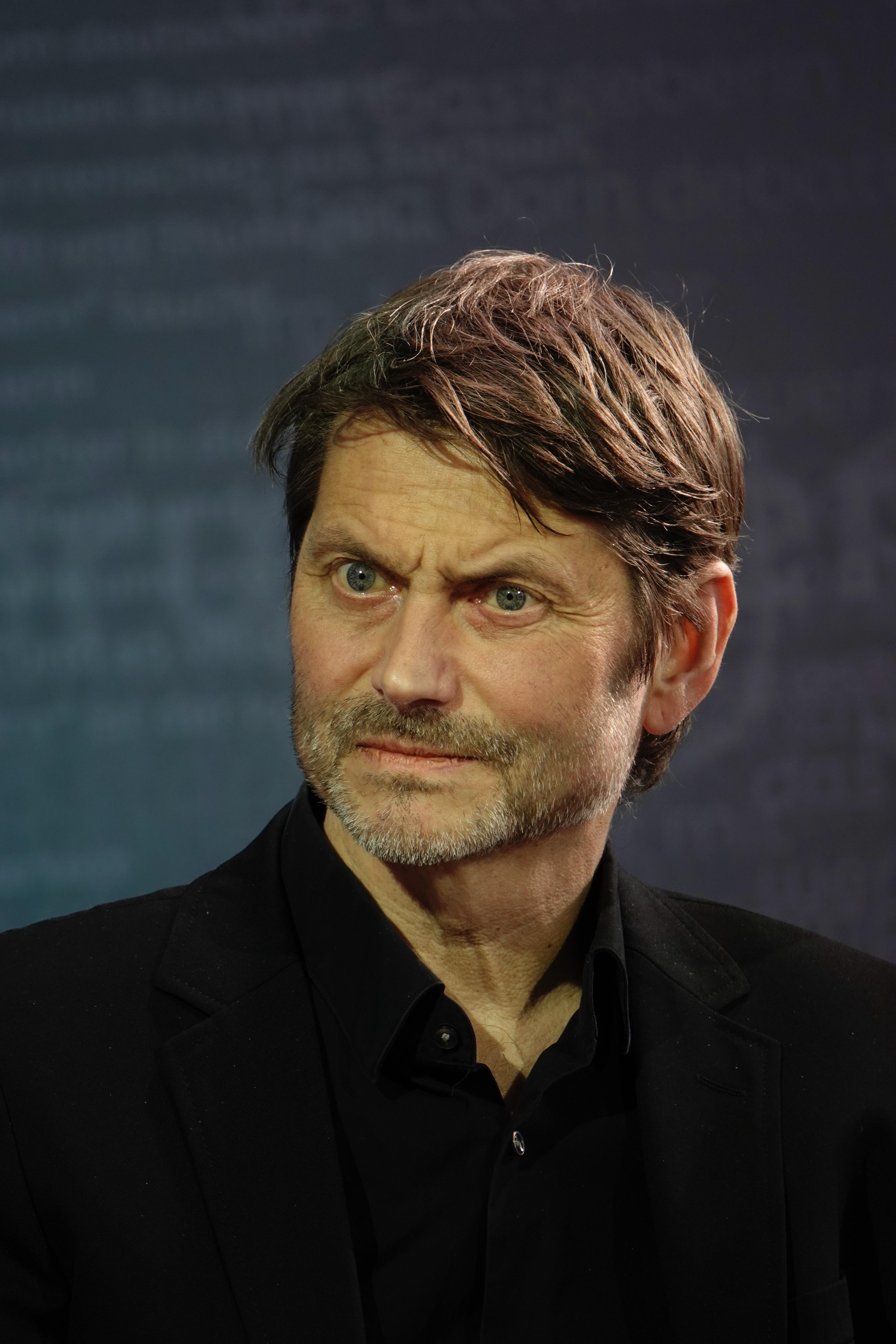
Andreas Speit (* 1966)

- Speitel, Angelika (* 1952), deutsche Terroristin der RAF
- Speitel, Ulrich (1926–1983), deutscher Schriftsteller und Drehbuchautor
- Speitel, Volker (* 1950), deutscher Terrorist der Rote Armee Fraktion
- Speitkamp, Winfried (* 1958), deutscher Historiker und politischer Beamter
- Speitzer, Alejandro (* 1995), mexikanischer Schauspieler
- Speizer, Frank E., US-amerikanischer Umweltmediziner und Epidemiologe

### Spek
- Spek, Josef (1895–1964), deutscher Zoologe und Zellphysiologe
- Speke, John Hanning (1827–1864), britischer Afrikaforscher
- Spekman, Hans (* 1966), niederländischer Politiker
- Spektor, Ilya (* 1996), israelischer Eishockeyspieler
- Spektor, Isaak Elchanan (1817–1896), russischer Rabbiner und Talmudist
- Spektor, Jiftach (* 1940), israelischer Pilot und General
- Spektor, Mira J. (1928–2021), US-amerikanische Komponistin und Lyrikerin
- Spektor, Mordechai (1858–1925), Schriftsteller der jiddischen Sprache
- Spektor, Regina (* 1980), russisch-US-amerikanische Sängerin, Pianistin und SongwriterinRegina Spektor (* 1980)

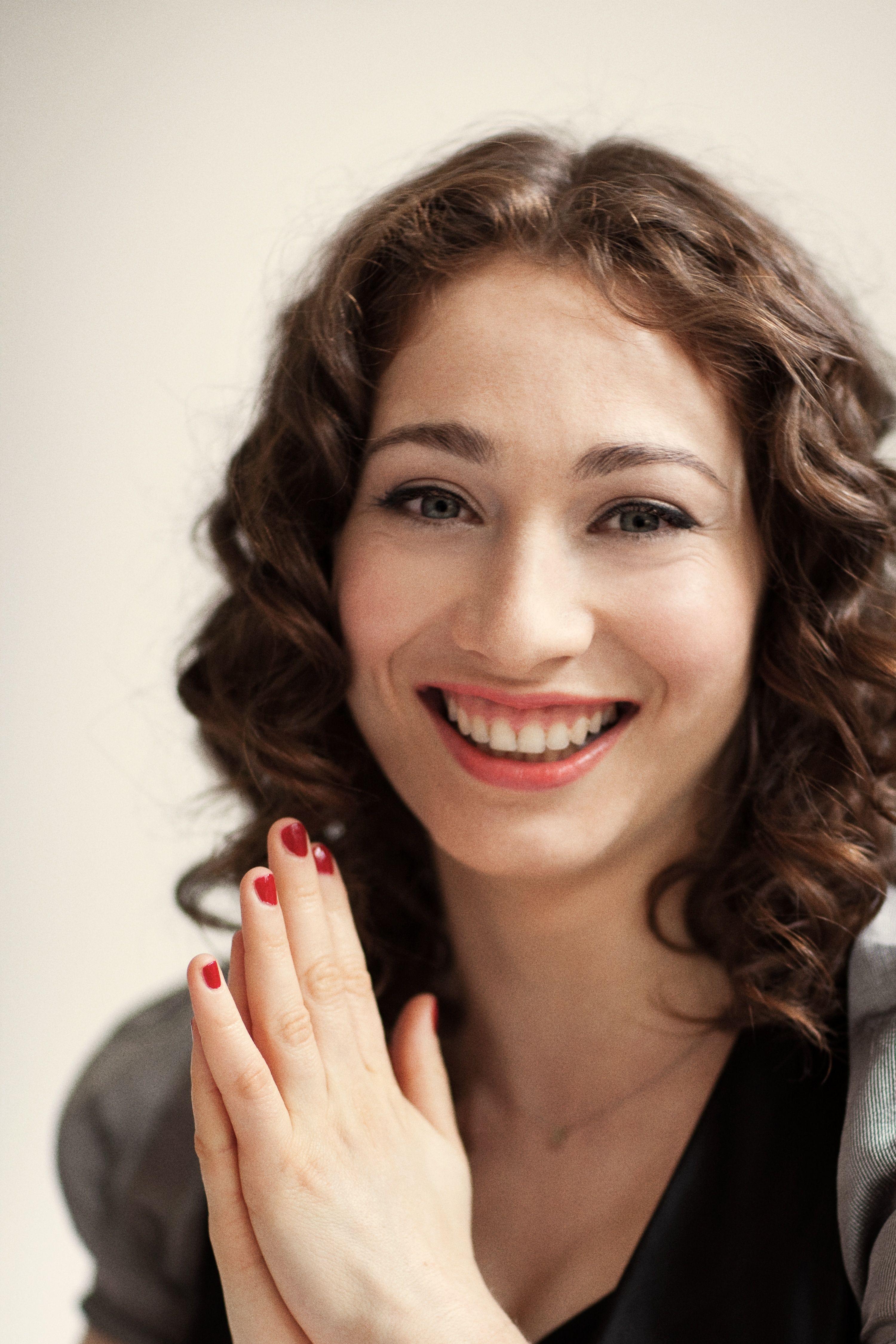
Regina Spektor (* 1980)

- Spektorskyj, Jewhen (1875–1951), ukrainischer Philosoph, Rechtswissenschaftler, Soziologe und Autor

### Spel
- Spelbos, Ronald (* 1954), niederländischer Fußballfunktionär
- Špelda, Jaroslav (* 1975), tschechischer Eishockeyspieler
- Speleers, Edward (* 1988), britischer SchauspielerEdward Speleers (* 1988)

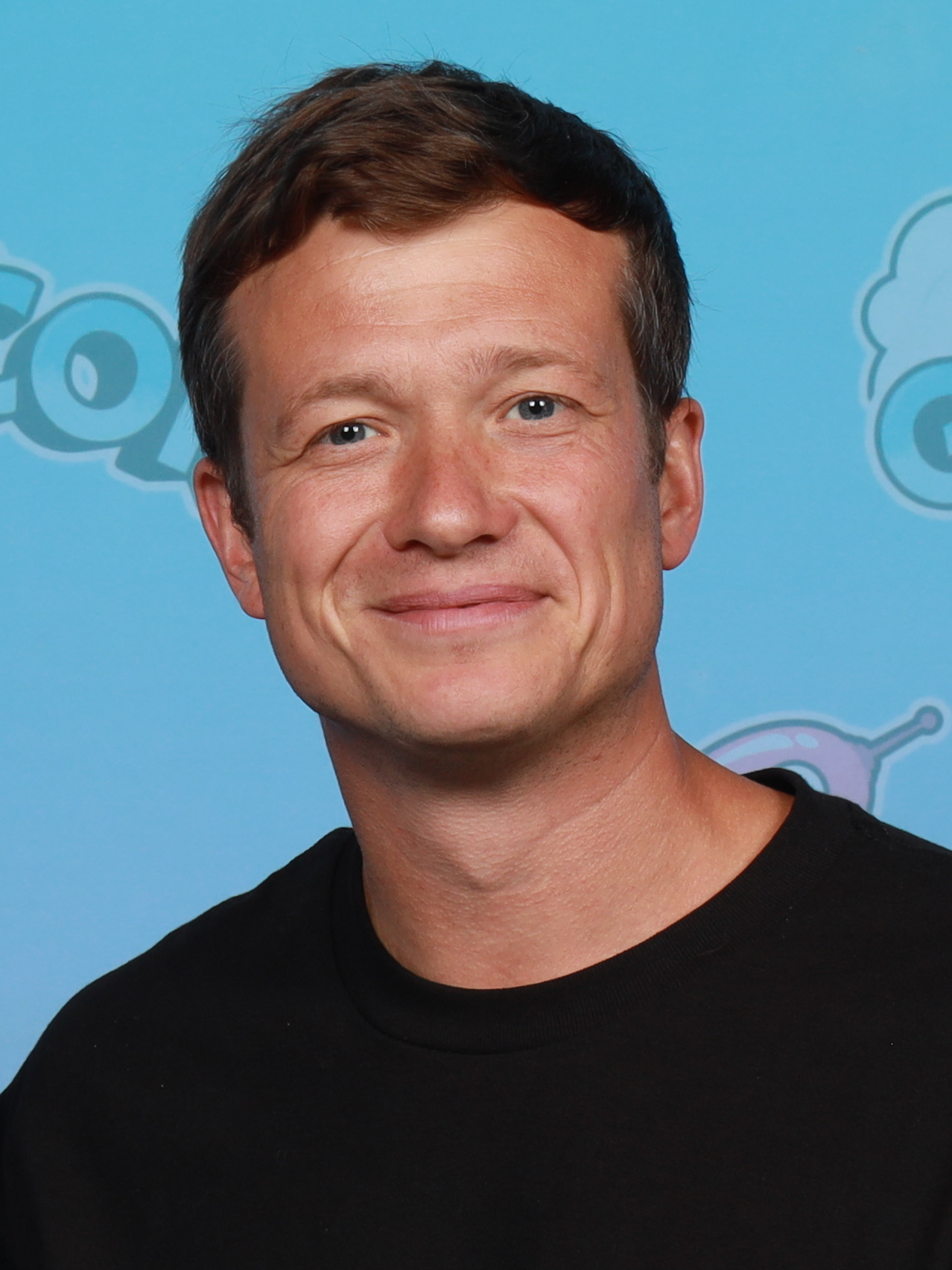
Edward Speleers (* 1988)

- Spelgatti, Nicoletta (* 1971), italienische Rechtsanwältin und Politikerin
- Spelge, Fritz (* 1891), deutscher Politiker (NSDAP)
- Spelge, Karin (* 1961), deutsche Richterin am Bundesarbeitsgericht
- Spelke, Elizabeth (* 1949), US-amerikanische Entwicklungspsychologin und Kognitionswissenschaftlerin
- Spellbrink, Wolfgang (* 1956), deutscher Jurist und Richter am Bundessozialgericht
- Spellenberg, Ulrich (* 1940), deutscher Rechtswissenschaftler und Hochschullehrer
- Speller, Cara, britische Film- und Fernsehfilmproduzentin
- Speller, Sylvia (* 1967), deutsche Physikerin
- Spellerberg, Annette (* 1960), deutsche Soziologin und Hochschullehrerin
- Spellerberg, Bernhard (1931–2013), deutscher Politiker (CDU), MdL
- Spellerberg, Bo (* 1979), dänischer Handballspieler und -trainer
- Spellerberg, Louise Svalastog (* 1982), dänische Handballspielerin und -trainerin
- Spellerberg, Merle (* 1996), deutsche Politikerin (Bündnis 90/Die Grünen)
- Spellig, Andreas (* 1965), deutscher Sportjournalist
- Spelling, Aaron (1923–2006), US-amerikanischer Film- und Fernsehproduzent
- Spelling, Randy (* 1978), US-amerikanischer Schauspieler
- Spelling, Thomas (* 1993), dänischer Eishockeyspieler
- Spelling, Tori (* 1973), US-amerikanische SchauspielerinTori Spelling (* 1973)

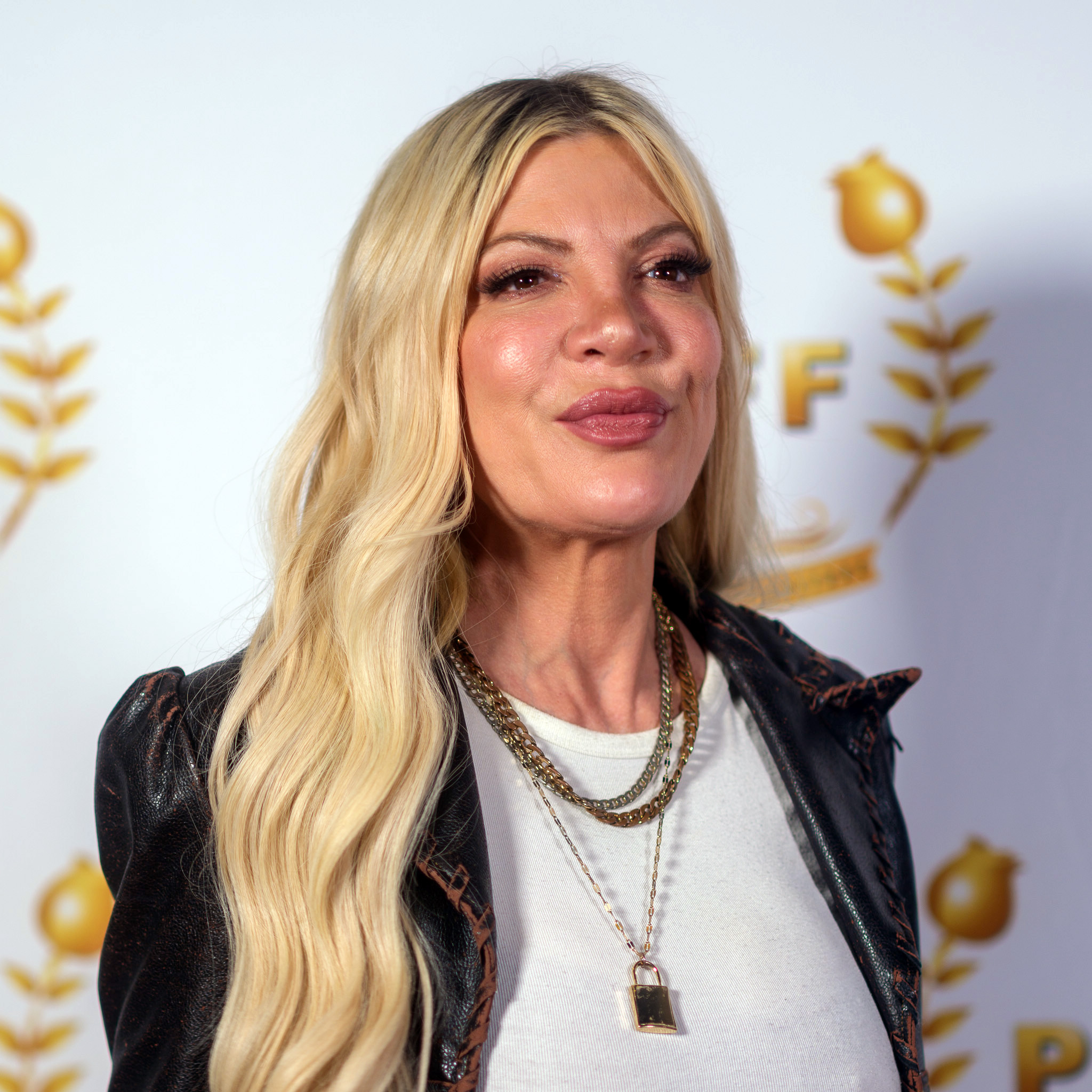
Tori Spelling (* 1973)

- Spellings, Margaret (* 1957), US-amerikanische Politikerin; Ministerin für Erziehung und Wissenschaft der USA
- Spellman, A. B. (* 1935), US-amerikanischer Jazz-Autor
- Spellman, Alex (* 1988), US-amerikanischer Dartspieler
- Spellman, Benny (1931–2011), US-amerikanischer R&B-Sänger
- Spellman, Francis (1889–1967), US-amerikanischer Kardinal und Erzbischof des Erzbistums New York
- Spellman, Frank (1922–2017), US-amerikanischer Gewichtheber
- Spellman, Gladys (1918–1988), US-amerikanische Politikerin
- Spellman, John (1899–1966), US-amerikanischer Ringer
- Spellman, John (1926–2018), US-amerikanischer Politiker
- Spellman, Omari (* 1997), US-amerikanisch-libanesischer Basketballspieler
- Spellmant, Claudia, honduranische LGBT- und Transgender-Aktivistin
- Spellmeyer, Gunnar F. H. (* 1964), deutscher Designer und Professor für Industrial Design Entwurf und Entwurfspräsentation an der Hochschule Hannover
- Spellmon, Scott A. (* 1963), US-amerikanischer Offizier, Generalleutnant der US-Army
- Spelly, Ingo (* 1966), deutscher Kanute
- Spelman, Caroline (* 1958), britische Politikerin (Conservative Party), Mitglied des House of Commons
- Spelman, Hayley (* 1991), US-amerikanische Volleyballspielerin
- Spelman, Henry (1562–1641), englischer Historiker und Politiker
- Spelman, Timothy Mather (1891–1970), US-amerikanischer Komponist
- Spelmann, Martin (* 1987), dänischer Fußballspieler
- Spelmeyer-Preuß, Ruth Sophia (* 1990), deutsche Leichtathletin
- Spelsberg, Dirk (1954–2018), deutscher Theater- und Hörspielautor
- Spelt, Adriaen van der († 1673), niederländischer Blumen- und Porträtmaler
- Spelter, Jacky (1927–2004), deutscher Rock'n Roll Musiker
- Spelterini, Eduard (1852–1931), Schweizer Luftfahrtpionier und Ballonkapitän
- Spelthahn, Wolfgang (* 1963), deutscher Politiker (CDU), Landrat des Kreises DürenWolfgang Spelthahn (* 1963)

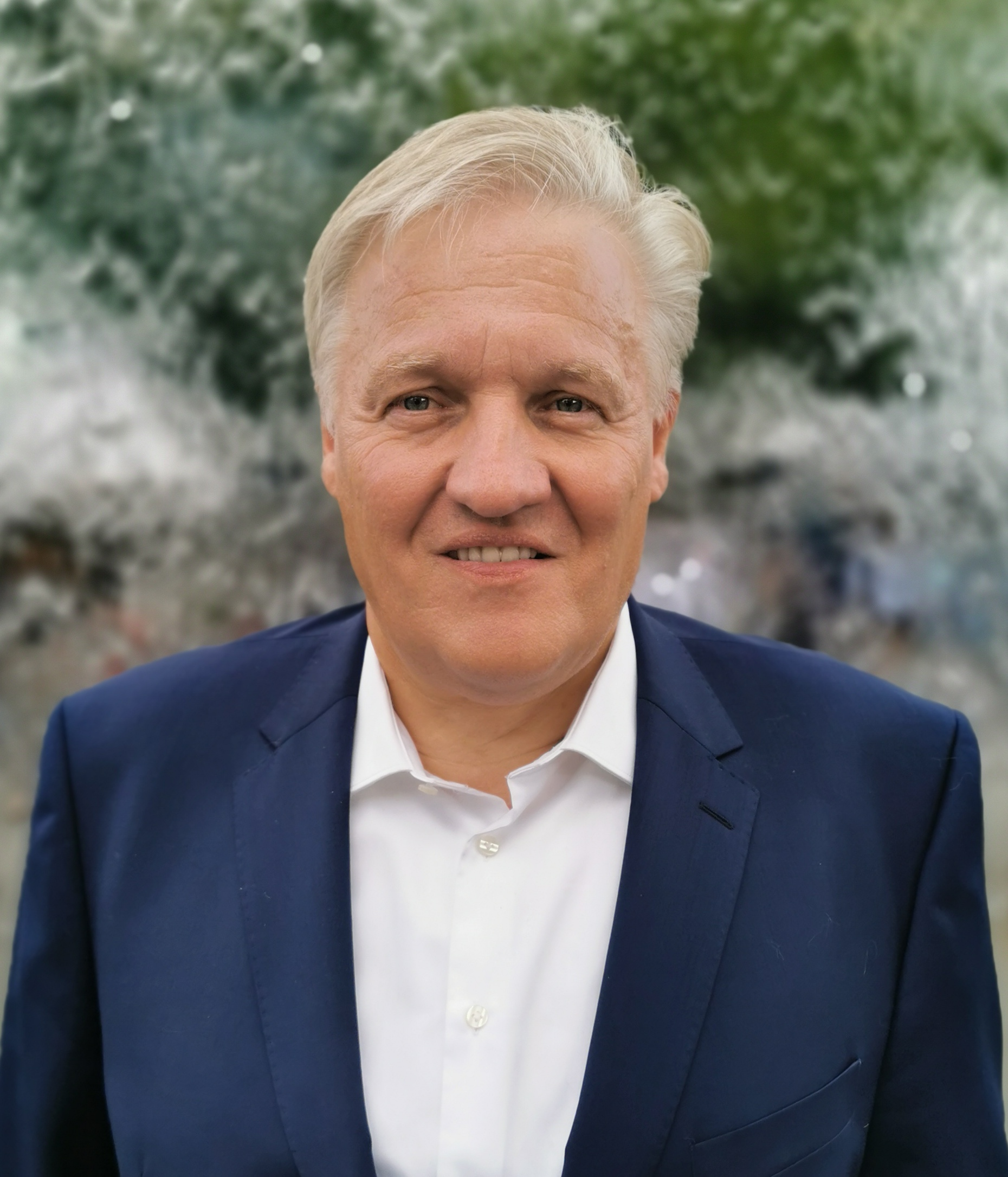
Wolfgang Spelthahn (* 1963)

- Speltz, George Henry (1912–2004), US-amerikanischer Geistlicher, Bischof von Saint Cloud
- Speltz, Johannes August (1823–1893), Jurist und Politiker der Freien Stadt Frankfurt
- Spelvin, Georgina (* 1936), US-amerikanische PornodarstellerinGeorgina Spelvin (* 1936)

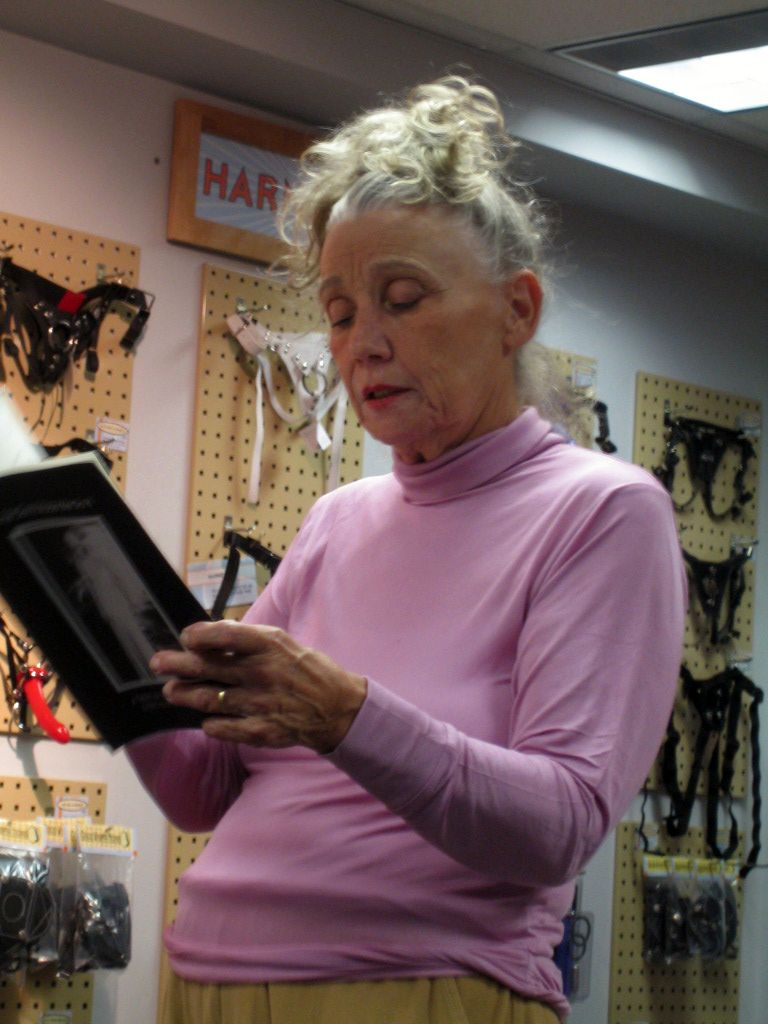
Georgina Spelvin (* 1936)

- Spelzini, Beatriz, argentinische Schauspielerin

### Spem
- Spemann, Adolf (1886–1964), deutscher Verleger und Kulturpolitiker
- Spemann, Alexander (* 1967), deutscher Sänger (Tenor), Musiker und Puppenspieler
- Spemann, Franz (1877–1956), deutscher Schriftsteller und Sekretär der Deutschen Christlichen Studentenvereinigung
- Spemann, Hans (1869–1941), deutscher Biologe
- Spemann, Rudolf (1905–1947), deutscher Kalligraph und Schriftdesigner
- Spemann, Wilhelm (1844–1910), deutscher Verleger
- Spemann, Wolf (1931–2023), deutscher Grafiker, Bildhauer und Objektkünstler

### Spen

#### Spena
- Spénale, Georges (1913–1983), französischer Politiker (PS), MdEP; Präsident des Europäischen Parlaments
- Spénard, Richard (* 1952), kanadischer Autorennfahrer

#### Spenc
- Spence, A. Michael (* 1943), US-amerikanischer Wirtschaftswissenschaftler
- Spence, Alister (* 1955), australischer Jazzmusiker (Piano, Komposition)
- Spence, Basil (1907–1976), schottischer Architekt
- Spence, Bill (1926–1993), englischer Fußballspieler
- Spence, Brad (* 1984), kanadischer Skirennläufer
- Spence, Brent (1874–1967), US-amerikanischer Politiker
- Spence, Bruce (* 1945), neuseeländisch-australischer SchauspielerBruce Spence (* 1945)

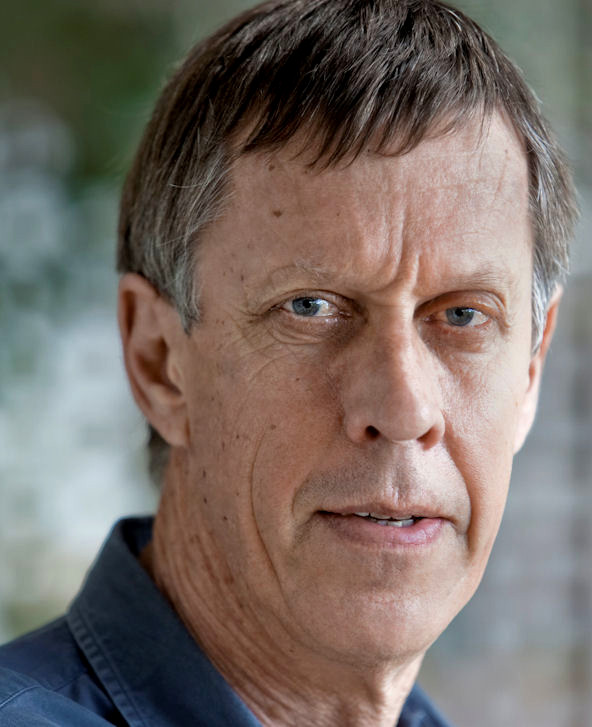
Bruce Spence (* 1945)

- Spence, Catherine Helen (1825–1910), australische Schriftstellerin, Feministin und Sozialreformerin
- Spence, Craig J. (1940–1989), US-amerikanischer Journalist und Lobbyist
- Spence, Daniel (* 1979), südafrikanischer Radrennfahrer
- Spence, Djed (* 2000), englischer Fußballspieler
- Spence, Drew (* 1992), englisch-jamaikanische Fußballspielerin
- Spence, Edward Falles (1832–1892), US-amerikanischer Politiker
- Spence, Edward Lee (* 1947), deutschamerikanischer Autor, Taucher, Fotograf und Unterwasserarchäologe
- Spence, Errol (* 1990), US-amerikanischer Boxer
- Spence, Floyd (1928–2001), US-amerikanischer Politiker
- Spence, Frances (1922–2012), US-amerikanische Programmiererin des Computers ENIAC
- Spence, Francis John (1926–2011), kanadischer Geistlicher und römisch-katholischer Erzbischof von Kingston
- Spence, Gusty (1933–2011), nordirischer Politiker, Anführer der Ulster Volunteer Force
- Spence, James (1875–1946), britischer Segler
- Spence, Jamie (* 1963), englischer Golfsportler
- Spence, Janet T. (1923–2015), US-amerikanische Psychologin
- Spence, Jennifer (* 1977), kanadische Schauspielerin
- Spence, Jo (1934–1992), britische Fotografin
- Spence, Joe (1898–1966), englischer Fußballspieler
- Spence, John Edward (* 1931), britischer Politikwissenschaftler
- Spence, John S. (1788–1840), US-amerikanischer Politiker
- Spence, Jonathan (1936–2021), US-amerikanischer Sinologe und Professor für Geschichte an der Yale University
- Spence, Jordan (* 1990), englischer FußballspielerJordan Spence (* 1990)

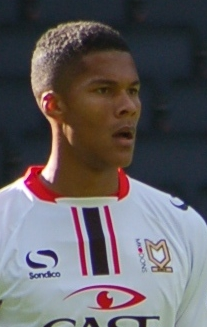
Jordan Spence (* 1990)

- Spence, Joseph (1699–1768), englischer Historiker, Gartenarchitekt und Literat
- Spence, Karla-Simone (* 1996), britische Schauspielerin
- Spence, Kenneth W. (1907–1967), US-amerikanischer Psychologe
- Spence, Lansford (* 1982), jamaikanischer Leichtathlet
- Spence, Lewis (1874–1955), schottischer Publizist
- Spence, Malcolm (1936–2017), jamaikanischer Sprinter
- Spence, Malcolm (1937–2010), südafrikanischer Sprinter
- Spence, Melville (1936–2012), jamaikanischer Sprinter und Mittelstreckenläufer
- Spence, Michael (* 1978), US-amerikanischer Hindernis- und Crossläufer
- Spence, Mike (1936–1968), britischer AutorennfahrerMike Spence (1936–1968)

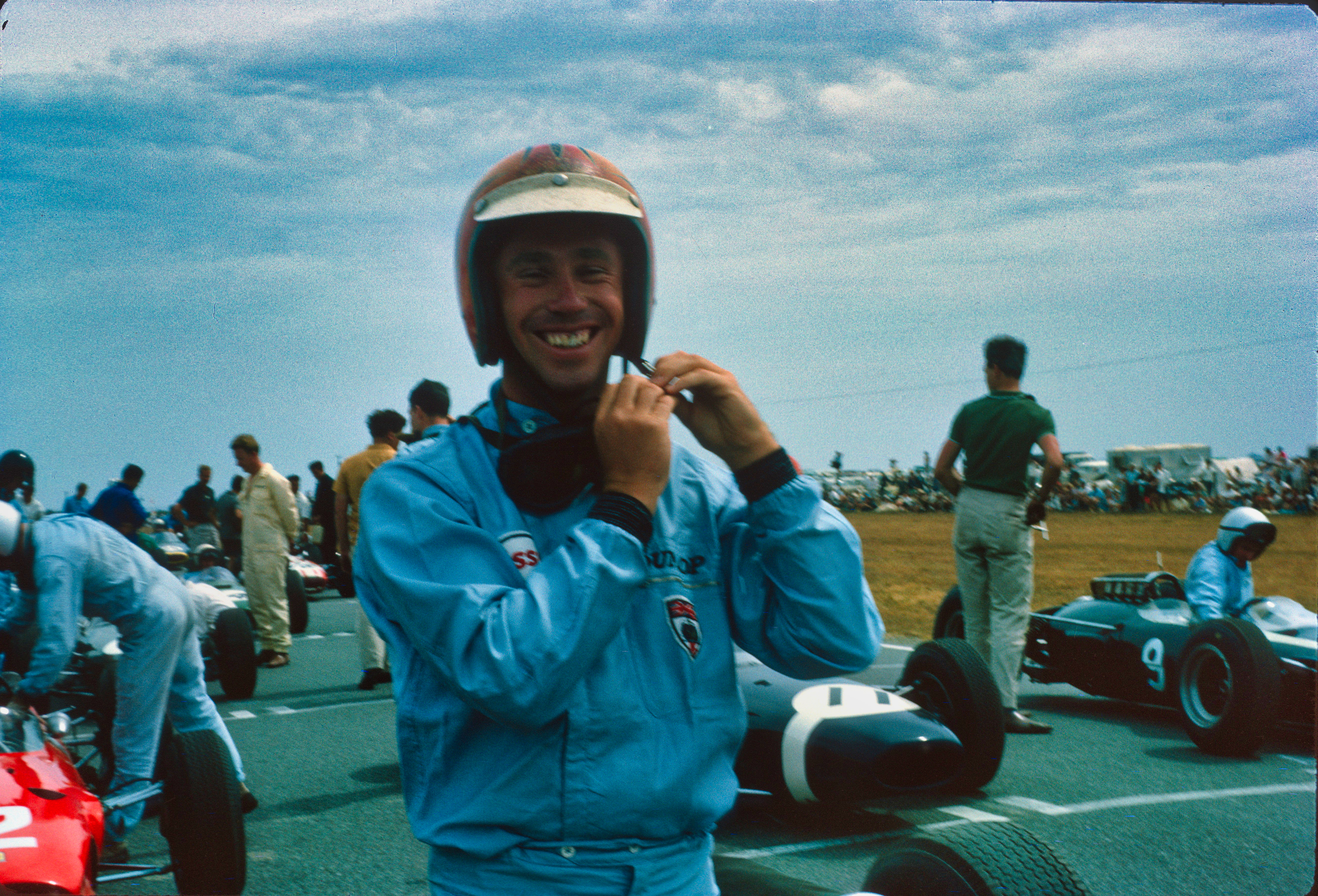
Mike Spence (1936–1968)

- Spence, Pamela (* 1973), deutsche Künstlerin der türkischen Rockmusik
- Spence, Raphaella (* 1978), britische Malerin des Fotorealismus
- Spence, Richard D. (1925–2015), amerikanischer Eisenbahnmanager
- Spence, Sam (1927–2016), US-amerikanischer Komponist
- Spence, Sebastian (* 1969), kanadischer Schauspieler und Synchronsprecher
- Spence, Skip (1946–1999), US-amerikanischer Rockmusiker
- Spence, Steve (* 1962), US-amerikanischer Marathonläufer
- Spence, Thomas (1750–1814), englischer Journalist und Autor, plädierte für Vergesellschaftung von Grundbesitz
- Spence, Thomas Ara (1810–1877), US-amerikanischer Politiker
- Spence, Toby (* 1969), britischer Opernsänger (Tenor)
- Spence, Victoria (* 1984), neuseeländische Schauspielerin
- Spence, Walter (1901–1958), kanadisch-guyanisch-US-amerikanischer Schwimmer
- Spence, William († 1860), britischer Entomologe und Ökonom
- Spencer, Abigail (* 1981), US-amerikanische SchauspielerinAbigail Spencer (* 1981)

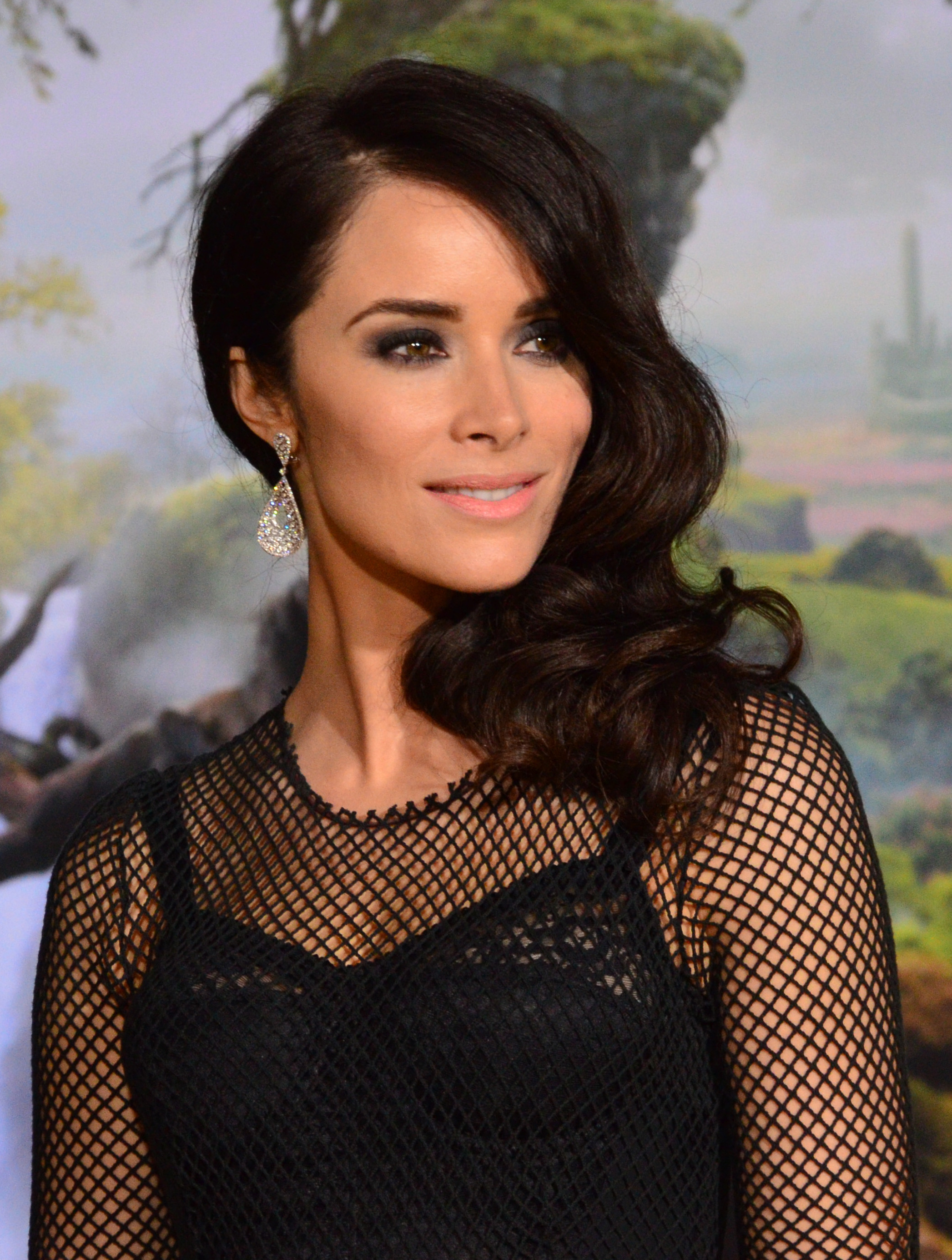
Abigail Spencer (* 1981)

- Spencer, Adam (* 2001), australischer Mittelstreckenläufer
- Spencer, Alan, US-amerikanischer Produzent und Fernsehautor
- Spencer, Albert, 7. Earl Spencer (1892–1975), britischer Peer
- Spencer, Alberto (1937–2006), ecuadorianischer Fußballspieler und Konsul
- Spencer, Ambrose (1765–1844), US-amerikanischer Jurist und Politiker
- Spencer, Andrew, walisischer Badmintonspieler
- Spencer, Andrew (* 1980), deutscher DJ und Musiker
- Spencer, Anne (1882–1975), US-amerikanische Schriftstellerin
- Spencer, Anthony (* 1984), US-amerikanischer American-Football-Spieler
- Spencer, Ashley (* 1993), US-amerikanische Sprinterin
- Spencer, Barbara (* 1945), australisch-kanadische Wirtschaftswissenschaftlerin und Hochschullehrerin
- Spencer, Ben (* 1989), britischer Politiker
- Spencer, Bessie (1872–1955), neuseeländische Schulleiterin, Obstbäuerin und Gründerin des New Zealand Women’s Institute
- Spencer, Bill (1936–2020), US-amerikanischer Biathlet
- Spencer, Bill (* 1956), US-amerikanischer Skilangläufer
- Spencer, Brenda Ann (* 1962), US-amerikanische Amokläuferin
- Spencer, Brian (1949–1988), kanadischer Eishockeyspieler
- Spencer, Brodie (* 2004), nordirischer Fußballspieler
- Spencer, Bud (1929–2016), italienischer Schauspieler, Schwimmer, Wasserballspieler, Musiker, Komponist, Politiker und ErfinderBud Spencer (1929–2016)

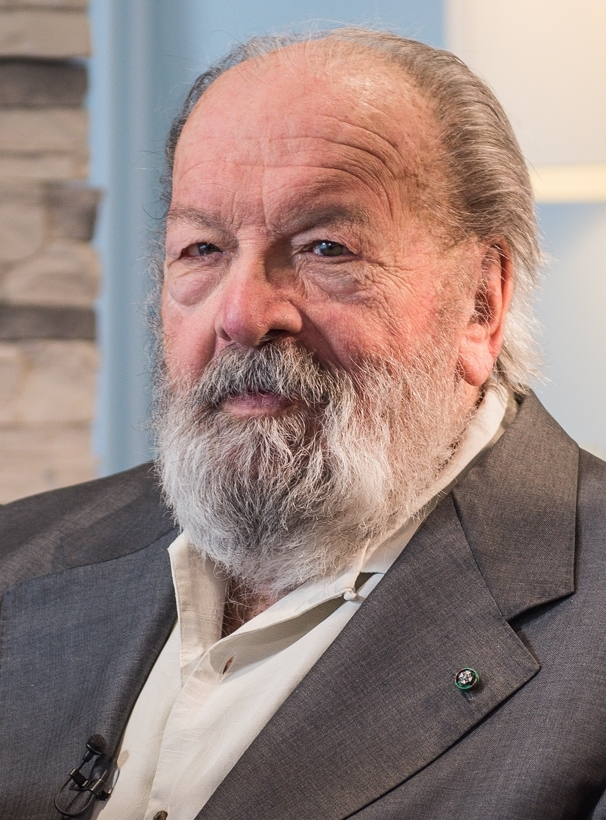
Bud Spencer (1929–2016)

- Spencer, Carlos (* 1975), neuseeländischer Rugbyspieler
- Spencer, Charles (* 1955), englischer Pianist und Hochschullehrer
- Spencer, Charles, 3. Duke of Marlborough (1706–1758), britischer Peer, Politiker und General
- Spencer, Charles, 3. Earl of Sunderland (1674–1722), englischer Politiker und Staatsmann
- Spencer, Charles, 6. Earl Spencer (1857–1922), englischer Peer und Politiker
- Spencer, Charles, 9. Earl Spencer (* 1964), britischer Adliger und JournalistCharles Spencer, 9. Earl Spencer (* 1964)

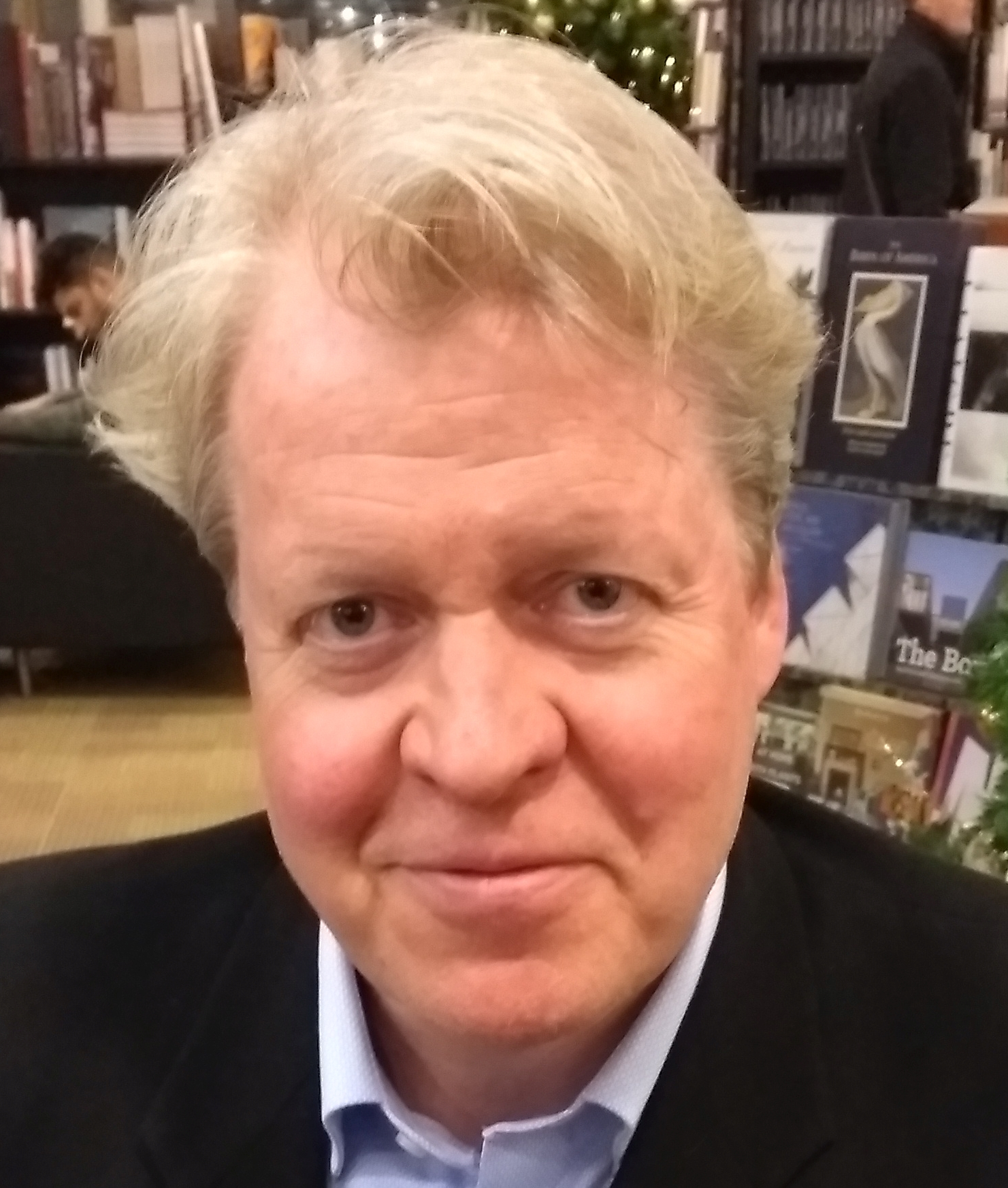
Charles Spencer, 9. Earl Spencer (* 1964)

- Spencer, Charlotte (* 1991), britische Schauspielerin
- Spencer, Chaske (* 1975), US-amerikanischer Schauspieler und Synchronsprecher
- Spencer, Clark (* 1963), US-amerikanischer Filmproduzent
- Spencer, Dane (* 1977), US-amerikanischer Skirennläufer
- Spencer, Danielle (* 1969), australische Schauspielerin, Sängerin und Songschreiberin
- Spencer, David (* 1958), deutsch-britischer Dramatiker und Hörspielautor
- Spencer, David (* 1964), britischer Radrennfahrer
- Spencer, Diamy (* 1970), italienische Schauspielerin
- Spencer, Domina Eberle (1920–2022), US-amerikanische Mathematikerin und Hochschullehrerin
- Spencer, Donald (1912–2001), US-amerikanischer Mathematiker
- Spencer, Dorothy (1909–2002), US-amerikanische Filmeditorin
- Spencer, Douglas (1910–1960), US-amerikanischer Schauspieler
- Spencer, Earle (* 1926), US-amerikanischer Jazzmusiker (Posaune, Arrangement, Komposition) der späten Swingära
- Spencer, Edward (1881–1965), britischer Geher
- Spencer, Elijah (1775–1852), US-amerikanischer Politiker
- Spencer, Emerson (1906–1985), US-amerikanischer Sprinter und Olympiasieger
- Spencer, Frank Richard (* 1951), römisch-katholischer Bischof
- Spencer, Freddie (1902–1992), US-amerikanischer Radsportler
- Spencer, Freddie (* 1961), US-amerikanischer MotorradrennfahrerFreddie Spencer (* 1961)

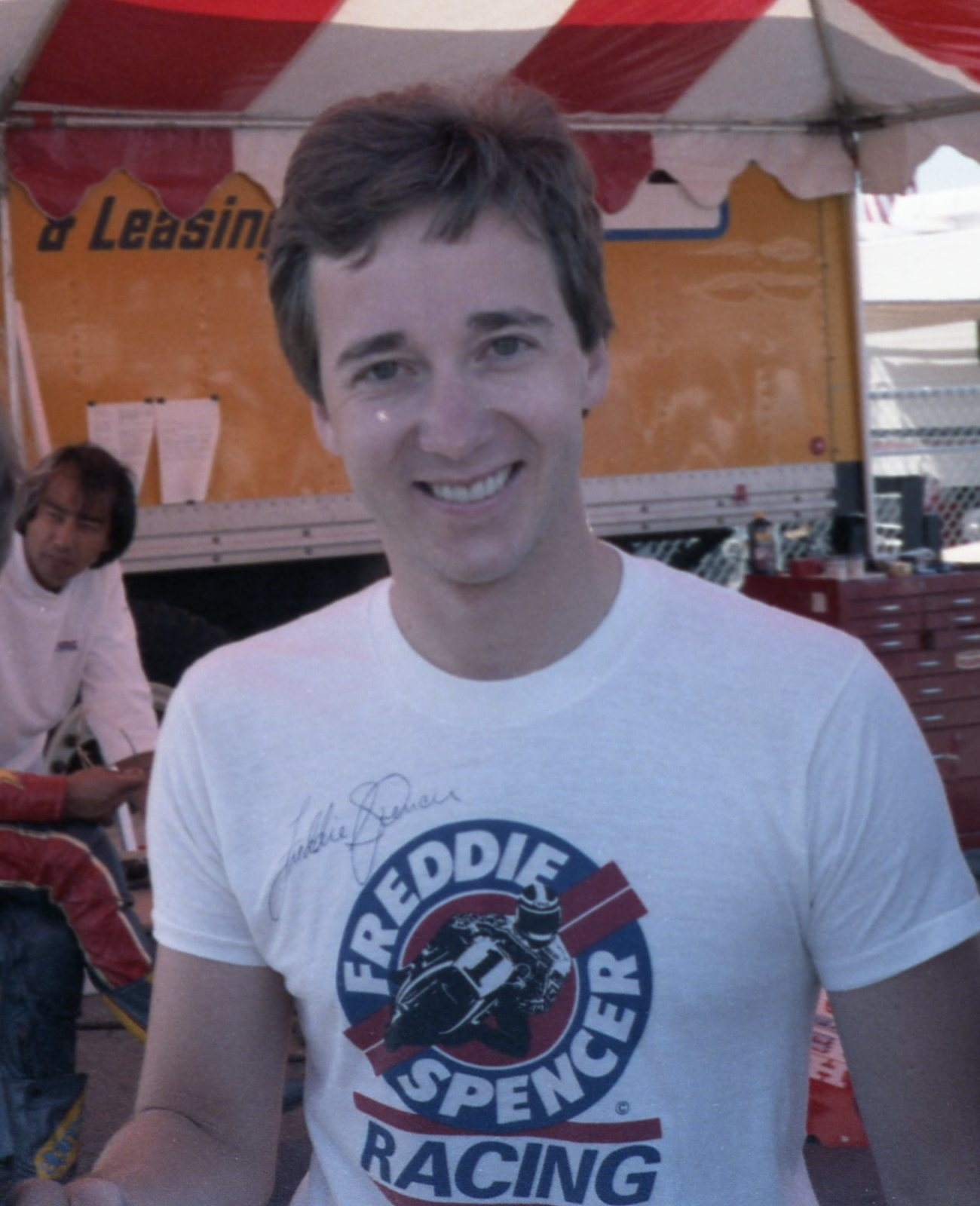
Freddie Spencer (* 1961)

- Spencer, Frederick R. (1806–1875), amerikanischer Porträtmaler
- Spencer, Frederick, 4. Earl Spencer (1798–1857), britischer Adliger und Admiral
- Spencer, G. C. (1925–2007), US-amerikanischer Automobilrennfahrer
- Spencer, G. Lloyd (1893–1981), US-amerikanischer Politiker
- Spencer, Galen (1840–1904), US-amerikanischer Bogenschütze
- Spencer, George E. (1836–1893), US-amerikanischer Politiker der Republikanischen Partei
- Spencer, George, 2. Earl Spencer (1758–1834), britischer Adliger und Politiker (Whig)
- Spencer, George, 4. Duke of Marlborough (1739–1817), britischer Adeliger und Politiker
- Spencer, Henrietta Frances (1761–1821), britische Adlige und die Mätresse des Fürsten von Wales und späteren König Georg IV.
- Spencer, Henry (* 1990), britischer Jazzmusiker (Trompete, Komposition)
- Spencer, Henry Russell (1879–1970), US-amerikanischer Politikwissenschaftler und Hochschullehrer
- Spencer, Herbert (1820–1903), englischer Philosoph und Soziologe
- Spencer, Herbert W. (1905–1992), US-amerikanisch-chilenischer Filmkomponist und Orchestrator
- Spencer, Ignatius (1799–1864), britischer Adeliger, Geistlicher und Passionist sowie Ehrwürdiger Diener Gottes
- Spencer, Isaiah, US-amerikanischer Jazzmusiker (Schlagzeug)
- Spencer, James B. (1781–1848), US-amerikanischer Jurist und Politiker
- Spencer, James G. (1844–1926), US-amerikanischer Politiker
- Spencer, James H. (* 1942), US-amerikanischer Filmarchitekt
- Spencer, Jane, Baroness Churchill (1826–1900), britische Aristokratin und Gefährtin von Königin Victoria
- Spencer, Jasmyne (* 1990), US-amerikanische Fußballspielerin
- Spencer, Jason (* 1974), US-amerikanischer Politiker
- Spencer, Jeffrey (* 1951), US-amerikanischer Radrennfahrer
- Spencer, Jeremy (* 1948), englischer Musiker, Gründungsmitglied der Rock-Blues Band Fleetwood Mac
- Spencer, Jesse (* 1979), australischer SchauspielerJesse Spencer (* 1979)
- Spencer, Jim, Filmproduzent

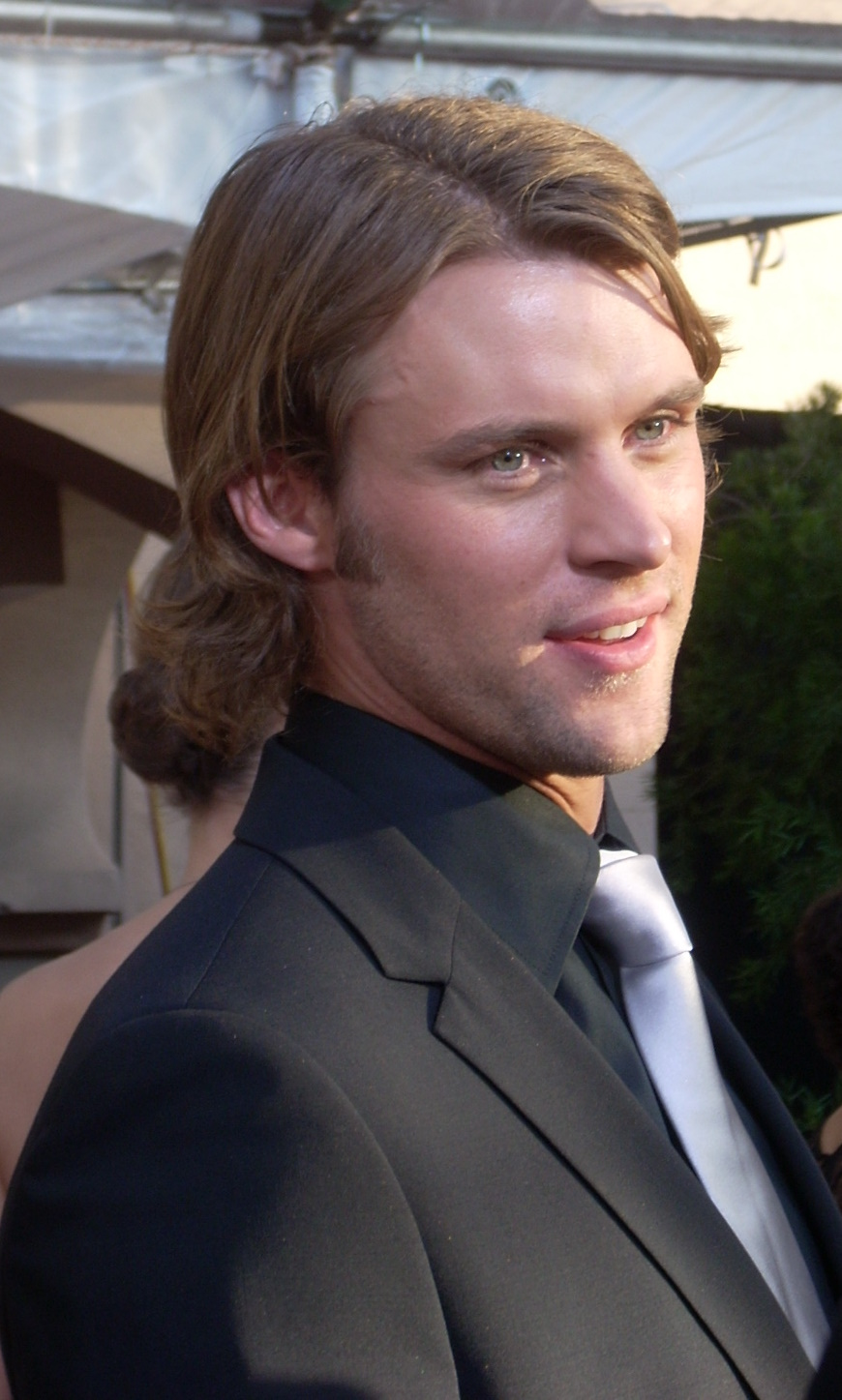
Jesse Spencer (* 1979)

- Spencer, Joel H. (* 1946), US-amerikanischer Mathematiker und Informatiker
- Spencer, John (1630–1693), englischer Geistlicher und Gelehrter
- Spencer, John (1708–1746), britischer Adliger und Politiker
- Spencer, John (1935–2006), englischer Snookerspieler, Billardkommentator und Billardfunktionär
- Spencer, John (1946–2005), US-amerikanischer Schauspieler
- Spencer, John (* 1954), britischer Sachbuchautor
- Spencer, John (* 1970), schottischer Fußballspieler und -trainer
- Spencer, John Canfield (1788–1855), US-amerikanischer Politiker
- Spencer, John, 1. Earl Spencer (1734–1783), britischer Adliger und PolitikerJohn Spencer, 1. Earl Spencer (1734–1783)

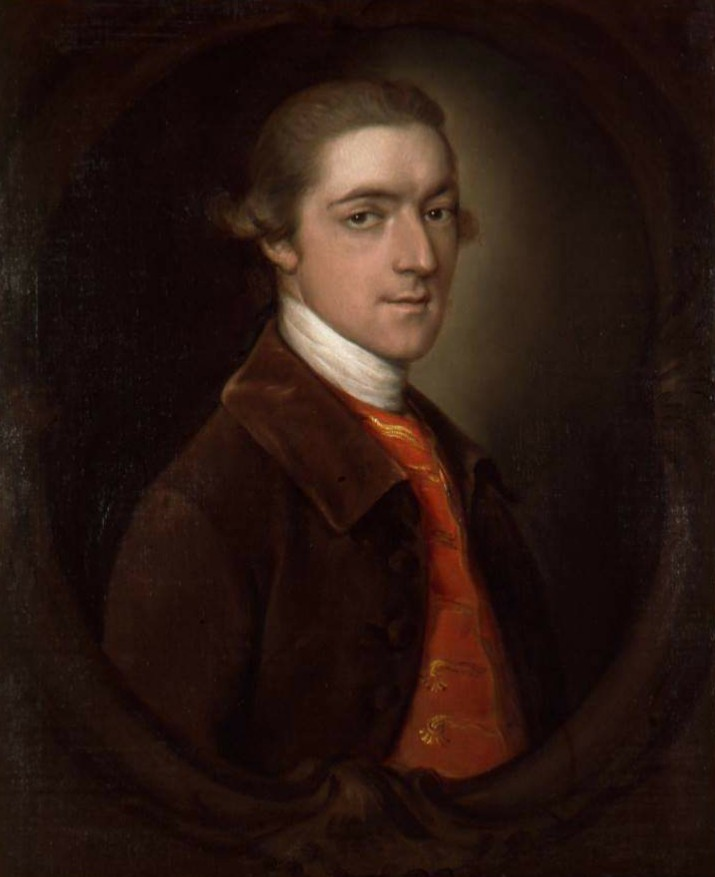
John Spencer, 1. Earl Spencer (1734–1783)

- Spencer, John, 5. Earl Spencer (1835–1910), britischer Adliger und Politiker, Mitglied des House of Commons
- Spencer, John, 8. Earl Spencer (1924–1992), britischer Adliger und Politiker
- Spencer, Joseph (1714–1789), US-amerikanischer Politiker
- Spencer, June (1919–2024), britische Schauspielerin und Hörspielsprecherin
- Spencer, Kaliese (* 1987), jamaikanische Leichtathletin
- Spencer, Katie, britische Bühnen- und Szenenbildnerin
- Spencer, Kenneth (1911–1964), amerikanisch-deutscher Opernsänger (Bass) und SchauspielerKenneth Spencer (1911–1964)

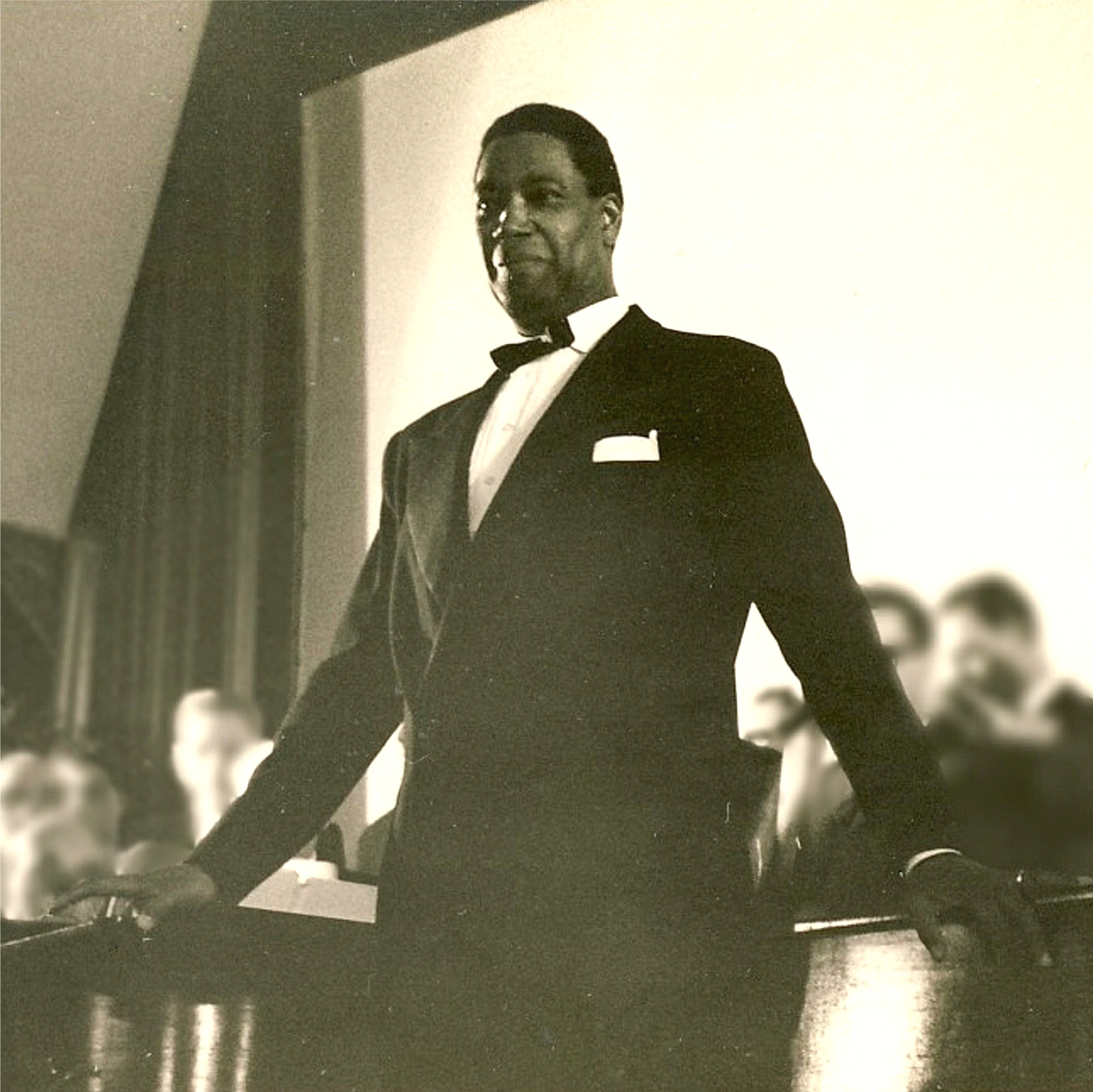
Kenneth Spencer (1911–1964)

- Spencer, Kenneth Aldred (1902–1960), amerikanischer Industrieller
- Spencer, Kitty (* 1990), britisches It-Girl, Model und eine Nichte von Prinzessin Diana
- Spencer, Kyle (* 1976), britischer Tennisspieler
- Spencer, Larry O. (* 1954), US-amerikanischer General, U.S. Air Force
- Spencer, Laura (* 1986), US-amerikanische Schauspielerin
- Spencer, Leon (1945–2012), US-amerikanischer Soul Jazz-Musiker (Orgel, Piano) und Bandleader
- Spencer, Leonard James (1870–1959), britischer Mineraloge
- Spencer, Levern (* 1984), lucianische Hochspringerin
- Spencer, Lilly Martin (1822–1902), amerikanische Künstlerin
- Spencer, Mark (* 1977), US-amerikanischer Computeringenieur
- Spencer, Mary (* 1984), kanadische Boxerin
- Spencer, Michael (* 1975), schottischer Komponist und Musikpädagoge
- Spencer, Niles (1893–1952), US-amerikanischer Maler
- Spencer, Norman (1914–2024), britischer Filmproduzent, Drehbuchautor und Produktionsleiter
- Spencer, Octavia (* 1970), US-amerikanische SchauspielerinOctavia Spencer (* 1970)

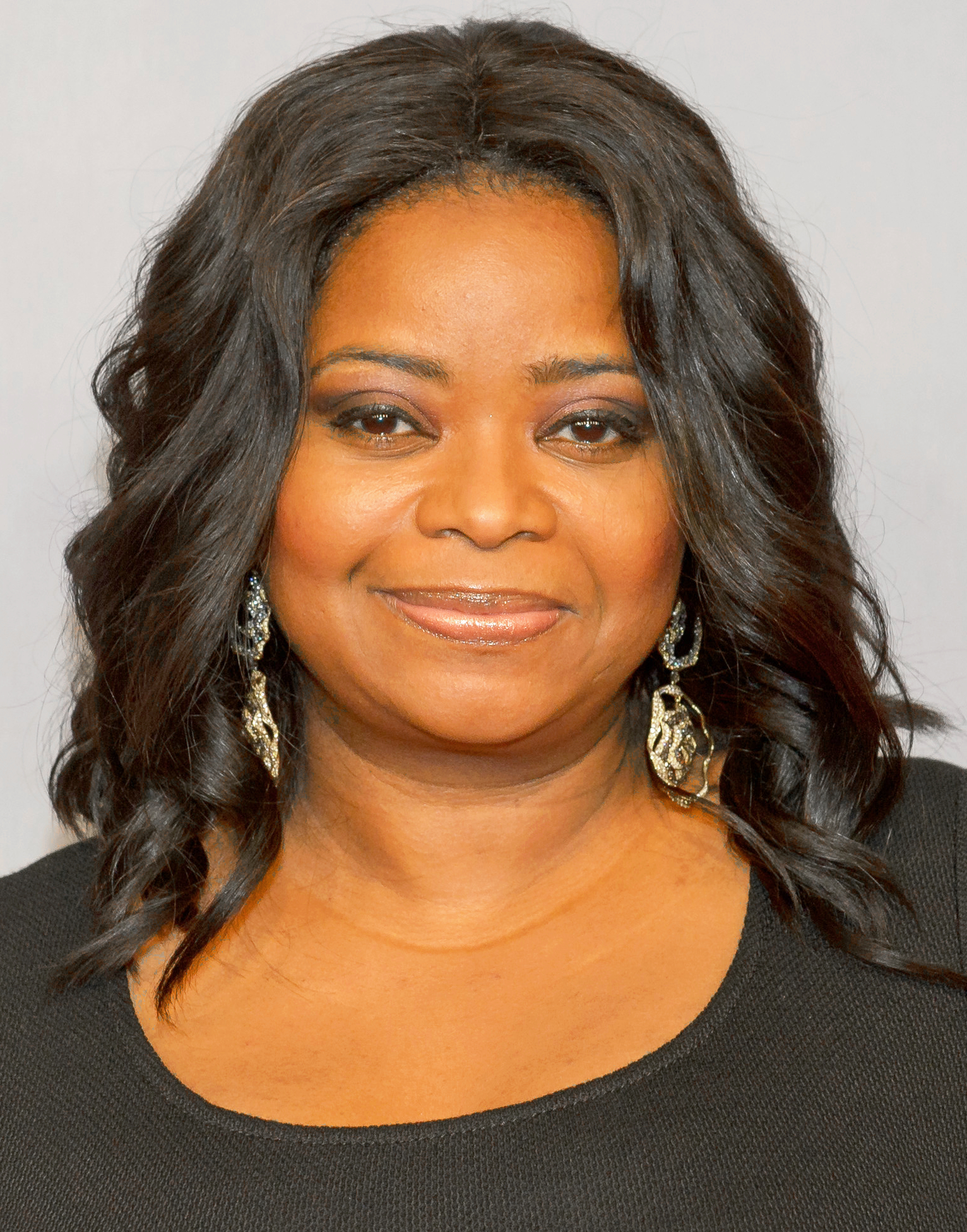
Octavia Spencer (* 1970)

- Spencer, O’Neill (1909–1944), US-amerikanischer Jazzsänger und Schlagzeuger
- Spencer, Pam (* 1957), US-amerikanische Hochspringerin
- Spencer, Patricia (* 1943), US-amerikanische Flötistin und Musikpädagogin
- Spencer, Patrick, antiguanischer Radrennfahrer
- Spencer, Percy (1894–1970), US-amerikanischer Ingenieur und Erfinder
- Spencer, Peter (* 1947), britischer Vizeadmiral
- Spencer, Phil, US-amerikanischer Manager
- Spencer, Rain, US-amerikanische Schauspielerin
- Spencer, Rebecca (* 1991), englisch-jamaikanische Fußballtorhüterin
- Spencer, Richard (1796–1868), US-amerikanischer Politiker
- Spencer, Richard B. (* 1978), US-amerikanischer Publizist und politischer Aktivist
- Spencer, Richard V. (* 1954), US-amerikanischer Marineminister
- Spencer, Rob (* 1965), englischer Snookerschiedsrichter
- Spencer, Robert (* 1962), US-amerikanischer Religionswissenschaftler, Schriftsteller und Blogger
- Spencer, Robert, 2. Earl of Sunderland (1641–1702), englischer Diplomat und Politiker
- Spencer, Robert, 4. Earl of Sunderland (1701–1729), britischer Peer und Politiker
- Spencer, Roy (* 1955), US-amerikanischer KlimatologeRoy Spencer (* 1955)

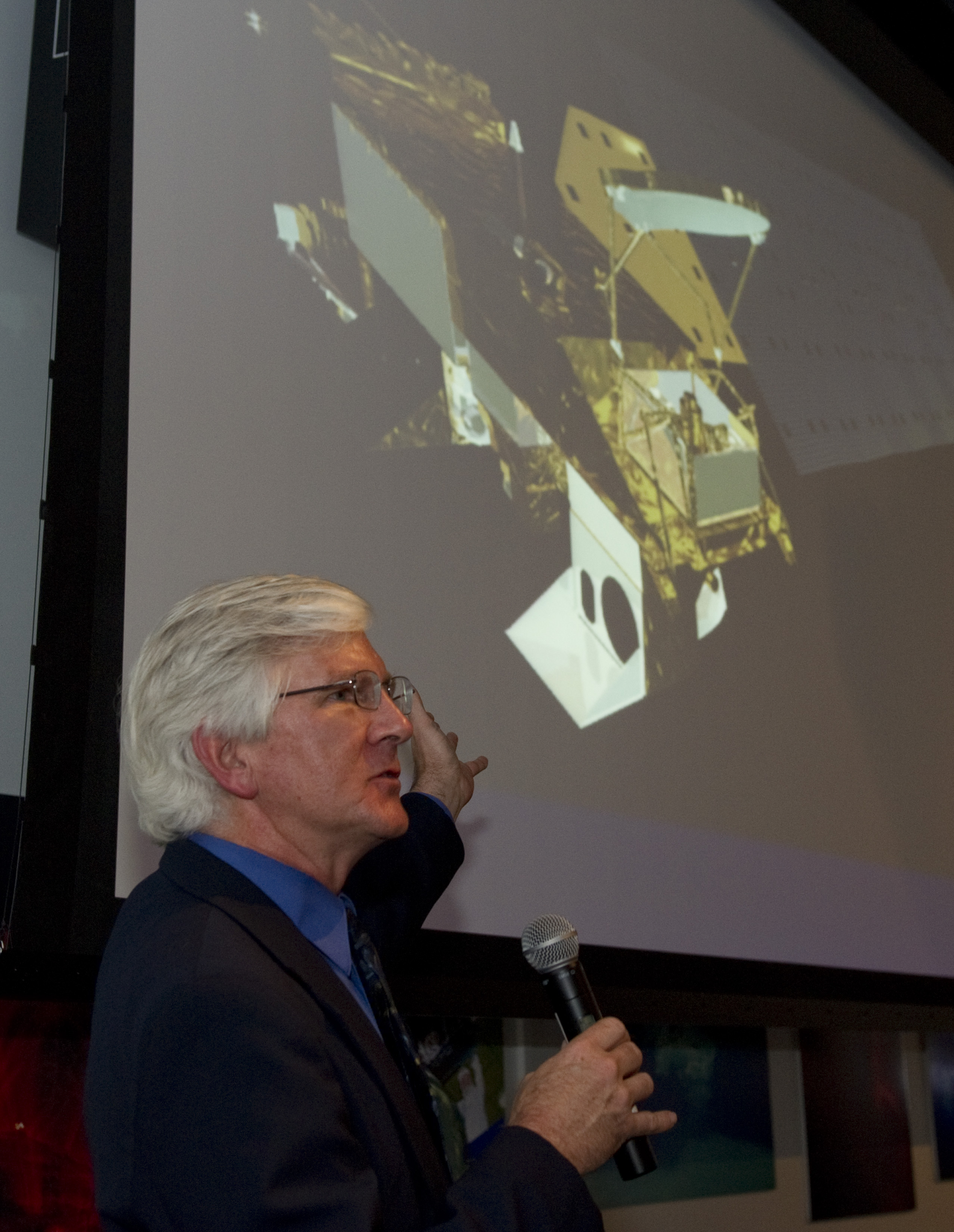
Roy Spencer (* 1955)

- Spencer, Rudyard (* 1944), jamaikanischer Politiker (JLP), Minister für Gesundheit
- Spencer, Samuel (1910–1997), US-amerikanischer Politiker
- Spencer, Samuel R. (1871–1961), US-amerikanischer Politiker
- Spencer, Scarlet (* 2007), US-amerikanische Kinderdarstellerin
- Spencer, Scott (* 1945), US-amerikanischer Schriftsteller
- Spencer, Selden P. (1862–1925), US-amerikanischer Politiker
- Spencer, Stanley (1868–1906), britischer Ballonfahrer und Luftfahrtpionier
- Spencer, Stanley (1891–1959), britischer Maler
- Spencer, Sterling (* 1986), US-amerikanischer Surfsportler
- Spencer, Thomas C. (* 1946), US-amerikanischer Physiker
- Spencer, Tom (1948–2023), britischer Politiker der Conservative Party
- Spencer, Tracie (* 1976), US-amerikanische Sängerin und Schauspielerin
- Spencer, Walter Baldwin (1860–1929), australischer Biologe, Anthropologe und Ethnologe britischer Herkunft
- Spencer, William (1895–1963), US-amerikanischer Radrennfahrer
- Spencer, William (1900–1983), US-amerikanischer Mittelstrecken- und Hindernisläufer
- Spencer, William B. (1835–1882), US-amerikanischer Politiker
- Spencer, Winston Baldwin (* 1948), antiguanischer Politiker
- Spencer-Brown, George (1923–2016), britischer Mathematiker, Psychologe, Dichter und Songwriter
- Spencer-Churchill, Arabella (1949–2007), britische Mitbegründerin des Glastonbury Festivals
- Spencer-Churchill, Charles, 9. Duke of Marlborough (1871–1934), britischer Peer und Politiker
- Spencer-Churchill, George, 5. Duke of Marlborough (1766–1840), britischer Adliger und Politiker
- Spencer-Churchill, George, 6. Duke of Marlborough (1793–1857), britischer Adliger und Politiker
- Spencer-Churchill, George, 8. Duke of Marlborough (1844–1892), britischer Peer
- Spencer-Churchill, James, 12. Duke of Marlborough (* 1955), britischer Peer
- Spencer-Churchill, John Strange (1880–1947), britischer Offizier

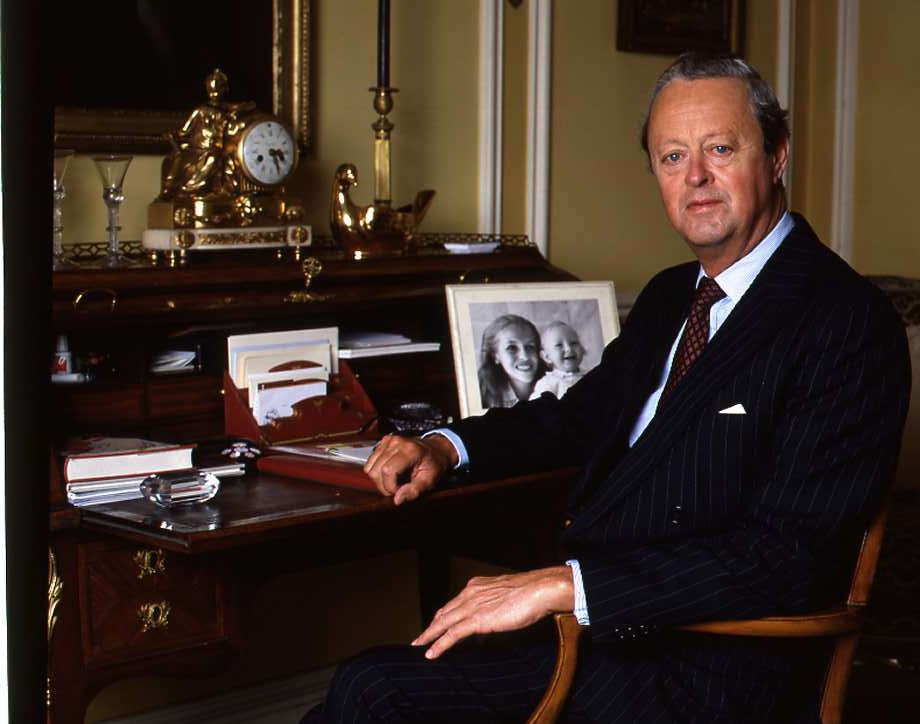
John Spencer-Churchill, 11. Duke of Marlborough (1926–2014)

- Spencer-Churchill, John, 10. Duke of Marlborough (1897–1972), britischer Adliger
- Spencer-Churchill, John, 11. Duke of Marlborough (1926–2014), britischer Peer, Politiker und UnternehmerJohn Spencer-Churchill, 11. Duke of Marlborough (1926–2014)
- Spencer-Churchill, John, 7. Duke of Marlborough (1822–1883), britischer Peer und Politiker, Mitglied des House of Commons
- Spencer-Churchill, Laura, Duchess of Marlborough (1915–1990), britische Adlige
- Spencer-Churchill, Winston (1940–2010), britischer Politiker (Conservative Party), Mitglied des House of Commons
- Spencer-Fleming, Julia (* 1961), US-amerikanische Schriftstellerin
- Spencer-Galanes, Lynn (* 1954), US-amerikanische Skilangläuferin
- Spencer-Nairn, Douglas, 2. Baronet (1906–1970), schottischer Politiker (Unionist Party), Mitglied des House of Commons
- Spencer-Smith, Arnold (1883–1916), britischer Kaplan und Fotograf auf Shackletons Forschungsreise
- Spencer-Smith, Lauren (* 2003), kanadische PopsängerinLauren Spencer-Smith (* 2003)

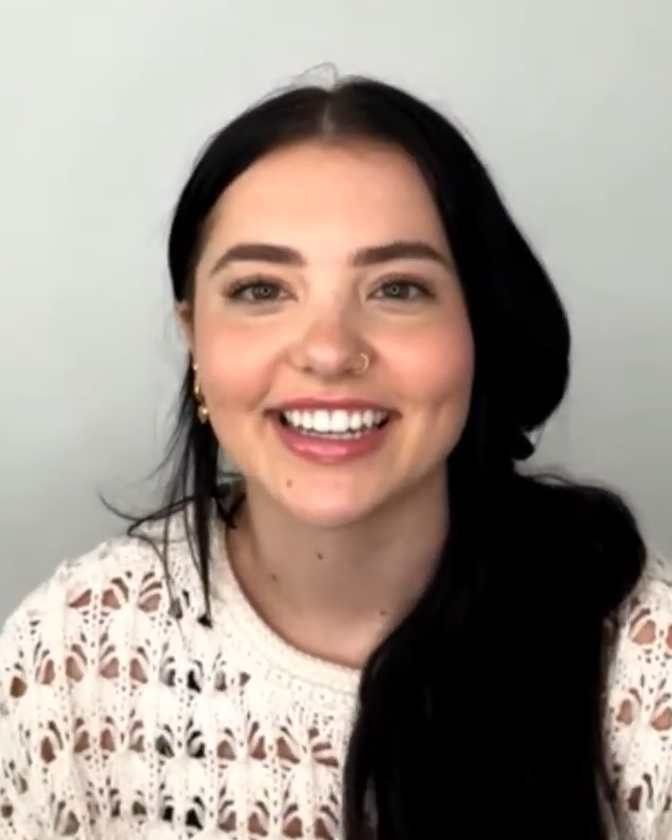
Lauren Spencer-Smith (* 2003)

- Spencker, Hermann (1897–1975), deutscher Arzt, Politiker (LDPD), MdV
- Spencker, Irmgard (1941–2017), deutsche Bibliothekarin
- Spencore, Blood (* 1986), deutscher Rapper

#### Spend
- Spendel, Christoph (* 1955), deutscher Jazzmusiker (Keyboarder, Komponist, Produzent und Hochschullehrer)
- Spendel, Günter (1922–2009), deutscher Jurist
- Spendelhofer, Sonja (* 1967), österreichische Leichtathletin und Sportfunktionärin
- Spendelin, Richard (1859–1898), deutscher Verwaltungsbeamter
- Spender, Dale (1943–2023), australische Feministin, Lehrerin und Schriftstellerin
- Spender, Johann († 1503), Weihbischof in Köln
- Spender, Matthew (* 1945), britischer Maler, Bildhauer und Biograf
- Spender, Percy (1897–1985), australischer Politiker und Außenminister
- Spender, Stephen (1909–1995), britischer Dichter und Autor
- Spender, Waldemar (1931–1998), deutscher Kinderbuchautor
- Spendiarjan, Aleksandr (1871–1928), armenischer Komponist
- Spendier, Sebastian (* 1996), österreichischer Handballspieler
- Spendlhofer, Lukas (* 1993), österreichischer FußballspielerLukas Spendlhofer (* 1993)

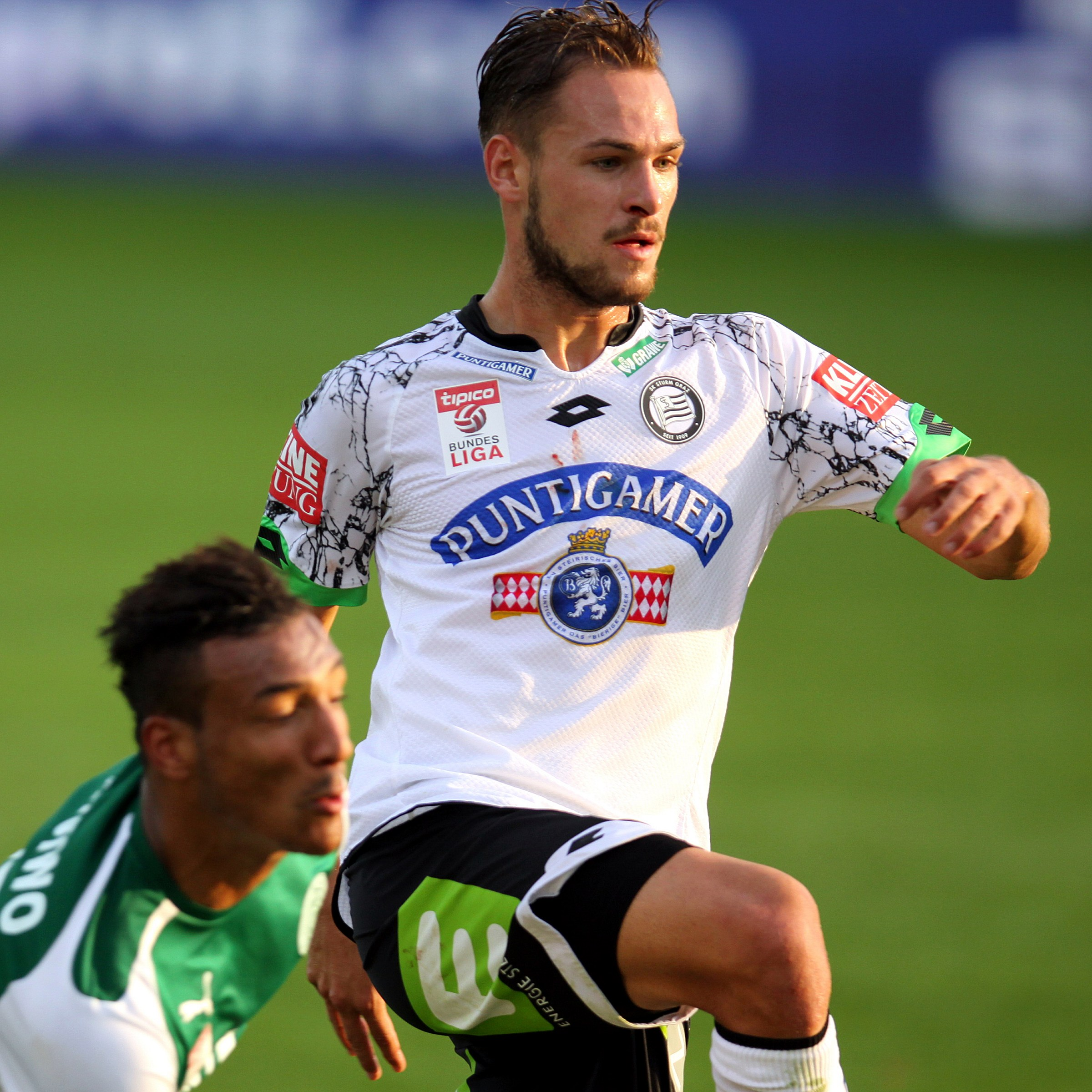
Lukas Spendlhofer (* 1993)

- Spendlingwimmer, Roland (* 1946), österreichischer Entwicklungshelfer, Betreuer der Finca Sonador
- Spendolini-Sirieix, Andrea (* 2004), britische Wasserspringerin

#### Spene
- Spener, Christian Maximilian (1678–1714), deutscher Mediziner, Genealoge und Heraldiker
- Spener, Gustav (1826–1907), deutscher Richter und Parlamentarier
- Spener, Jakob Carl (1684–1730), deutscher Staatsrechtler und Historiker
- Spener, Johann Friedrich Christian (1760–1825), Rat an der Märkischen Kriegs- und Domänenkammer in Hamm und Bürgermeister (ab 1809)
- Spener, Johann Karl (1710–1756), deutscher Verleger
- Spener, Johann Karl Philipp (1749–1827), deutscher Verleger und Publizist
- Spener, Philipp Jacob (1635–1705), deutscher evangelischer Theologe, Begründer des Pietismus

#### Speng
- Spengel, Andreas (1838–1905), deutscher Gymnasiallehrer und Klassischer Philologe
- Spengel, Christoph (* 1964), deutscher Finanzwirtschaftler
- Spengel, Johann Wilhelm (1852–1921), deutscher Zoologe und Hochschullehrer
- Spengel, Joseph Franz von (1784–1851), bayerischer Offizier, zuletzt Generalmajor
- Spengel, Julius (1853–1936), deutscher Komponist, Dirigent und Pianist
- Spengel, Laura Olivia (* 1989), polnische Mezzosopranistin und ehemaliges Model
- Spengel, Leonhard (1803–1880), deutscher Klassischer Philologe
- Spengelin, Friedrich (1925–2016), deutscher Architekt, Stadtplaner und Hochschullehrer
- Spengelin, Ingeborg (1923–2015), deutsche Architektin
- Spengemann, Carsten (* 1972), deutscher FernsehmoderatorCarsten Spengemann (* 1972)

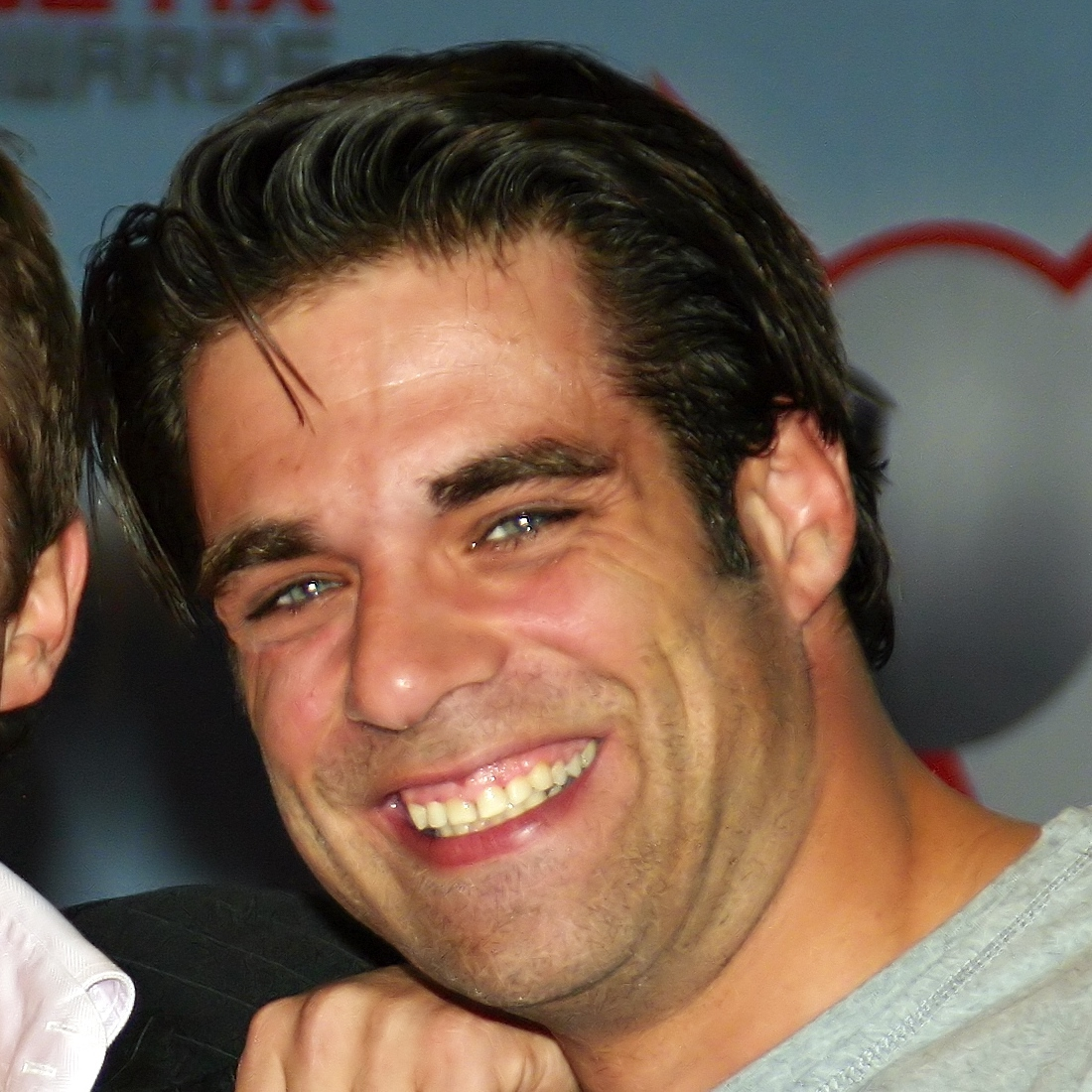
Carsten Spengemann (* 1972)

- Spengemann, Christof (1877–1952), deutscher Grafiker, Kunstkritiker, Verleger und Schriftsteller in Hannover
- Spengemann, Leopold (1816–1888), deutscher Fabrikarbeiter, tätig in der Arbeiter-Bildung
- Spengemann, Walter (1904–1969), deutscher Journalist, Verleger und Mitglied des Stadtrates in Hannover
- Spengemann, Wilhelm (1851–1918), plattdeutscher Schriftsteller
- Spengen, Johannes van (1887–1936), niederländischer Radrennfahrer
- Spenger, Karl (1925–1997), Schweizer Unternehmer und Ballonpilot
- Spenger, Rainer (* 1970), österreichischer Politiker (SPÖ)
- Spengler, Albrecht (1912–1967), deutscher Jurist und Richter am Bundesgerichtshof
- Spengler, Alexander (1827–1901), deutsch-schweizerischer Mediziner
- Spengler, Andreas (* 1947), deutscher Psychiater und Psychotherapeut
- Spengler, Anja (* 1966), deutsche Tischtennisspielerin
- Spengler, Bruno (* 1983), kanadischer AutomobilrennfahrerBruno Spengler (* 1983)

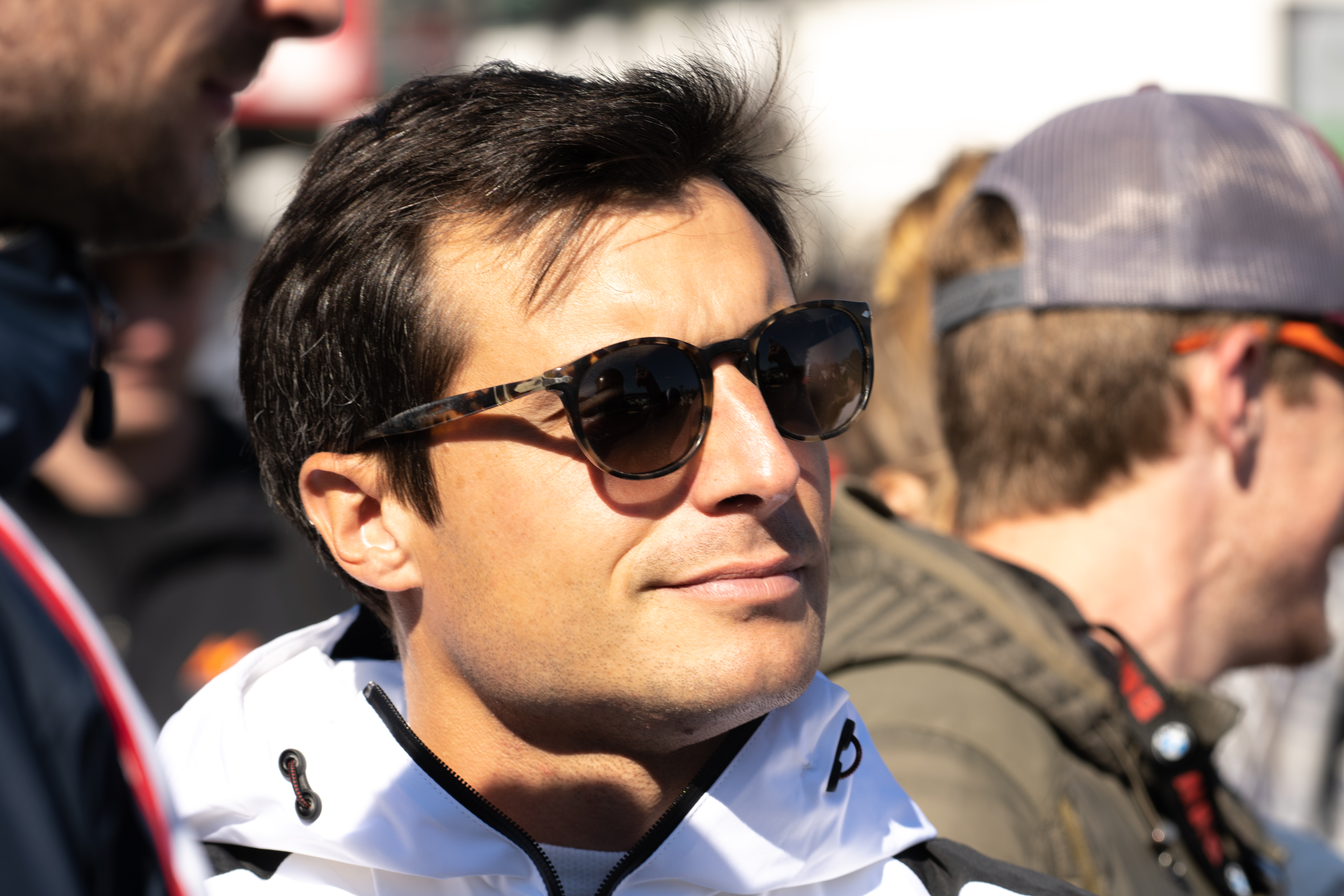
Bruno Spengler (* 1983)

- Spengler, Carl (1860–1937), Schweizer Chirurg und Bakteriologe
- Spengler, Carl Martin (* 1960), deutscher Schauspieler
- Spengler, Christine (* 1945), französische Fotografin
- Spengler, Christoph (* 1969), deutscher Kirchenmusiker
- Spengler, Dagmar (* 1974), deutsche Cellistin, Solocellistin der Staatskapelle Weimar
- Spengler, Erich (1886–1962), österreichischer Geologe
- Spengler, Ernst (1935–2024), Schweizer Psychotherapeut und Dozent am C.G. Jung-Institut in Zürich
- Spengler, Evaristo Pascoal (* 1959), brasilianischer Ordensgeistlicher und römisch-katholischer Bischof von Roraima
- Spengler, Fernando (* 1979), kubanisch-deutscher Sänger (Tenor, hoher Bariton), Schauspieler, Songwriter und Musicaldarsteller
- Spengler, Friedrich (1869–1940), deutscher Gewerkschafter und Politiker (SPD)
- Spengler, Friedrich (1881–1966), deutscher Bezirksamtsvorstand in Amberg
- Spengler, Fritz (1908–2003), deutscher Feldhandballspieler
- Spengler, Günter (1912–1973), deutscher Chemiker und Hochschullehrer
- Spengler, Gustav (1913–1992), deutscher Psychologe
- Spengler, Hans-Dieter (1939–2015), deutscher Fußballspieler
- Spengler, Hans-Dieter (* 1963), deutscher Rechtswissenschaftler
- Spengler, Helmut (* 1931), deutscher evangelischer Theologe
- Spengler, Horst (* 1950), deutscher Handballspieler und -trainerHorst Spengler (* 1950)

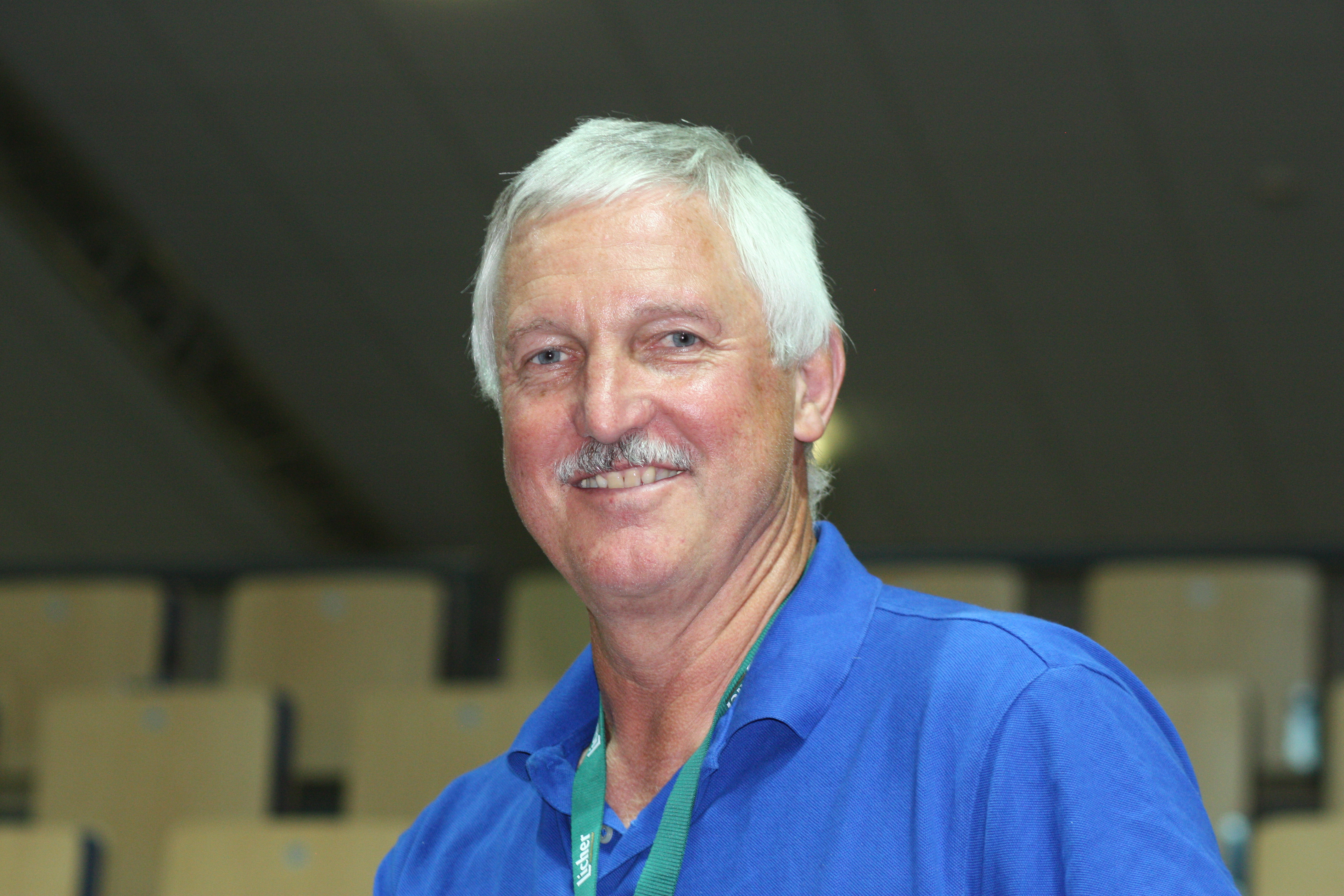
Horst Spengler (* 1950)

- Spengler, Jacob (1537–1613), Schweizer Bürgermeister
- Spengler, Jaime (* 1960), brasilianischer Ordensgeistlicher, römisch-katholischer Erzbischof von Porto Alegre
- Spengler, Jana (* 1995), deutsche Fußballspielerin
- Spengler, Jannis (* 1972), griechisch-deutscher Schauspieler
- Spengler, Jeronimus (1589–1635), deutscher Glasmaler
- Spengler, Johan Conrad (1767–1838), dänischer Kunsthistoriker und Kunstkammerverwalter
- Spengler, Johann Adam (1726–1790), Schweizer Hafner
- Spengler, Johannes (1629–1700), Schweizer Bürgermeister
- Spengler, Johannes Theodorus van (1790–1856), niederländischer Politiker und Generalleutnant
- Spengler, Jörg (1938–2013), deutscher Regattasegler
- Spengler, Lazarus (1479–1534), Ratsherr und Förderer der Reformation in Nürnberg
- Spengler, Lorenz (1720–1807), Schweizer Künstler
- Spengler, Lucius (1858–1923), Schweizer Mediziner
- Spengler, Ludwig (1818–1866), deutscher Badearzt in Bad Ems
- Spengler, Lukas (* 1994), Schweizer Radrennfahrer
- Spengler, Mia (* 1986), deutsche Regisseurin
- Spengler, Oswald (1880–1936), deutscher Geschichtsphilosoph und KulturhistorikerOswald Spengler (1880–1936)

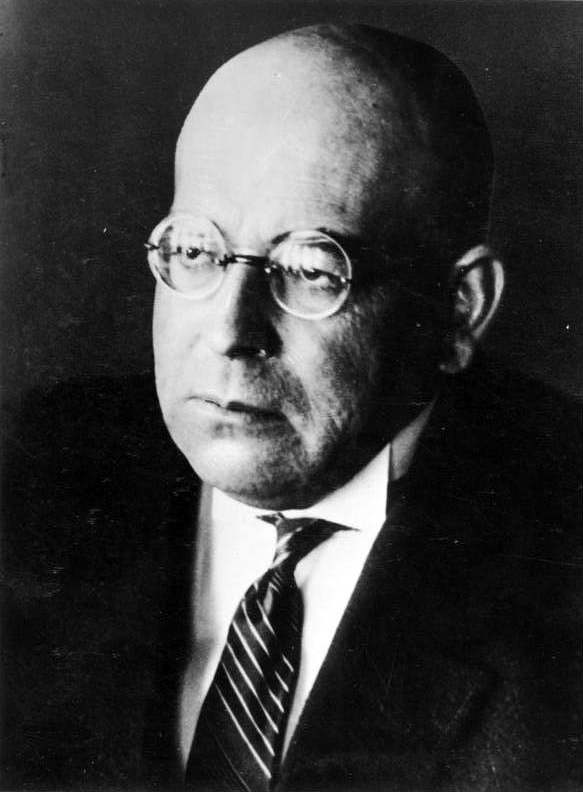
Oswald Spengler (1880–1936)

- Spengler, Pierre (* 1947), französischer Filmproduzent
- Spengler, Rudolf (1875–1955), niederländischer Marineoffizier und Erfinder
- Spengler, Rudolf (1928–2019), deutscher Handballspieler und -trainer
- Spengler, Stefan (* 1976), deutscher Kunstpädagoge
- Spengler, Stephan (* 1983), deutscher Ringer
- Spengler, Theodor (1886–1965), Schweizer Chemiker
- Spengler, Thomas (* 1963), deutscher Logistikwissenschaftler
- Spengler, Tilman (* 1947), deutscher Autor und HerausgeberTilman Spengler (* 1947)

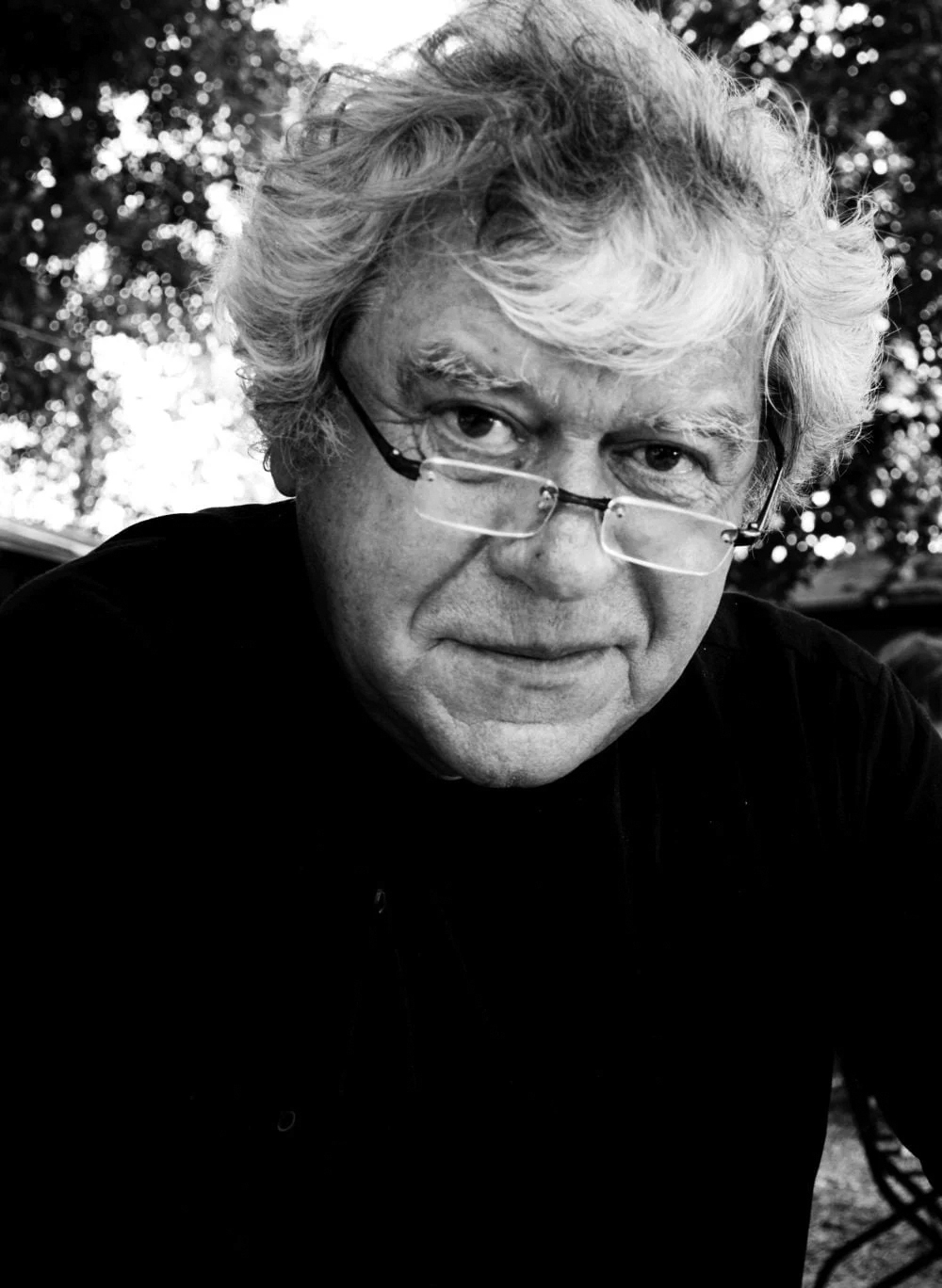
Tilman Spengler (* 1947)

- Spengler, Volker (1939–2020), deutscher Schauspieler
- Spengler, Walter (1896–1930), deutscher Pilot
- Spengler, Walter (1917–1988), Schweizer Unternehmer, Firmengründer und Kunstmäzen
- Spengler, Wilhelm (1907–1961), deutscher SS-Standartenführer

#### Spenk
- Spenke, Eberhard (1905–1992), deutscher Physiker
- Spenkelink, John Arthur (1949–1979), US-amerikanischer Mörder
- Spenkuch, Georg (* 1883), deutscher Verwaltungsjurist und Bezirksamtmann in Berchtesgaden
- Spenkuch, Hartwin (* 1960), deutscher Historiker

#### Spenl
- Spenlein, Georg († 1563), deutscher Augustiner-Eremit und lutherischer Pfarrer
- Spenling, Anton (* 1953), österreichischer Jurist, Vizepräsident des OGH

#### Spenn
- Spennader, Else (* 1911), österreichische Leichtathletin
- Spenneberg, Ralf (* 1968), deutscher IT-Unternehmer und Fachbuchautor für Linux
- Spenner, Fridolin Karl Leopold (1798–1841), deutscher Botaniker
- Spenning, Laurenz († 1477), Baumeister der Gotik
- Spennrath, Friedrich (1888–1959), deutscher Regierungsbeamter

#### Spens
- Spens, Gabriel (1712–1781), schwedischer Feldmarschall
- Spenser, David (1934–2013), britischer Schauspieler in Film und Fernsehen
- Spenser, Edmund († 1599), englischer DichterEdmund Spenser († 1599)

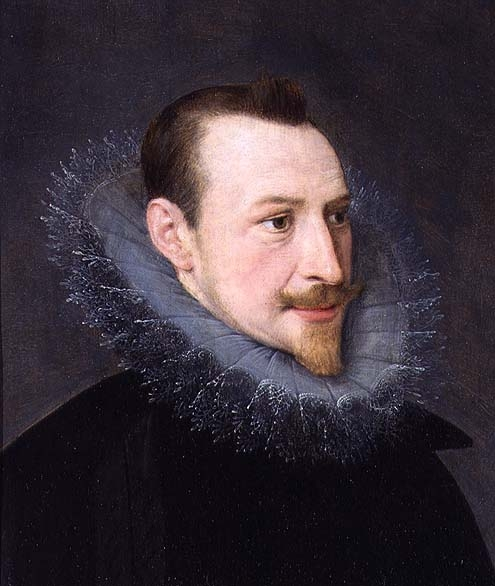
Edmund Spenser († 1599)

- Spenser, Jeremy (* 1937), britischer Schauspieler
- Spensley, James Richardson (1867–1915), englischer Arzt, Fußballspieler und -trainer
- Spenst, Daniel (* 1991), deutscher Starcraft-II-Spieler
- Spenst, Linda (* 1962), kanadische Siebenkämpferin und Weitspringerin

### Sper
- Spera, Benedetto (* 1934), sizilianischer Mafioso
- Spera, Danielle (* 1957), österreichische FernsehmoderatorinDanielle Spera (* 1957)

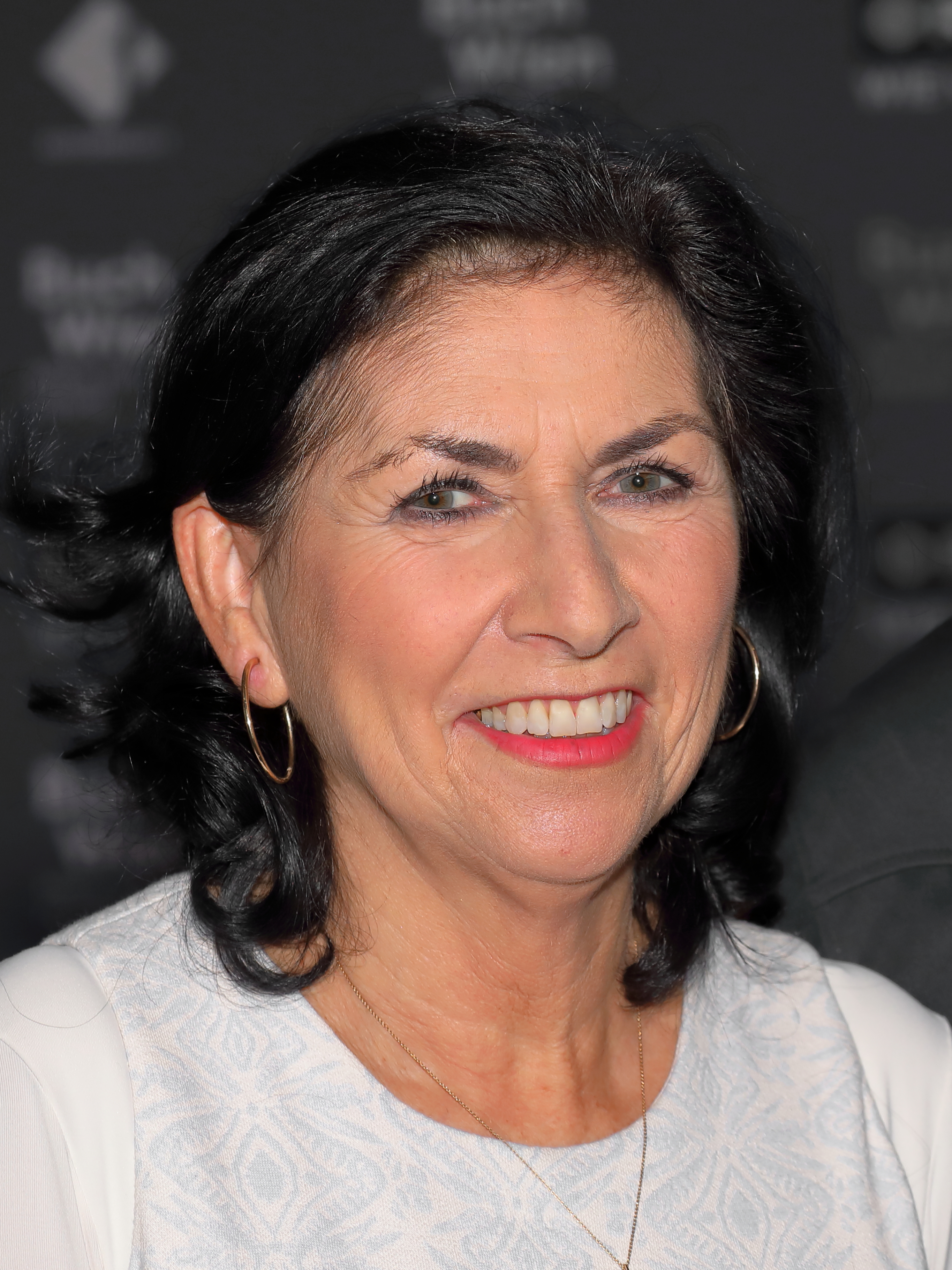
Danielle Spera (* 1957)

- Spera, Dominic (1932–2021), US-amerikanischer Jazzmusiker (Trompete, Komposition)
- Spera, Fabrizio, italienischer Jazzbassist und Improvisationsmusiker
- Sperafico, Alexandre (* 1974), brasilianischer Automobilrennfahrer
- Sperafico, Ricardo (* 1979), brasilianischer Rennfahrer
- Sperafico, Rodrigo (* 1979), brasilianischer Rennfahrer
- Sperandei, William, kanadischer Jazztrompeter und -pianist, Komponist, Arrangeur und Bandleader
- Sperandio, Sylvia (* 1966), österreichische Ärztin und Offizierin
- Speranskaja, Olga Alexandrowna, russische Umweltwissenschaftlerin
- Speranski, Alexei Dmitrijewitsch (1888–1961), russischer experimenteller Pathologe
- Speranski, Boris Fjodorowitsch (1885–1956), sowjetischer Revolutionär, Geologe und Hochschullehrer
- Speranski, Michail Michailowitsch (1772–1839), russischer Staatsmann und liberaler Reformer
- Sperantowa, Walentina Alexandrowna (1904–1978), sowjetische Schauspielerin und Synchronsprecherin
- Speranza, Gianluca, italienischer Pokerspieler
- Speranza, Giovanni (* 1982), italienischer Fußballspieler
- Speranza, Roberto (* 1979), italienischer Politiker
- Sperati, Jean de (1884–1957), Briefmarkenfälscher
- Speratti-Piñero, Emma Susana (1919–1990), argentinische Romanistin und Hispanistin
- Speratus, Paul (1484–1551), deutscher katholischer Theologe, Reformator, Liederdichter und lutherischer BischofPaul Speratus (1484–1551)

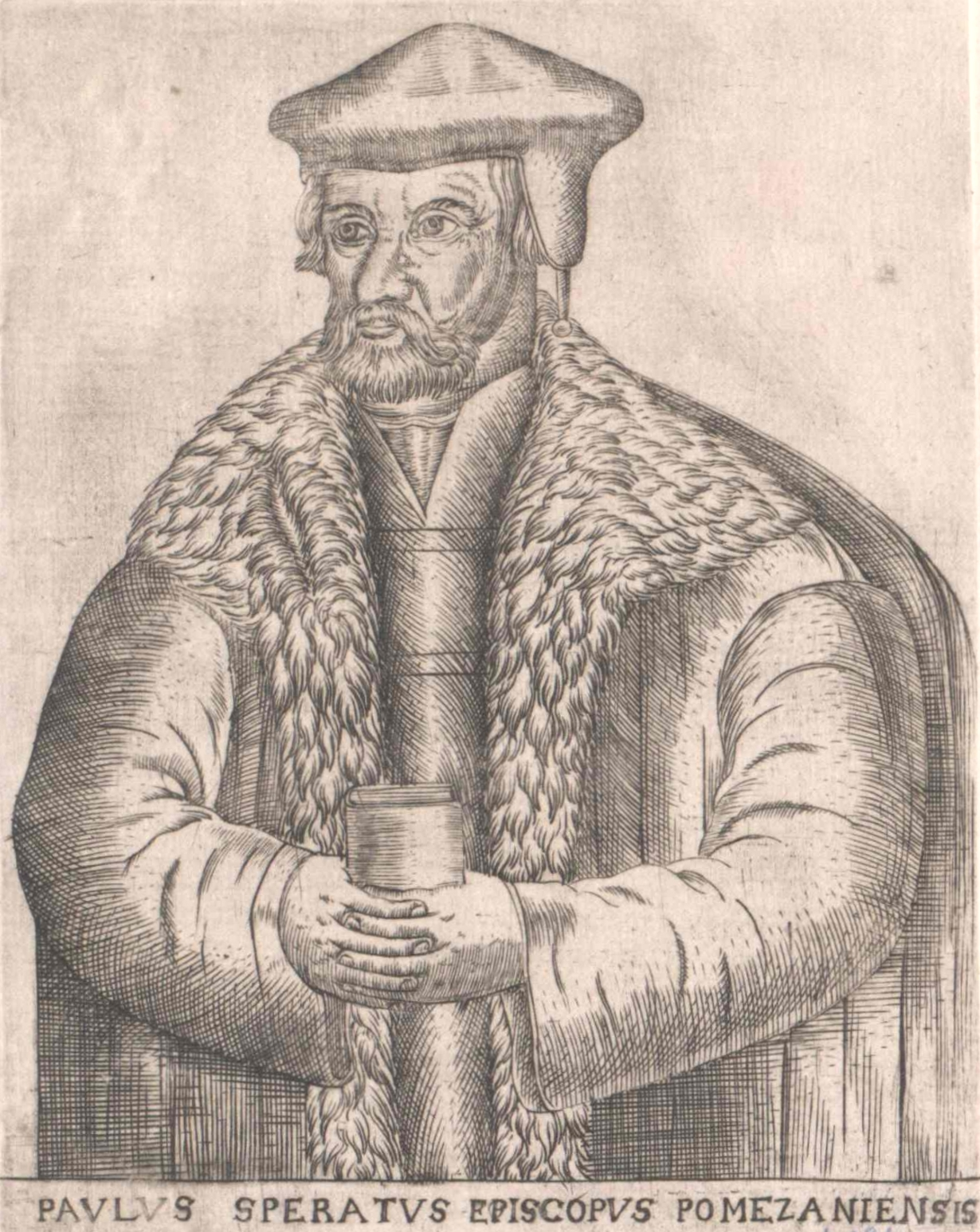
Paul Speratus (1484–1551)

- Sperauskas, Juozas (* 1957), litauischer Politiker, Bürgermeister von Joniškis
- Sperbach, Karl Gottlob (1694–1772), deutscher Orientalist
- Sperber, Albert von (1836–1889), deutscher Rittergutsbesitzer und Politiker, MdR
- Sperber, Alexander (* 1952), US-amerikanischer Footballspieler und Mitbegründer des ersten deutschen Footballvereins
- Sperber, Dan (* 1942), französischer Anthropologe
- Sperber, Ed (* 1937), deutscher Jazz- und Unterhaltungsmusiker (Tenor-, Altsaxophon, Klarinette, Flöte, Gesang, Dirigent)
- Sperber, Else von (1881–1977), deutsche Politikerin (DNVP), MdR
- Sperber, Emil Victor von (1848–1903), deutscher Rittergutsbesitzer und Politiker, MdR
- Sperber, Emil von (1815–1880), deutscher Rittergutsbesitzer und Politiker, MdR
- Sperber, Erhardus (1529–1608), Theologe der Reformationszeit
- Sperber, Eugen von (1808–1879), deutscher Rittergutsbesitzer und Politiker
- Sperber, Ferdinand (1855–1933), deutscher Bauingenieur und hamburgischer Baubeamter
- Sperber, Georg (1897–1943), deutscher Politiker (NSDAP), MdR, SA-Führer und Bürgermeister von Hersbruck
- Sperber, Georg (* 1933), deutscher Forstpraktiker und Forstwissenschaftler
- Sperber, Hans (1885–1963), deutscher Sprachwissenschaftler, Germanist und Hochschullehrer
- Sperber, Herbert (* 1954), deutscher Volkswirt
- Sperber, Hermann von (1840–1908), deutscher Rittergutsbesitzer und Parlamentarier
- Sperber, Hugo (1885–1938), österreichischer Jurist und Rechtsanwalt in der österreichischen Ersten RepublikHugo Sperber (1885–1938)

Hugo Sperber (1885–1938)

- Sperber, Johann († 1621), Maler in Zittau
- Sperber, Jonathan (* 1952), US-amerikanischer Neuzeithistoriker
- Sperber, Julius († 1616), deutscher Alchemist und Rosenkreuzer
- Sperber, Lukas T. (* 1995), deutscher Schauspieler und Synchronsprecher
- Sperber, Manès (1905–1984), österreichisch-französischer Schriftsteller, Sozialpsychologe und Philosoph
- Sperber, Milo (1911–1992), österreichisch-stämmiger, britischer Schauspieler bei Bühne und Film
- Sperber, Niclas (* 1996), deutscher Basketballspieler
- Sperber, Roswitha (* 1937), deutsche Sängerin
- Sperber, Traudel (* 1957), deutsche Schauspielerin und Synchronsprecherin
- Sperber, Wendie Jo (1958–2005), US-amerikanische Schauspielerin
- Sperber, Wilhelm (1908–1987), deutscher Filmproduzent
- Sperber-Seiderer, Silvia (* 1965), deutsche Sportschützin und Olympiasiegerin 1988
- Sperberg, Fritz (* 1951), US-amerikanischer Schauspieler
- Sperelli, Alessandro (1589–1671), italienischer Geistlicher und Bischof von Gubbio
- Sperelli, Cesare (1639–1720), italienischer Bischof
- Sperelli, Sperello (1639–1710), italienischer Kardinal
- Spergel, David (* 1961), US-amerikanischer Astrophysiker
- Sperger, Eva-Maria (* 1979), deutsche Trail- und Ultraläuferin
- Sperger, Hans (1910–1981), österreichischer Politiker, Landesrat von Vorarlberg
- Sperger, Johannes Matthias (1750–1812), österreichischer KomponistJohannes Matthias Sperger (1750–1812)

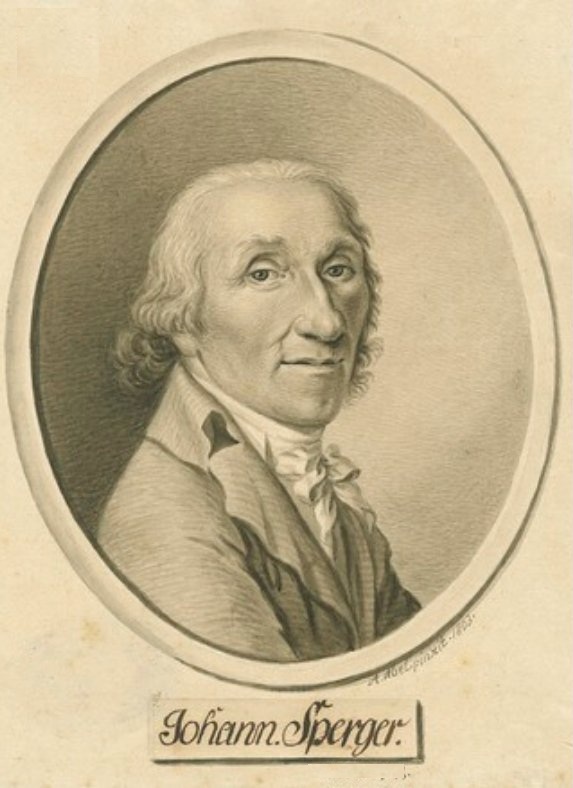
Johannes Matthias Sperger (1750–1812)

- Sperges, Joseph von (1725–1791), österreichischer Diplomat
- Speri, Tito (1825–1853), italienischer Freiheitskämpfer
- Spering, Andreas (* 1966), deutscher Musiker
- Spering, Christoph (* 1959), deutscher Dirigent
- Spering-Fischer, Ute (1926–2019), deutsche Organistin
- Sperisen, Erwin (* 1970), schweizerisch-guatemaltekischer Polizeioffizier
- Sperk, Alexander (* 1968), deutscher Historiker
- Sperka, Karl (1853–1932), deutscher Handschuhmacher und Politiker (SPD), MdR
- Sperl, August (1862–1926), deutscher Archivar, Historiker und Schriftsteller
- Sperl, Florian (* 1987), deutscher Sportfunktionär
- Sperl, Friedrich (1897–1985), deutscher Wirtschaftsfachmann
- Sperl, Gabriela (* 1952), deutsche Produzentin und DrehbuchautorinGabriela Sperl (* 1952)

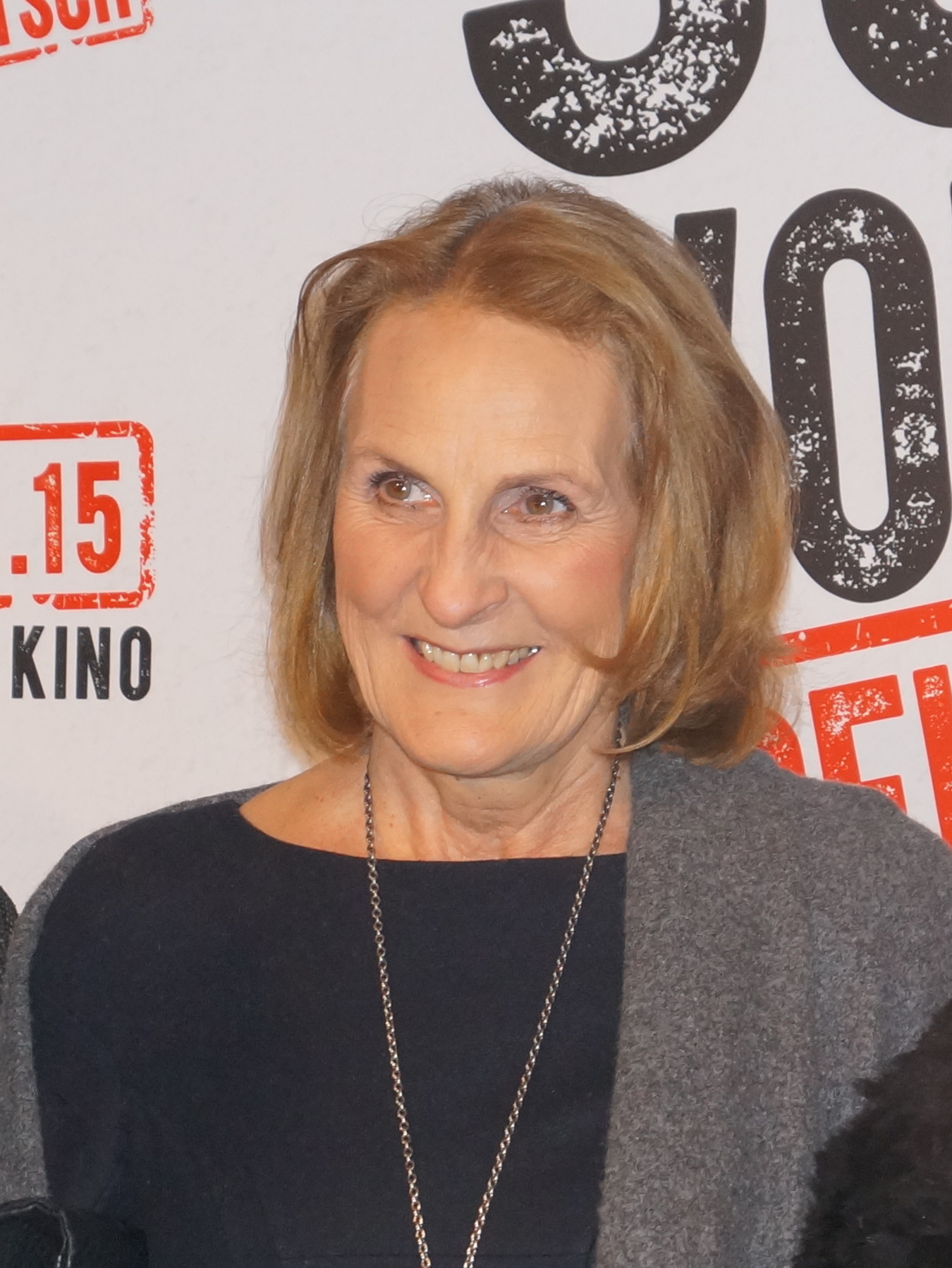
Gabriela Sperl (* 1952)

- Sperl, Gerfried (* 1941), österreichischer Journalist
- Sperl, Gerhard (1936–2021), österreichischer Montanwissenschaftler, Hochschullehrer, Historiker und Kommunalpolitiker
- Sperl, Gottfried (* 1954), österreichischer Politiker (FPÖ), Mitglied des Bundesrates
- Sperl, Hans (1861–1959), österreichischer Rechtswissenschaftler und Autor
- Sperl, Johann († 1796), deutscher Maler
- Sperl, Johann (1840–1914), deutscher Maler
- Sperl, Karl (* 1935), deutscher Fußballspieler
- Sperl, Maximilian (* 1994), deutscher Triathlet
- Šperl, Milan (* 1980), tschechischer Skilangläufer
- Sperl, Rainer (* 1949), deutscher Bildhauer
- Sperl, Richard (1929–2024), deutscher Editor, Marx-Engels-Forscher
- Sperl, Rudolf (* 1852), österreichischer Redakteur und Grafiker
- Sperl, Silvia (* 1991), deutsche Volleyballspielerin
- Sperl, Sonja (1936–2020), deutsche Skirennläuferin
- Sperl, Wolfgang (* 1956), österreichischer Mediziner
- Sperlette, Johannes (1661–1725), französischer Philosoph
- Sperlich, Billy (* 1977), deutsch-US-amerikanischer Sportwissenschaftler
- Sperlich, Christina (* 2001), deutsche Radsportlerin
- Sperlich, Georg (1877–1941), deutscher Jurist und Oberbürgermeister von Münster
- Sperlich, Hans (1847–1931), deutscher Genremaler und Fotograf
- Sperlich, Hans (1925–2019), deutscher Kommunalpolitiker
- Sperlich, Hans-Jürgen (* 1948), deutscher Fußballspieler
- Sperlich, Hartmut (* 1950), deutscher Fußballspieler
- Sperlich, Joseph (1845–1914), deutscher Jurist, Landgerichtspräsident und Politiker (Zentrum), MdR
- Sperlich, Martin (1919–2003), deutscher Kunsthistoriker und Schlösserdirektor
- Sperlich, Peter (* 1965), deutscher Richter
- Sperling, Adolf (1882–1966), deutscher Jurist und Politiker
- Sperling, Alexander (1890–1973), deutscher Turner
- Sperling, Andrea, US-amerikanische Filmproduzentin
- Sperling, Bodo (* 1952), deutscher Maler und Konzeptkünstler
- Sperling, Carl Gottfried (1802–1864), deutscher Politiker
- Sperling, Claus (1890–1971), deutscher Maler und Pfarrer
- Sperling, Dietrich (1933–2023), deutscher Politiker (SPD), MdB
- Sperling, Eckhard (1925–2007), deutscher Mediziner und Psychoanalytiker
- Sperling, Eduard (1902–1985), deutscher Ringer
- Sperling, Elliot (1951–2017), US-amerikanischer Tibetologe
- Sperling, Fritz (1911–1958), deutscher Politiker (KPD) und Widerstandskämpfer gegen den Nationalsozialismus
- Sperling, Gene (* 1958), US-amerikanischer Wirtschaftswissenschaftler und Politiker
- Sperling, George (* 1934), US-amerikanischer Psychologe
- Sperling, Gerhard (1908–1975), deutscher Maler
- Sperling, Gerhard (* 1937), deutscher Leichtathlet und Olympiateilnehmer
- Sperling, Göran (1630–1691), schwedischer Feldmarschall
- Sperling, Gottfried (1921–1991), deutscher SED-Funktionär, Generalsekretär der VdgB
- Sperling, Gustav, deutscher Ringer
- Sperling, Hanna (* 1952), deutsche Ärztin und Vorsitzende des Landesverbandes der Jüdischen Gemeinden von Westfalen-Lippe
- Sperling, Hans Ernst von (1696–1769), königlich-polnischer und kurfürstlich-sächsischer Oberforst- und Wildmeister in Thüringen sowie Rittergutsbesitzer
- Sperling, Hans-Jürgen (* 1943), deutscher Jurist, Hochschullehrer und Kommunalpolitiker
- Sperling, Heike (* 1965), deutsche Designerin
- Sperling, Heinrich (1844–1924), deutscher Figuren- und besonders Tiermaler
- Sperling, Hilde (1908–1981), deutsch-dänische Tennisspielerin
- Sperling, Ika (* 1996), deutsche Comiczeichnerin und Illustratorin
- Sperling, Joachim (1891–1975), deutscher Generalleutnant der Luftwaffe im Zweiten Weltkrieg
- Sperling, Johann (1603–1658), deutscher Mediziner, Zoologe und Physiker
- Sperling, Johann Caspar, deutscher Orgelbauer
- Sperling, Johann Christian (1689–1746), deutscher Maler
- Sperling, Karl (* 1941), deutscher Humangenetiker
- Sperling, Kurt (1903–1992), deutscher Film- und Theaterschauspieler
- Sperling, Kurt von (1850–1914), preußischer General der Infanterie
- Sperling, Leon (1900–1941), polnischer Fußballspieler
- Sperling, Lutz (* 1939), deutscher Ingenieurwissenschaftler
- Sperling, Margot (* 1939), deutsche Malerin
- Sperling, Melitta (1899–1973), austroamerikanische Ärztin und Psychoanalytikerin
- Sperling, Milton (1912–1988), US-amerikanischer Drehbuchautor und Filmproduzent
- Sperling, Oskar von (1814–1872), preußischer Generalmajor
- Sperling, Otto (1602–1681), deutscher Arzt und Botaniker
- Sperling, Otto (1634–1715), deutsch-dänischer Jurist und Polyhistor
- Sperling, Otto (1899–2002), austroamerikanischer Psychoanalytiker
- Sperling, Otto (1902–1985), deutscher Politiker (SPD), MdA
- Sperling, Otto von (1821–1915), preußischer Generalleutnant
- Sperling, Otto-Karl (1917–1996), deutscher Chirurg, Orthopäde, Sportmediziner und Hochschullehrer
- Sperling, Paul (1560–1633), deutscher späthumanistischer Pädagoge
- Sperling, Paul (1605–1679), deutscher evangelisch-lutherischer Theologe, Pädagoige und Hochschullehrer
- Sperling, Paul Gottfried (1652–1709), deutscher Mediziner
- Sperling, Rolf (* 1926), deutscher Kameramann
- Sperling, Rolf (* 1940), deutscher Wasserspringer
- Sperling, Rolf (* 1967), deutscher Bühnenautor
- Sperling, Rowland (1874–1965), britischer Diplomat
- Sperling, Rudolf (1835–1917), deutsch-österreichischer Schriftsteller und Dichter
- Sperling, Rudolf (1888–1914), deutscher Kaufmann
- Sperling, Sacha (* 1990), französischer Schriftsteller
- Sperling, Swantje (* 1983), deutsche Politikerin (Bündnis 90/Die Grünen)
- Sperling, Teresa (* 1990), deutsche Schauspielerin
- Sperling, Theresa (* 1971), deutsche Schriftstellerin, Theaterautorin und Bühnenpoetin
- Sperling, Walter (1897–1975), deutscher Autor, Grafiker
- Sperling, Walter (1932–2016), deutscher Geograph, Professor für Geographie
- Sperling, Walter (* 1975), deutscher Historiker
- Sperling, Wolfram (* 1952), deutscher Sportwissenschaftler, Hochschullehrer, Sportschwimmer, Schwimmsportfunktionär
- Spernath, Stefan (1913–1999), deutscher Unternehmer
- Sperner, Emanuel (1905–1980), deutscher Mathematiker
- Sperner, Heribert (1915–1943), österreichischer Fußballspieler
- Sperner, Rudolf (1919–2010), deutscher Gewerkschafter
- Sperner, Wolfgang (1924–2005), österreichischer Journalist und Buchautor
- Spernol, Boris (* 1972), deutscher Journalist und Historiker
- Spero, Donald (* 1939), US-amerikanischer Ruderer
- Spero, Joan (* 1944), US-amerikanische Diplomatin, Bankerin und Managerin
- Spero, Nancy (1926–2009), US-amerikanische figurative Malerin und Feministin
- Speroni, Carlo (1895–1969), italienischer Langstreckenläufer
- Speroni, Charles (1911–1984), US-amerikanischer Romanist und Italianist
- Speroni, Francesco (* 1946), italienischer Politiker, MdEP
- Speroni, Julián (* 1979), argentinischer FußballspielerJulián Speroni (* 1979)

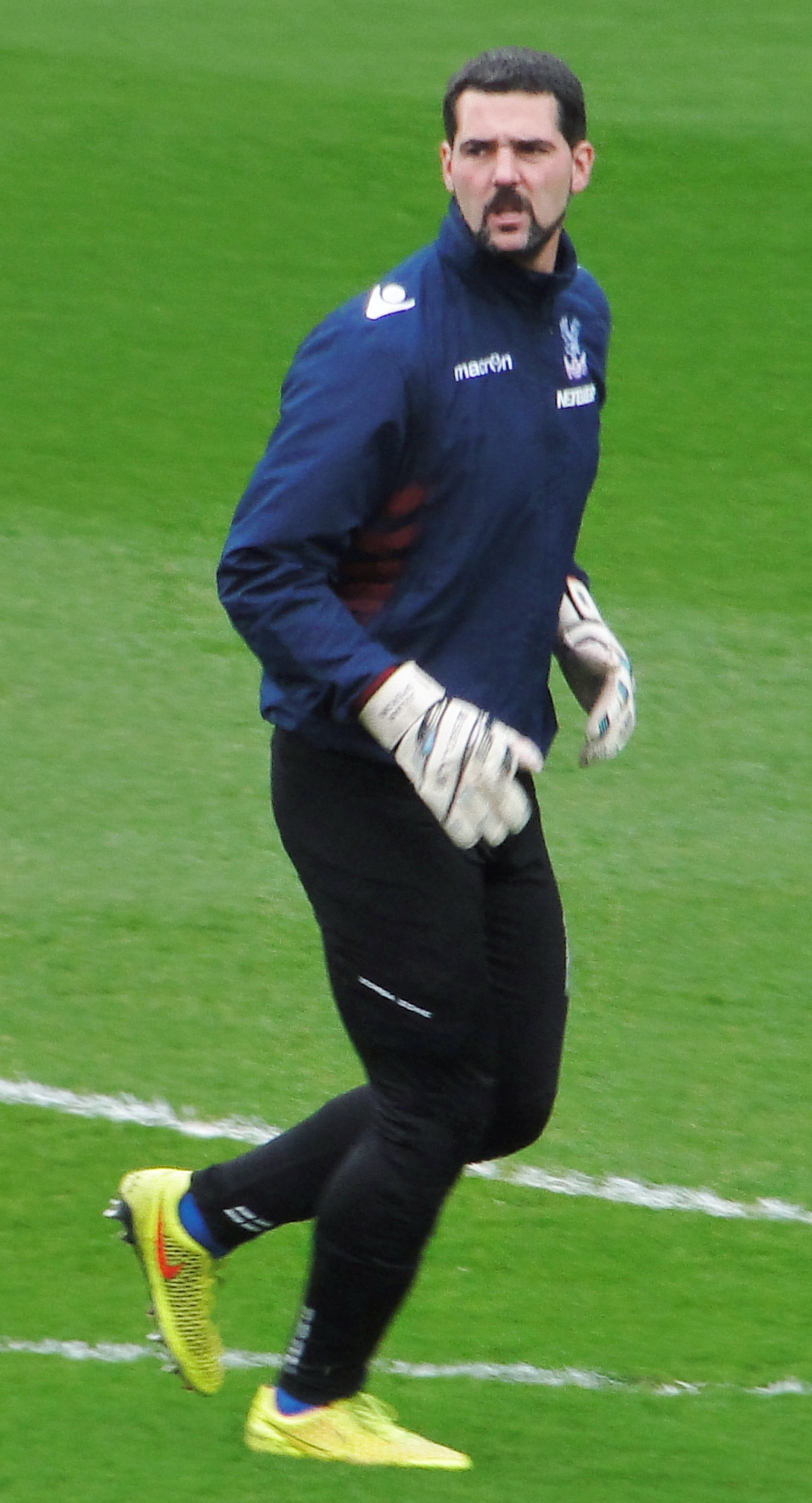
Julián Speroni (* 1979)

- Speroni, Sperone (1500–1588), italienischer Humanist und Autor
- Speroni, Ugo, Gründer der Speronisten-Häresie
- Sperotto, Germana (* 1964), italienische Skilangläuferin
- Sperr, Anneken Kari (* 1974), deutsche Juristin
- Sperr, Franz (1878–1945), deutscher Offizier, Jurist, Diplomat und Widerstandskämpfer
- Sperr, Franziska (* 1949), deutsche Journalistin und Schriftstellerin
- Sperr, Martin (1944–2002), niederbayerischer Dramatiker und Schauspieler
- Sperr, Monika (1941–1984), deutsche Schriftstellerin und Journalistin
- Sperrazza, Vinnie (* 1979), US-amerikanischer Jazzmusiker (Schlagzeug, Perkussion, Marimba) und Komponist
- Sperre, Hans (1937–2002), norwegischer Badmintonspieler
- Sperre, Hans jr. (* 1967), norwegischer Badmintonspieler
- Sperrer, Raphael (* 1965), österreichischer Rallyefahrer
- Sperreuth, Claus Dietrich von († 1653), Feldherr während des Dreißigjährigen Krieges
- Sperrey, Kate (1862–1893), neuseeländische Porträtmalerin
- Sperrfechter, Bernhard (* 1960), deutscher Gitarrist
- Sperrhake, Kurt (1909–1991), deutscher Klavierbauer und Firmenbegründer
- Sperrle, Hugo (1885–1953), deutscher Generalfeldmarschall im Zweiten WeltkriegHugo Sperrle (1885–1953)

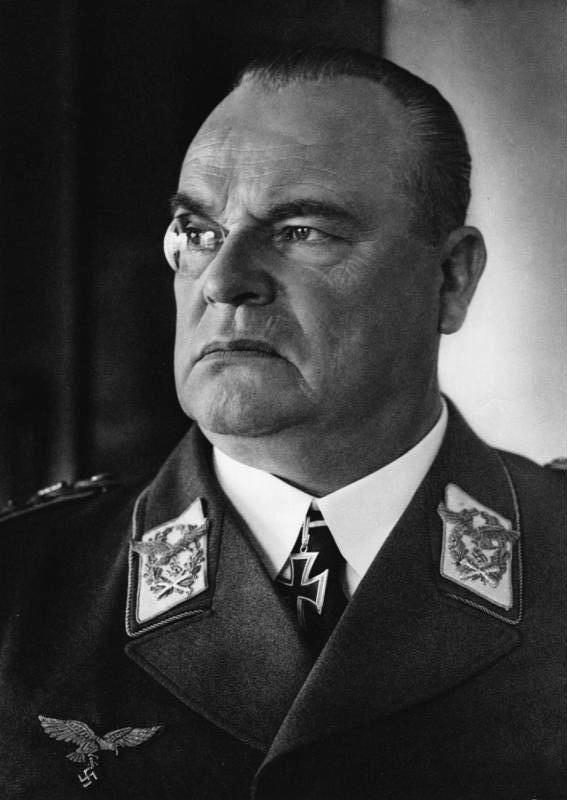
Hugo Sperrle (1885–1953)

- Sperry, Brett W., US-amerikanischer Computerspielentwickler
- Sperry, Charles S. (1847–1911), US-amerikanischer Konteradmiral
- Sperry, Dan (* 1985), US-amerikanischer Zauberkünstler und Illusionist
- Sperry, Elmer Ambrose (1860–1930), US-amerikanischer Erfinder und Geschäftsmann
- Sperry, Francis Louis (1861–1906), US-amerikanischer Chemiker, Namensgeber des Minerals Sperrylith
- Sperry, Lawrence (1892–1923), US-amerikanischer Pilot und Luftfahrtpionier
- Sperry, Lewis (1848–1922), US-amerikanischer Politiker
- Sperry, Nehemiah D. (1827–1911), US-amerikanischer Politiker
- Sperry, Pauline (1885–1967), US-amerikanische Mathematikerin
- Sperry, Roger (1913–1994), US-amerikanischer Neurobiologe
- Sperry, Willard Learoyd (1882–1954), kongregationalistischer Geistlicher und Dekan der Harvard Divinity School
- Sperschneider, Hans (1928–1995), deutscher bildender Künstler
- Sperschneider, Ragna (1928–2003), deutsche Goldschmiedin und Emailkünstlerin
- Sperschneider, Ulrich (1940–2006), deutscher Fußballspieler
- Spervogel, mittelhochdeutscher Sangspruchdichter
- Sperzel, Wolfgang (* 1956), deutscher Comiczeichner und Cartoonist
- Sperzjan, Eduard (* 2000), russischer Fußballspieler

### Spes
- Spes, Guerau de (1524–1572), spanischer Diplomat, Botschafter Spaniens im Vereinigten Königreich
- Spescha, Christian (* 1989), Schweizer Skirennläufer
- Spescha, Flurin (1958–2000), Schweizer Schriftsteller und Publizist
- Spescha, Gion Battesta (* 1944), Schweizer Schriftsteller
- Spescha, Hendri (1928–1982), Schweizer Autor und Politiker
- Spescha, Matias (1925–2008), Schweizer Künstler
- Spescha, Placidus a (1752–1833), Schweizer Benediktinerpater, Kartograph, Geograph, Alpinist, Natur- und SprachforscherPlacidus a Spescha (1752–1833)

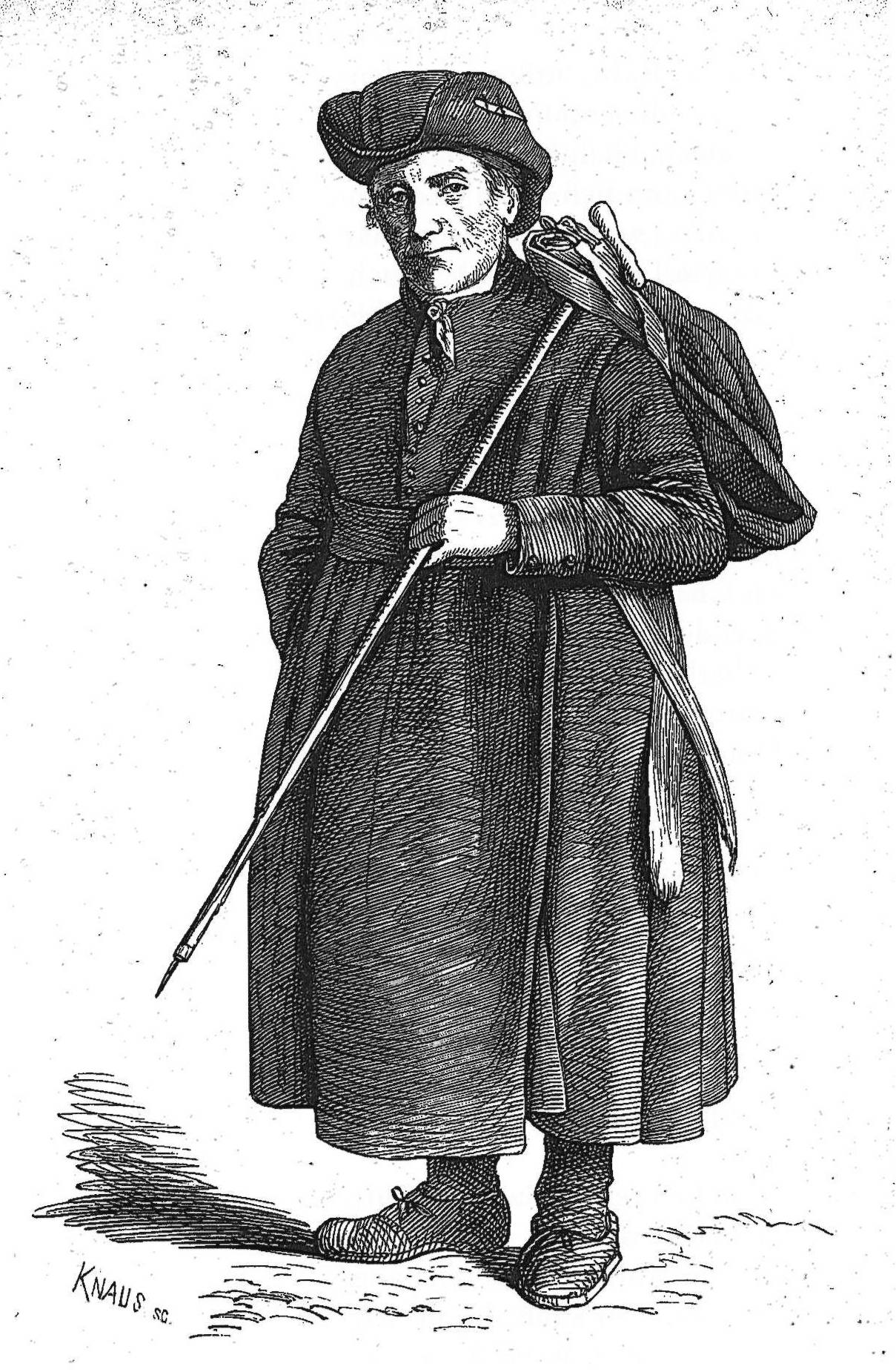
Placidus a Spescha (1752–1833)

- Spessart, Jean (1886–1961), deutscher Landschaftsmaler
- Speßhardt, Hans-Joachim (* 1935), deutscher Kunstmaler und Autor
- Speßhardt, Haubold von (1797–1860), Staatsminister von Sachsen-Meiningen
- Speßhardt, Otto (1911–1945), deutscher Kommunist und Widerstandskämpfer gegen den Nationalsozialismus
- Spessiwzew, Alexander Nikolajewitsch (* 1970), russischer Serienmörder
- Spessiwzewa, Olga Alexandrowna (1895–1991), russische Primaballerina des klassischen Balletts

### Spet
- Speta, Franz (1941–2015), österreichischer Botaniker
- Spetalen, Øystein Stray (* 1962), norwegischer Investor
- Speter, Max (1883–1942), deutscher Chemiker und Historiker der Chemie
- Spetgens, Jacques (* 1950), niederländischer Radrennfahrer
- Spetgens, Jan (* 1947), niederländischer Radrennfahrer
- Speth von Schülzburg, Karl (1844–1905), deutscher Adliger, Landtagsabgeordneter, Majoratsherr, Landgerichtsrat und Kammerherr
- Speth von Schülzburg, Viktor (* 1887), österreichischer Konsul in Berlin
- Speth von Zwiefalten, Sebastian Solan (1754–1812), norwegischer Artillerieoffizier in österreichischen Diensten
- Speth, Balthasar (1774–1846), deutscher römisch-katholischer Geistlicher, Kunstsammler, Kunstschriftsteller, Miniaturmaler und Lithograph
- Speth, Brigitte (* 1944), deutsche Politikerin (SPD), MdL
- Speth, Evelin (* 1998), ungarische Handball- und Beachhandballspielerin
- Speth, Friedrich (* 1937), deutscher Politiker (CSU)
- Speth, Gustav (1879–1937), russischer Philosoph, Psychologe und Übersetzer mit deutschen Wurzeln
- Speth, Hans (1897–1985), deutscher General der Artillerie im Zweiten Weltkrieg
- Speth, Hans (1934–2016), deutscher Fußballspieler und Fußballtrainer
- Speth, Jakob (1820–1856), deutscher Maler
- Speth, Johann (* 1664), deutscher Organist und Komponist
- Speth, Josef (* 1938), deutscher Physiker
- Speth, Maria (* 1967), deutsche Filmregisseurin und Autorin
- Speth, Michael (1951–2016), deutscher Gärtner und Ruderer
- Speth, Otto (1868–1949), deutscher Verwaltungsjurist und Bezirksoberamtmann
- Speth, Ralf (* 1955), deutscher IndustriemanagerRalf Speth (* 1955)
- Speth, Robert (* 1956), deutscher Koch

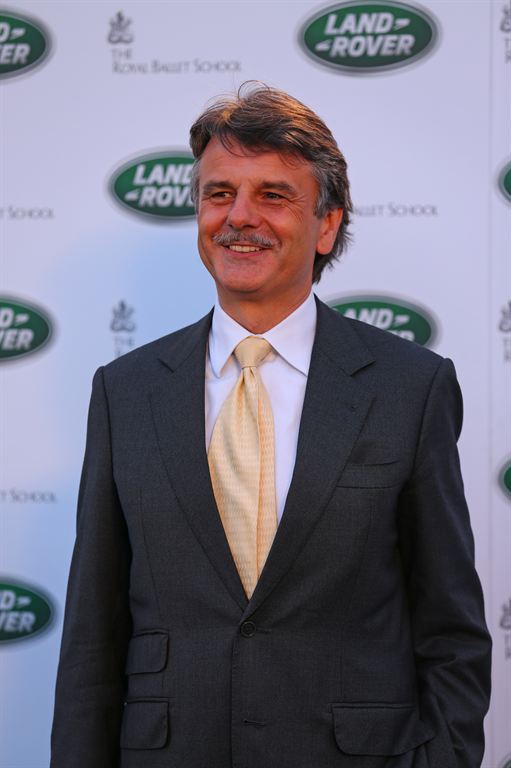
Ralf Speth (* 1955)

- Spethmann, Albert (1894–1986), deutscher Landschafts-, Genre- und Porträtmaler
- Spethmann, Dieter (1926–2016), deutscher Jurist und Industriemanager, Vorstandsvorsitzender der Thyssen AG
- Spethmann, Hans (1885–1957), deutscher Geograph und Geschichtswissenschaftler
- Spethmann, Laurens (1930–2021), deutscher Unternehmer
- Spethmann, Richard (1891–1960), deutscher Theaterschauspieler, Regisseur, Theaterleiter und niederdeutscher Schriftsteller
- Spethmann, Viviane (* 1967), deutsche Politikerin (CDU), MdHB
- Spethmann, Wilhelm (1861–1926), deutscher Druckereibesitzer und Politiker (FVp), MdR
- Spets, Lars-Erik (* 1985), norwegischer Eishockeyspieler
- Spetsiotis, Konstandinos (1883–1966), griechischer Geher
- Spetsmann, Bernhard (1892–1974), deutscher Politiker (CDU), MdL und Gewerkschafter
- Spetsmark, Julia (* 1989), schwedische Fußballspielerin
- Spett, Per (* 1985), schwedischer Freestyle-Skier
- Spettmann, Georg (1911–1943), deutscher kommunistischer Widerstandskämpfer gegen das Naziregime
- Spettmann, Ulrich (* 1975), deutscher Handballspieler
- Spetzger, Uwe (* 1962), deutscher NeurochirurgUwe Spetzger (* 1962)

Uwe Spetzger (* 1962)

- Spetzler, Anton (1799–1852), deutscher Architekt und Baubeamter
- Spetzler, Anton (1869–1934), deutscher Politiker (DVP), MdR

### Speu
- Speusippos, Neffe Platons, Scholarch der Älteren Akademie
- Speusippus († 175), christlicher Märtyrer und Heiliger

### Spev
- Spěváček, Viktor (1888–1941), tschechoslowakischer Soldat, Legionär und General
- Spevack, Jason (* 1997), kanadischer Schauspieler
- Spevack, Jerome S. (1918–1999), US-amerikanischer Wissenschaftler, Erfinder und Ingenieur
- Spevack, Marvin (1927–2013), US-amerikanischer Anglist und Hochschullehrer
- Spevack, Melodee (* 1953), US-amerikanische Synchronsprecherin, Schauspielerin und Stuntwoman
- Spevak, Peregrin (1898–1959), österreichischer Eishockey- und Bandyspieler

### Spew
- Spewack, Bella (1899–1990), US-amerikanische Drehbuchautorin rumänischer Herkunft
- Spewack, Sam (1899–1971), US-amerikanischer Drehbuchautor

### Spey
- Speyer, Adolf (1812–1892), deutscher Mediziner und Entomologe
- Speyer, Agnes (1875–1942), österreichische Malerin, Graphikerin und Bildhauerin
- Speyer, Alexis de (1854–1916), russischer Botschafter
- Speyer, Augustin (* 1974), deutscher Sprachwissenschaftler und Germanist
- Speyer, Carl (1877–1927), deutscher Historiker und Paläontologe
- Speyer, Christian (1855–1929), deutscher Pferdemaler
- Speyer, Edmund (1878–1942), deutscher Chemiker
- Speyer, Eva (1882–1975), deutsche SchauspielerinEva Speyer (1882–1975)

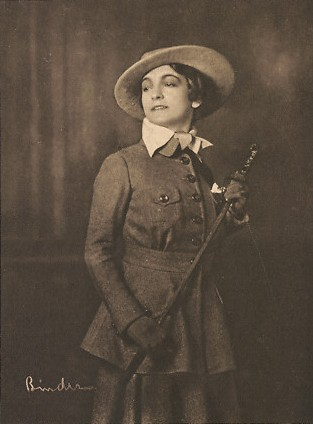
Eva Speyer (1882–1975)

- Speyer, Franziska (1844–1909), deutsche Stifterin und Mäzenin
- Speyer, Friedrich (1782–1839), deutscher Mediziner
- Speyer, Georg (1835–1902), deutscher Bankier und Mäzen
- Speyer, Günter (1927–2023), deutscher Autor
- Speyer, Heinrich (1897–1935), deutscher Orientalist
- Speyer, Jaap (1891–1952), niederländischer Filmregisseur
- Speyer, James (1861–1941), US-amerikanischer Bankier
- Speyer, Leonora (1872–1956), US-amerikanische Dichterin und Pulitzer-Preisträgerin
- Speyer, Marcel (1893–1981), deutscher Fußballspieler
- Speyer, Marie (1880–1914), luxemburgische Germanistin und Lehrerin
- Speyer, Michel († 1822), deutscher Rabbiner
- Speyer, Oscar (1827–1882), deutscher Geologe und Paläontologe
- Speyer, Wilhelm (1790–1878), deutscher Komponist
- Speyer, Wilhelm (1887–1952), deutscher Schriftsteller
- Speyer, Wolfgang (* 1933), deutscher Altphilologe und Religionshistoriker
- Speyerer, Jakob Wilhelm (1789–1876), badischer Verwaltungsbeamter und Landtagsabgeordneter
- Speymann, Johann (1563–1625), deutscher Bürgermeister, Ratsherr und Kaufmann in Danzig
- Speyr, Adrienne von (1902–1967), Schweizer Ärztin, Mystikerin und geistliche SchriftstellerinAdrienne von Speyr (1902–1967)

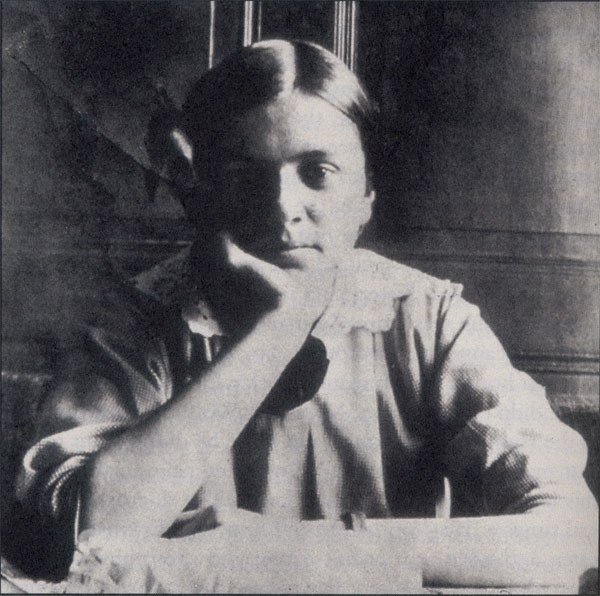
Adrienne von Speyr (1902–1967)

- Speyr, Wilhelm von (1852–1939), Schweizer Psychiater
- Speyrer, Jude (1929–2013), US-amerikanischer Geistlicher, römisch-katholischer Bischof von Lake Charles

### Spez
- Spezi, Mario (1945–2016), italienischer Journalist und Autor
- Spezial (* 1965), deutscher Techno-DJ
- Spezialetti, Alessandro (* 1975), italienischer Radrennfahrer
- Speziali, Carla (* 1961), Schweizer Politikerin (FDP), Gemeindepräsidentin von Locarno
- Speziali, Carlo (1921–1998), Schweizer Schulleiter, Politiker (FDP), Nationalrat, Staatsrat und Oberst
- Spezza, Andrea, italienischer Baumeister
- Spezza, Jason (* 1983), kanadischer Eishockeyspieler und -funktionär
- Spezzati, Nicoletta Vittoria (* 1948), italienische Ordensschwester